# 1. Januar
Der 1. Januar (auch 1. Jänner) ist der 1. Tag des gregorianischen Kalenders, somit bleiben 364 Tage (in Schaltjahren 365 Tage) bis zum Jahresende.
Neujahr (auch Neujahrstag) ist der erste Tag des Kalenderjahres. Wegen der teils in einzelnen Kulturen und Religionen unterschiedlichen Zeitrechnungen und damit auch Kalendern gibt es Jahresbeginne zu unterschiedlichen Zeitpunkten.
Lebenden Personen mit unbekanntem Geburtsdatum wird von staatlichen Behörden meist der 1. Januar des vermuteten oder bekannten Geburtsjahres als offizieller Geburtstag zugeschrieben. Dies kommt heute nur noch selten vor, tritt aber beispielsweise auf bei Waisenkindern aus Kriegsgebieten oder aus Ländern ohne gut organisierte staatliche Buchführung.

## Ereignisse

### Politik und Weltgeschehen
- 153 v. Chr.: Die Konsuln der römischen Republik beginnen ihre Amtszeit erstmals am 1. Januar statt am 1. März; daher ist der 1. Januar heute der Jahresanfang.
- 045 v. Chr.: Caesars Reform des römischen Kalenders endet. Dieser wird ab 2. Januar 709 a. u. c. durch den julianischen Kalender ersetzt.
- 032 v. Chr.: Oktavian lässt sich vom Senat zum „Führer Italiens“ (dux Italiae) ausrufen. Er erklärt Kleopatra und damit de facto auch Marcus Antonius den Krieg.

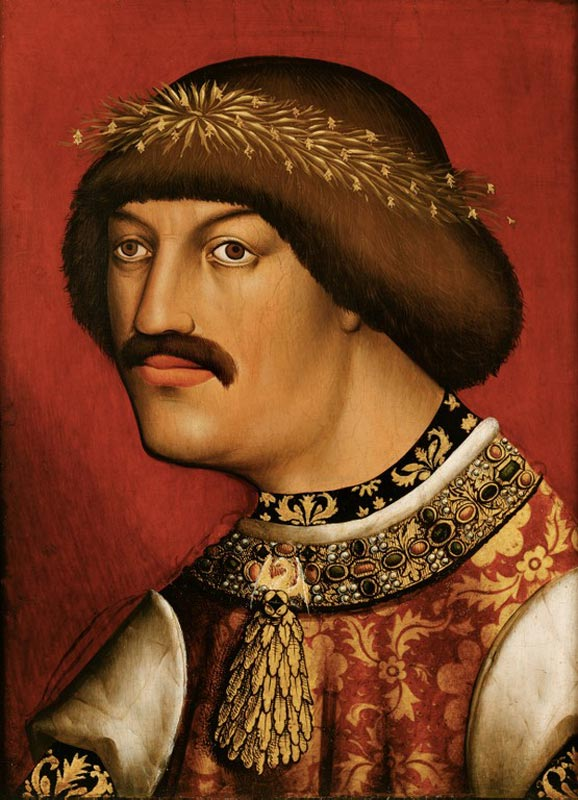
1438: Albrecht II.

- 1438: Nach dem Tod seines Schwiegervaters Kaiser Sigismund wird der österreichische Herzog Albrecht II. von Habsburg zum König von Ungarn gekrönt.
- 1443: Der Wittelsbacher Christoph von Pfalz-Neumarkt wird zum Erzkönig der dänischen Lande gekrönt und regiert das Gebiet der Kalmarer Union.
- 1502: Der portugiesische Seefahrer Gaspar de Lemos entdeckt in Südamerika die Guanabara-Bucht, die er irrtümlich für eine Flussmündung hält und „Januarfluss“ tauft. Die später an diesem Ort entstandene Siedlung erhält daher den Namen Rio de Janeiro.
- 1523: Nach ihrer Kapitulation am 22. Dezember 1522 verlassen die zuvor belagerten Johanniter sowie mehrere tausend Einheimische Rhodos in Richtung Kreta und überlassen die Insel den osmanischen Eroberern.

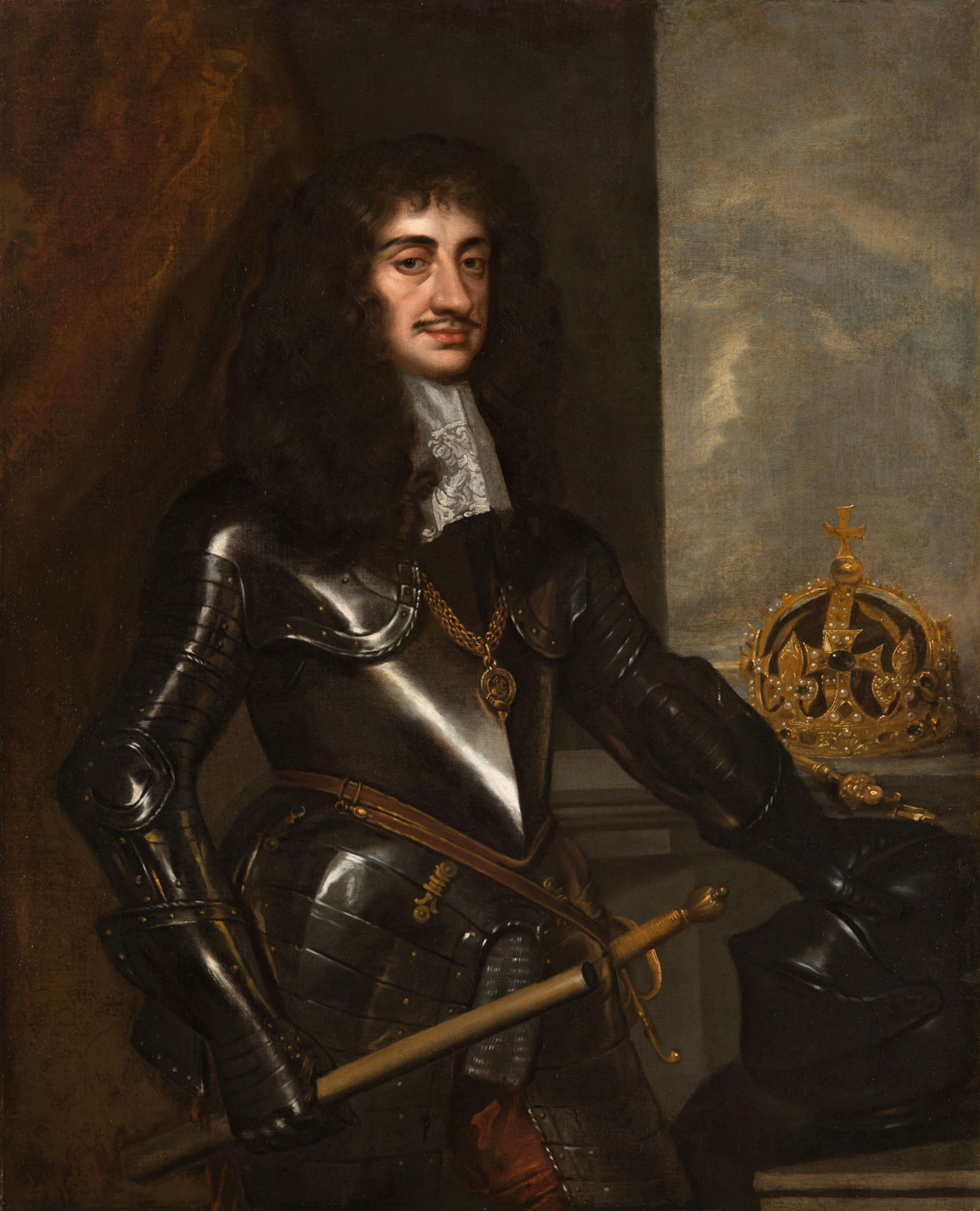
1651: Karl II.

- 1651: Nachdem er das Scottish Covenant unterzeichnet und damit den Schotten Glaubensfreiheit zugesichert hat, wird Karl II. in Scone zum König von Schottland gekrönt. Es ist die letzte Königskrönung an diesem Ort.
- 1683: Otto Friedrich von der Groeben landet am Kap der drei Spitzen im heutigen Ghana. Dort nimmt er Verhandlungen mit den ansässigen Stammesfürsten auf, die in der Folge zur Gründung der kurbrandenburgischen Kolonie Groß Friedrichsburg führen.
- 1700: Zar Peter der Große ersetzt die bis dahin in Russland geltende byzantinische Jahreszählung ab Erschaffung der Welt durch den julianischen Kalender mit Jahreszählung ab der Geburt Christi.
- 1710: Auf Erlass König Friedrichs I. werden Berlin, Cölln, Friedrichswerder, Dorotheenstadt und Friedrichstadt zur Königlichen Haupt- und Residenzstadt Berlin vereinigt.

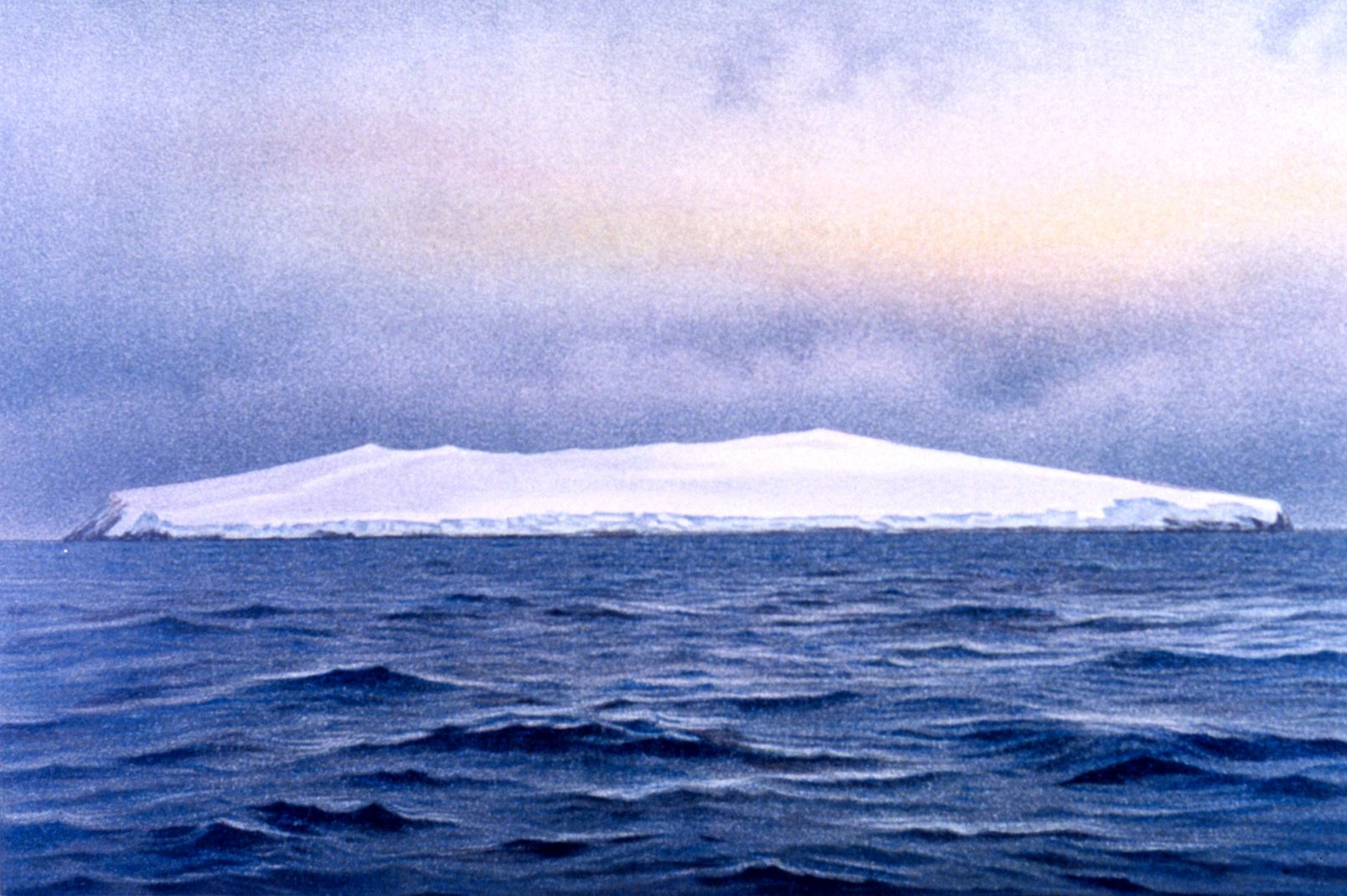
1739: Bouvetinsel

- 1739: Jean-Baptiste Charles Bouvet de Lozier entdeckt die nach ihm benannte Bouvetinsel im Südatlantik.
- 1801: Die Königreiche Großbritannien und Irland werden mit dem Inkrafttreten des Act of Union 1800 zum Vereinigten Königreich von Großbritannien und Irland vereinigt.
- 1806: Die Herzogtümer Bayern und Württemberg werden auf Basis des Friedens von Pressburg zu Königreichen.

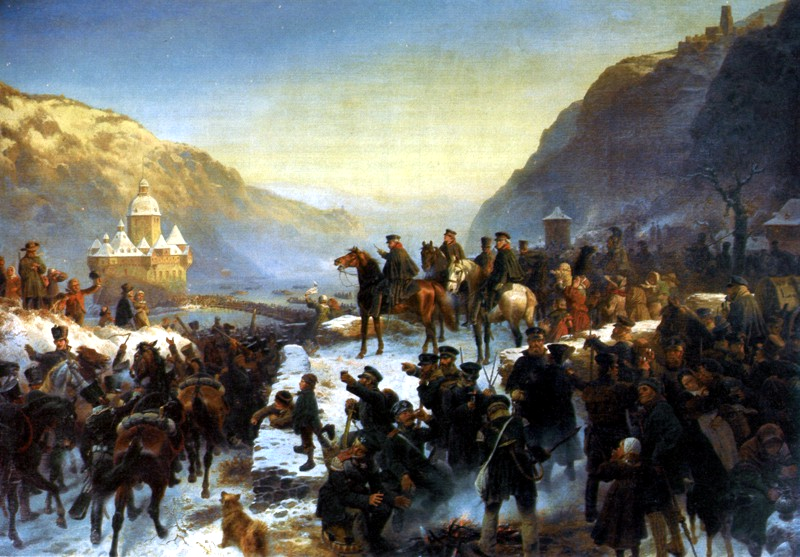
1814: Blücher bei Kaub am Rhein

- 1814: Der preußische Generalfeldmarschall Gebhard Leberecht von Blücher überquert während der Befreiungskriege gegen Napoleon Bonaparte bei Kaub den Rhein.
- 1822: Der Nationalkongress in Epidauros verkündet die Unabhängigkeit des hellenischen Volkes vom Osmanischen Reich.
- 1842: Während des Ersten Anglo-Afghanischen Kriegs unterzeichnet der britische Generalmajor William George Keith Elphinstone mit afghanischen Rebellenführern in Kabul die Kapitulationsurkunde. Am 6. Januar beginnt der Rückzug der überlebenden britischen Truppen zum Chaiber-Pass.
- 1858: Nach Auflösung der Britischen Ostindien-Kompanie infolge des Sepoy-Aufstandes übt die britische Regierung die Macht in Britisch-Indien nun direkt aus.

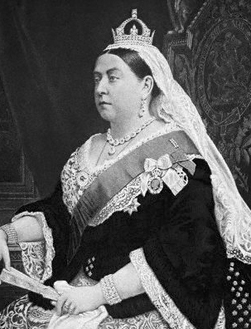
1877: Victoria, Kaiserin von Indien

- 1877: Königin Victoria von Großbritannien wird in Delhi formell zur ersten Kaiserin von Indien proklamiert. Sie selbst hat den Titel schon acht Monate früher angenommen.
- 1890: Italien fasst seine ostafrikanischen Besitzungen um Assab, Massaua und Asmara per Dekret zur Kolonie Eritrea zusammen.
- 1891: Auf Grundlage des Helgoland-Sansibar-Vertrages wird Deutsch-Ostafrika deutsches „Schutzgebiet“. Damit ist das Ziel der Deutsch-Ostafrikanischen Gesellschaft zur Errichtung einer Kolonie erreicht.
- 1891: Die erste Ausgabe des deutschen sozialdemokratischen Parteiblatts Vorwärts seit dem Verbot der Partei durch die Sozialistengesetze von 1878 erscheint in einer Auflage von 10.000 Exemplaren.
- 1892: Ellis Island im Hafen von New York wird als Abfertigungsstation für Einwanderer in die Vereinigten Staaten eingerichtet.
- 1901: Die bisher voneinander unabhängigen britischen Kolonien auf dem australischen Kontinent und Tasmanien werden zum Commonwealth of Australia zusammengefasst. Staatsoberhaupt der neu gegründeten parlamentarischen Monarchie bleibt die britische Königin.
- 1903: In den Behörden von Deutschland, Österreich-Ungarn und der Schweiz wird die geänderte deutsche Rechtschreibung eingeführt. Es werden damit Ergebnisse der II. Orthographischen Konferenz umgesetzt. Die Korrektur der „th“-Schreibung ist eines ihrer wesentlichen Merkmale.
- 1905: Die deutsche Kolonie Togoland wird in Togo umbenannt.
- 1906: Helmuth Johannes Ludwig von Moltke wird auf Wunsch Kaiser Wilhelms II. als Nachfolger von Alfred Graf von Schlieffen der Chef des deutschen Großen Generalstabes.

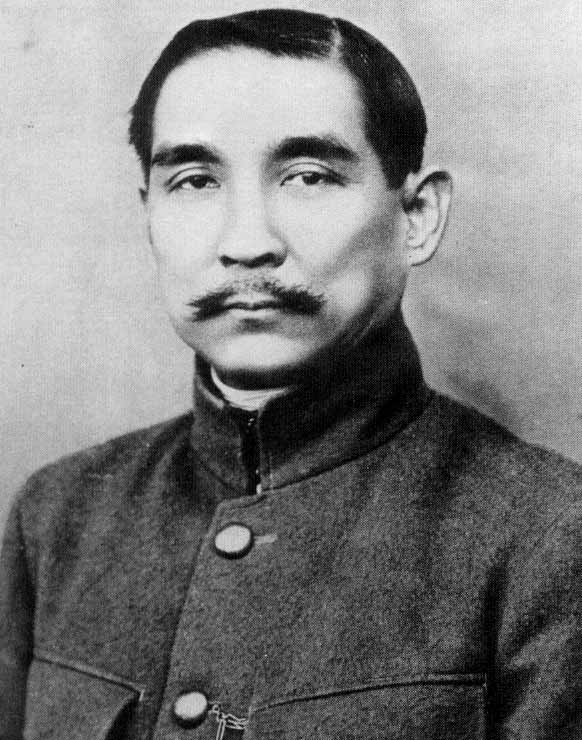
1912: Sun Yat-sen

- 1912: Sun Yat-sen ruft während des Wuchang-Aufstandes die Republik China aus. Gleichzeitig verhandelt er als provisorischer Präsident mit dem militärischen Führer Yuan Shikai über eine friedliche Lösung und den Sturz der Qing-Dynastie.
- 1919: Die KPD beendet ihren dreitägigen Gründungsparteitag in Berlin. Die prominentesten Gründungsmitglieder sind Rosa Luxemburg und Karl Liebknecht, die 14 Tage später ermordet werden.
- 1931: Die NSDAP-Reichsleitung zieht in das Braune Haus in München um.
- 1934: Das Land Mecklenburg wird aus den Ländern Mecklenburg-Strelitz und Mecklenburg-Schwerin gebildet.
- 1934: Anthony Eden wird neuer Lordsiegelbewahrer in Großbritannien.

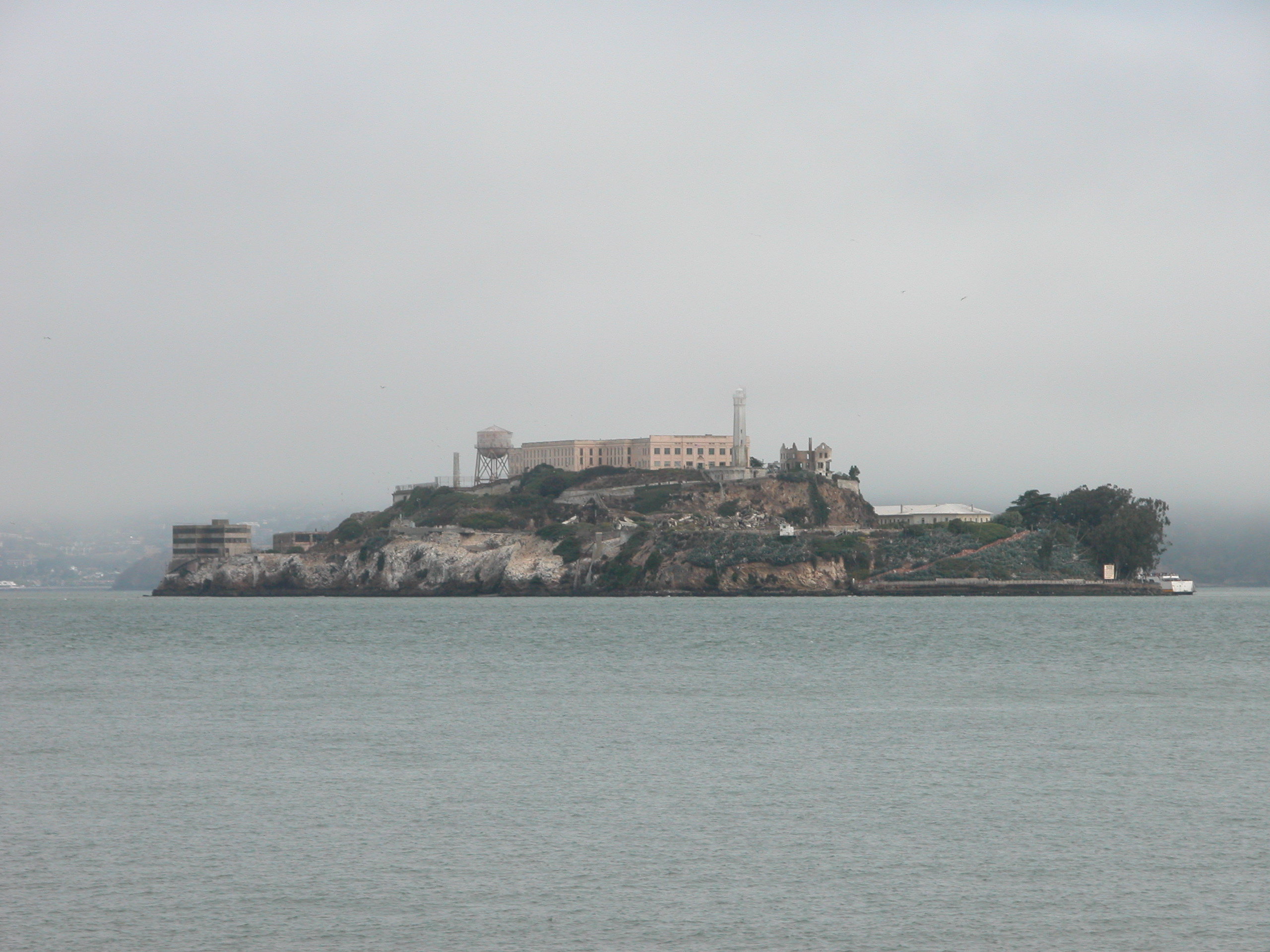
1934: Alcatraz

- 1934: Das Bundesgefängnis auf der Insel Alcatraz in der Bucht von San Francisco geht nach einem Umbau der vorher als Fort genutzten Baulichkeiten in Betrieb. Im neuen Hochsicherheitsgefängnis sollen als unverbesserlich und schwierig eingestufte Häftlinge ihre Haft verbringen. Unter den im Laufe des Jahres überstellten Strafgefangenen befinden sich Al Capone und Machine Gun Kelly.
- 1942: 26 Staaten der Anti-Hitler-Koalition unterzeichnen auf Basis der Atlantik-Charta die Deklaration der Vereinten Nationen in Washington D. C. Damit wird die Basis für die Gründung der Vereinten Nationen gelegt.
- 1943: Auf Vorschlag des Deutschen Normenausschusses beginnt die Woche in Deutschland jeweils sonntags um 0:00 Uhr und endet am darauf folgenden Samstag um 24:00 Uhr. Erst 1976 wird der Wochenbeginn auf Montag umgestellt.
- 1945: Die deutsche Luftwaffe führt im Zweiten Weltkrieg das Unternehmen Bodenplatte durch, einen Luftangriff auf alliierte Flugplätze in Holland, Belgien und Frankreich.
- 1949: Österreich erhält von Großbritannien die Kontrolle über die Grenze zu Italien zurück.

1949: Gebietsansprüche in Kaschmir

- 1949: Der Erste Indisch-Pakistanische Krieg wegen des Kaschmir-Konflikts endet mit einem durch die UNO vermittelten Waffenstillstand. Kaschmir wird in den indischen Bundesstaat Jammu und Kashmir und die unter pakistanischer Verwaltung stehenden Territorien Gilgit-Baltistan (von 1970 bis 2009 unter der Bezeichnung „Nordgebiete“) und Asad Kaschmir geteilt.
- 1951: Als erster Staat erklärt Indien den Kriegszustand mit Deutschland offiziell für beendet.
- 1953: Auf den Malediven wird anstelle des bisherigen Sultanats die Republik ausgerufen, die jedoch nur für kurze Zeit Bestand hat.

1959: Flagge der Bewegung des 26. Juli

- 1959: Der kubanische Diktator Fulgencio Batista flieht vor der heranrückenden Rebellenarmee der M-26-7 in die Dominikanische Republik. Fidel Castro steht kurz vor der Machtübernahme in der kubanischen Revolution.
- 1962: Ein Putschversuch gegen den portugiesischen Diktator António de Oliveira Salazar schlägt fehl.
- 1966: Jean Bedel Bokassa übernimmt mit einem Militärputsch gegen David Dacko die Regierung in der Zentralafrikanischen Republik.
- 1977: Die Charta 77, eine Petition gegen die Menschenrechtsverletzungen des kommunistischen Regimes in der Tschechoslowakei, wird mit 242 Unterschriften veröffentlicht. Unmittelbarer Auslöser ist die Verhaftung der Underground-Band The Plastic People of the Universe.
- 1979: Die USA brechen die diplomatischen Beziehungen zur Republik China ab und erkennen stattdessen die Volksrepublik China an.
- 1985: Die dänische autonome Region Grönland verlässt als erstes Gebiet die EG.
- 1985: In den meisten EG-Mitgliedstaaten werden die ersten europäischen Pässe ausgestellt.
- 1987: Radio Moskau sendet in der Sowjetunion die Neujahrsansprache des US-Präsidenten Ronald Reagan an das sowjetische Volk.
- 1994: Die Zapatistische Armee der Nationalen Befreiung, eine indigene Guerilla-Organisation im mexikanischen Bundesstaat Chiapas, erklärt anlässlich des Inkrafttretens des NAFTA-Vertrages der Regierung den Krieg und bekundet ihren Willen, bis Mexiko-Stadt zu marschieren.
- 2015: In Afghanistan löst die Ausbildungsmission Resolute Support die Mission ISAF ab.

#### Inkrafttreten von Gesetzen und Staatsverträgen
Der 1. Januar wird oft für das Inkrafttreten von Gesetzen und Staatsverträgen verwendet. Das gilt unter anderem für:
- 1812: das Allgemeine bürgerliche Gesetzbuch (ABGB) in den habsburgischen Erblanden.

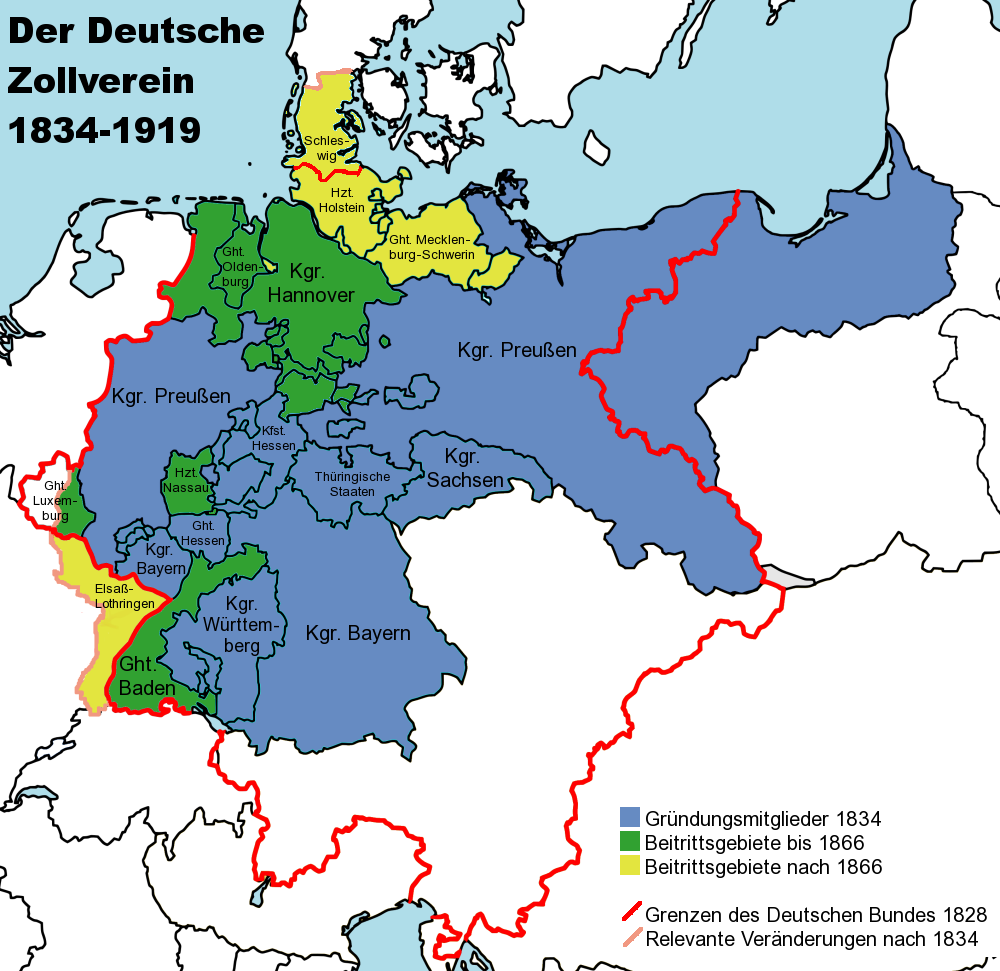
1834: Der Deutsche Zollverein (blau) zum Zeitpunkt der Gründung

- 1834: den Zollvereinigungsvertrag, mit dem der Deutsche Zollverein als Zusammenschluss der deutschen Bundesstaaten gegründet wird.

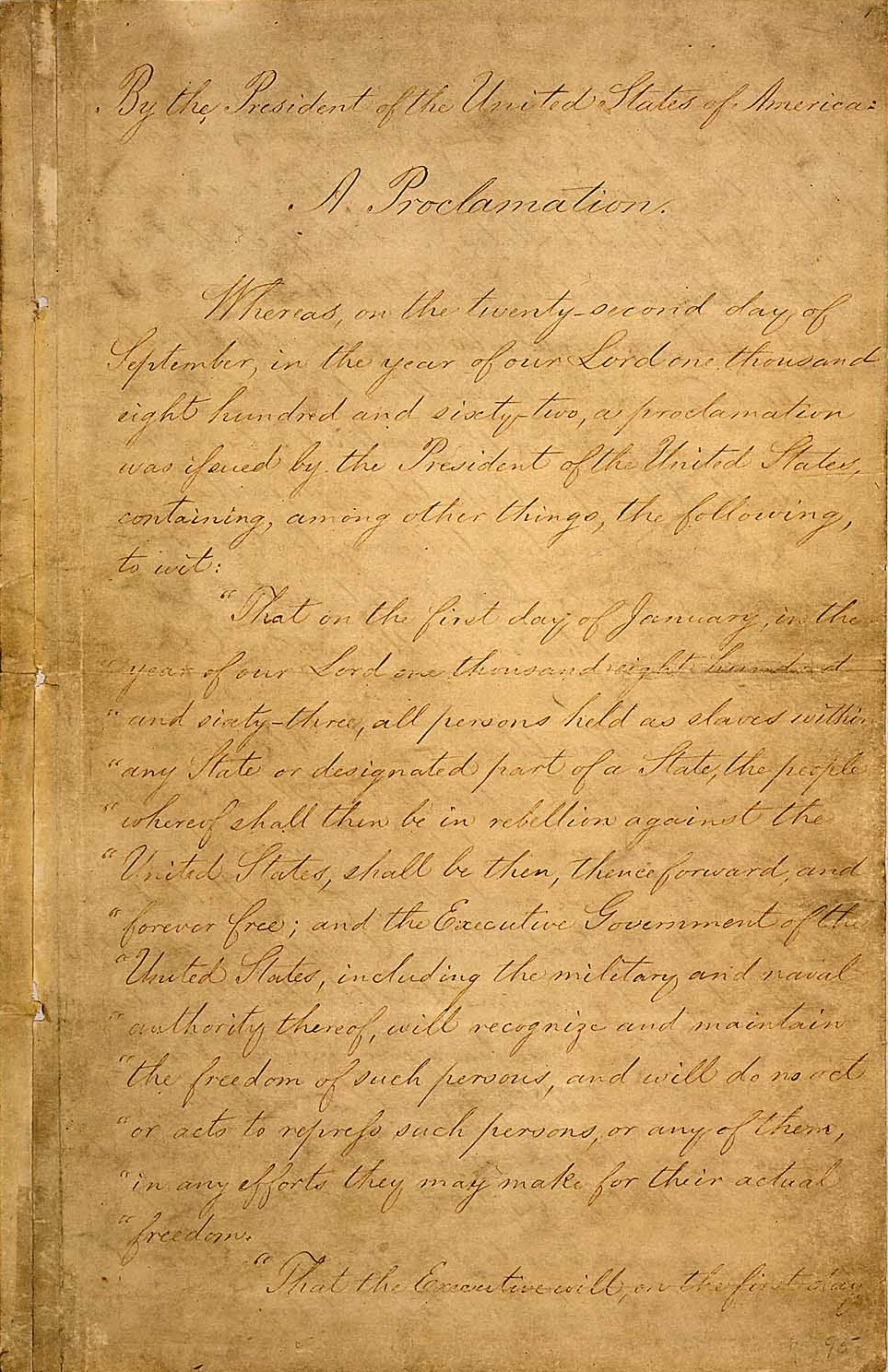
1863: Die Emanzipations-Proklamation

- 1863: die von Abraham Lincoln unterzeichnete Emanzipationsproklamation, nach der alle Sklaven die rechtliche Freiheit in den amerikanischen Bundesstaaten erhalten sollen, die sich zu diesem Zeitpunkt im Krieg mit der Union befinden.
- 1872: ein einheitliches Strafgesetzbuch für alle deutschen Bundesstaaten.
- 1876: das Reichsgesetz über die Beurkundung des Personenstandes und die Eheschließung, mit dem im gesamten Deutschen Reich die Standesämter eingeführt werden.
- 1900: das Bürgerliche Gesetzbuch (BGB) und das Handelsgesetzbuch (HGB) im Deutschen Reich.
- 1904: das Kinderschutzgesetz im Deutschen Reich. Es verbietet die Arbeit von Kindern unter zwölf Jahren in allen gewerblichen Betrieben.

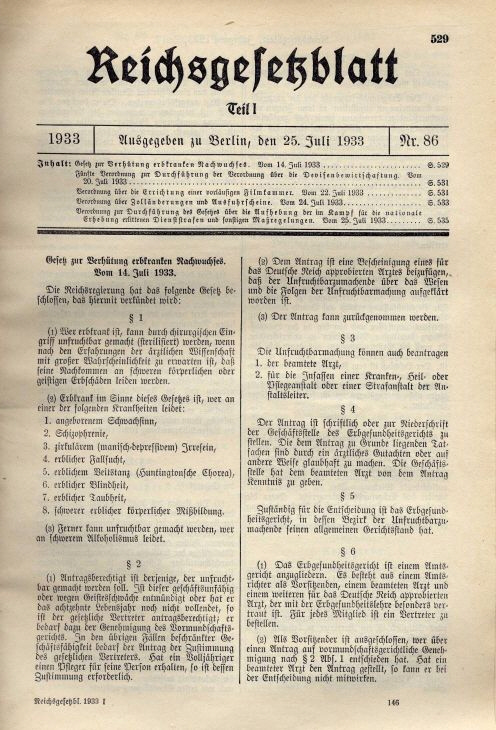
Gesetz zur Verhütung erbkranken Nachwuchses (in Kraft ab 1934)

- 1934: das Gesetz zur Verhütung erbkranken Nachwuchses im Deutschen Reich. Es sieht vor, dass Menschen, die an so genannten Erbkrankheiten leiden, durch einen chirurgischen Eingriff auch gegen ihren eigenen Willen unfruchtbar gemacht werden können.
- 1938: die Änderung des Gesetzes über den Verkehr mit Kraftfahrzeugen, mit dem unter anderem das unbedingte Rechtsfahrgebot auf allen Straßen im Deutschen Reich eingeführt wird.
- 1939: die Namensänderungsverordnung für Juden im Dritten Reich.
- 1941: die Änderung des Bürgerrechts in der Schweiz. Eine Aberkennung der Bürgerrechte ist jetzt möglich.
- 1947: den Vertrag über die Vereinigung der britischen und amerikanischen Besatzungszone Deutschlands zur Bizone, mit der die Wirtschaftsverwaltung der amerikanischen und britischen Besatzungszonen zusammengelegt wird.
- 1948: eine neue Verfassung, mit der Italien zur Republik wird. Enrico De Nicola wird deren erster Staatspräsident.

1948: Die drei Beneluxländer

1974: Landeskennzeichen DDR

- 1948: das Zollabkommen zwischen den Benelux-Staaten Belgien, Niederlande und Luxemburg, ein Vorläufer des Benelux-Vertrages.
- 1948: das Allgemeine Zoll- und Handelsabkommen (GATT).
- 1957: den Vertrag von Luxemburg, mit dem das Saarland der Bundesrepublik Deutschland beitritt.
- 1958: die Römischen Verträge zur Gründung der Europäischen Gemeinschaften.
- 1960: das Atomgesetz zur friedlichen Kernenergieverwendung in Deutschland.
- 1972: die Vereinbarung zwischen Polen und der DDR über den pass- und visumfreien Grenzverkehr.
- 1973: den Vertrag, mit dem Irland, Dänemark und Großbritannien der EWG beitreten. Die beiden letzteren treten gleichzeitig aus der EFTA aus.
- 1974: die Anordnung des DDR-Innenministeriums, mit der das Kfz-Kennzeichen D für den internationalen Verkehr durch das Kennzeichen DDR ersetzt wird.
- 1975: die Änderung von § 2 BGB, mit der die Grenze zur Volljährigkeit in Deutschland von 21 auf 18 Jahre gesenkt wird.
- 1975: die Fristenlösung beim Schwangerschaftsabbruch in Österreich.
- 1979: die Vereinbarung zwischen Österreich und Ungarn, mit der die gegenseitige Visumpflicht im Reiseverkehr aufgehoben wird.
- 1979: die Abstimmung, mit der Jura sich vom Kanton Bern abspaltet und als eigener Kanton der Schweizerischen Eidgenossenschaft beitritt.
- 1981: den Vertrag, mit dem Griechenland der EWG beitritt.
- 1986: den Vertrag, mit dem Portugal und Spanien der EWG beitreten.
- 1989: das Montrealer Protokoll über Stoffe, die zu einem Abbau der Ozonschicht führen, in dem konkrete Maßnahmen zum Schutz der Ozonschicht geregelt werden.
- 1990: der von der UNCITRAL entworfene United Nations Convention on Contracts for the International Sale of Goods (CISG) über den internationalen Warenkauf.
- 1991: das Stromeinspeisungsgesetz für Erneuerbare Energien (StrEG) in der Bundesrepublik Deutschland.
- 1993: den Vertrag zwischen Václav Klaus und Vladimír Mečiar, mit dem die Tschechoslowakei in die beiden Staaten Tschechische Republik und Slowakische Republik geteilt wird.
- 1994: das EWR-Abkommen zwischen der EU und den EFTA-Staaten Finnland, Island, Norwegen, Österreich, Schweden.

1994: Die Mitgliedsstaaten der NAFTA

- 1994: das North American Free Trade Agreement (NAFTA), ein Freihandelsabkommen zwischen Kanada, den USA und Mexiko.
- 1995: den Vertrag, mit dem Finnland, Österreich und Schweden Mitglieder der Europäischen Union werden.
- 1995: das Allgemeine Abkommen über den Handel mit Dienstleistungen (GATS) der Welthandelsorganisation (WTO), das den grenzüberschreitenden Handel mit Dienstleistungen regelt und dessen fortschreitende Liberalisierung zum Ziel hat.
- 2000: die neue Bundesverfassung der Schweiz.
- 2000: die Trennung von Kirche und Staat in Schweden. Seitdem ist die Schwedische Kirche nicht mehr Staatskirche.
- 2005: das Vierte Gesetz für moderne Dienstleistungen am Arbeitsmarkt, besser bekannt unter „Hartz IV“.

Entwicklung der EU 1957 bis 2013

- 2007: den Vertrag, mit dem Rumänien und Bulgarien der EU beitreten.
- 2012: die neue Verfassung von Ungarn.

2016: Die neuen französischen Regionen

- 2016: das Gesetz zur Regionalreform in Frankreich. Statt bisher 22 Regionen gibt es im französischen Mutterland künftig nur noch 13.

#### Unabhängigkeit
Folgende Staaten erhalten am 1. Januar ihre Unabhängigkeit:
- 1804: Saint Domingue, der französische Westteil der Insel Hispaniola unter dem Namen Haiti. Jean-Jacques Dessalines wird Generalgouverneur.
- 1846: die auf der Halbinsel Yucatán gelegene Republik Yucatán von Mexiko. Die Unabhängigkeit dauert allerdings nur bis zum 17. August 1848.
- 1944: die Mandatsgebiete Libanon und Syrien von Frankreich.

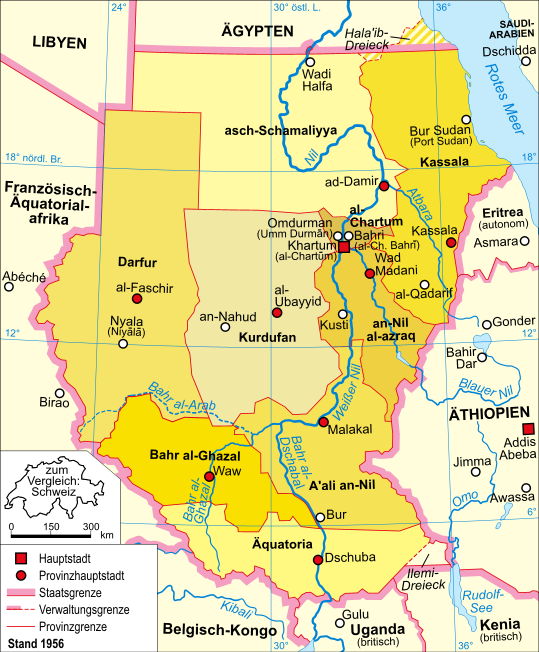
1956: Sudan

- 1956: das Kondominium Anglo-Ägyptischer Sudan unter dem Namen Sudan von Großbritannien und Ägypten.
- 1960: das Mandatsgebiet Kamerun von Frankreich.
- 1962: das Treuhandgebiet Samoa von Neuseeland.
- 1984: Brunei vom Vereinigten Königreich Großbritannien und Nordirland.

#### Amtsantritte
Folgende Personen treten am 1. Januar ihr Amt an:
- 1972: der Österreicher Kurt Waldheim als UN-Generalsekretär.
- 1982: der Peruaner Javier Pérez de Cuéllar als UN-Generalsekretär.
- 1992: der Ägypter Boutros Boutros-Ghali als UN-Generalsekretär.

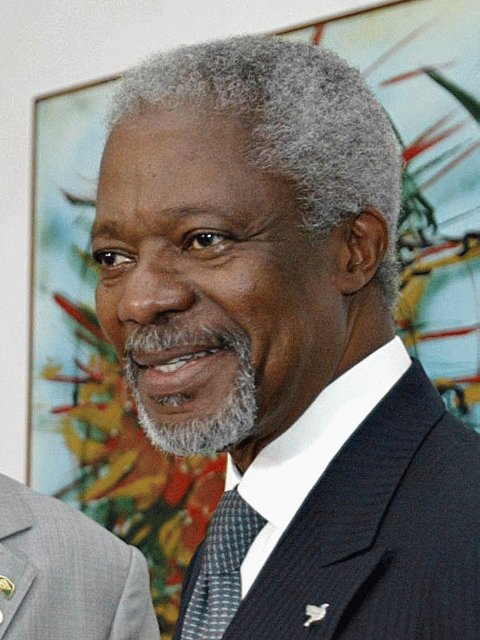
1997: Kofi Annan

- 1997: der Ghanaer Kofi Annan als UN-Generalsekretär.

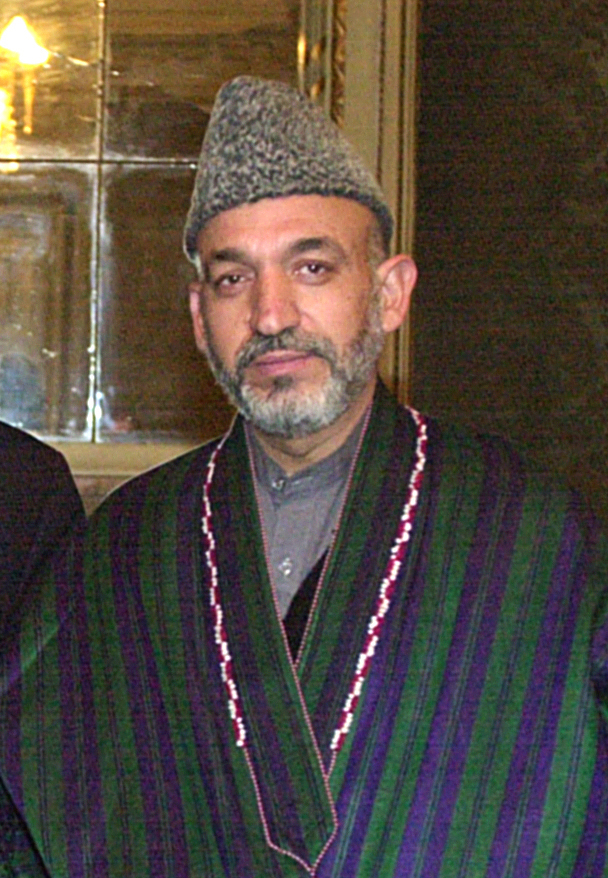
2002: Hamid Karzai

- 2002: Hamid Karzai als Regierungschef der Übergangsregierung in Afghanistan.
- 2003: Luiz Inácio Lula da Silva als Staatspräsident von Brasilien.
- 2004: der niederländische Außenminister Jaap de Hoop Scheffer als NATO-Generalsekretär.
- 2007: der Südkoreaner Ban Ki-moon als UN-Generalsekretär.
- 2011: Dilma Rousseff als Staatspräsidentin von Brasilien und erste Frau in diesem Amt.
- 2017: der Portugiese António Guterres als UN-Generalsekretär.

### Wirtschaft
- 1780: In Preßburg erscheint die erste ungarische Zeitung Magyar hírmondó („Ungarischer Kurier“).
- 1788: Die von John Walter im Jahr 1785 in London als The Daily Universal Register gegründete Tageszeitung wird nun als The Times herausgegeben.

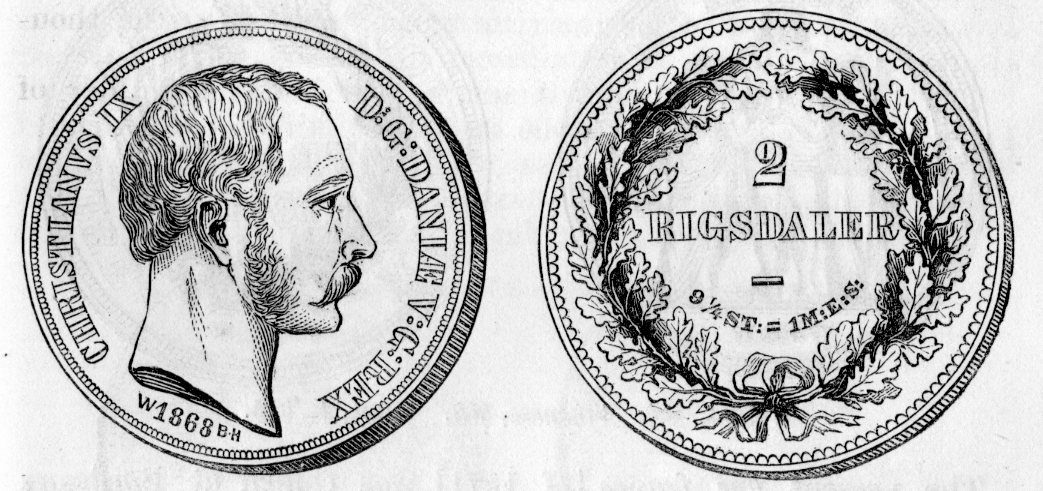
1875: Dänische 2-Reichstaler-Münze

- 1875: In Dänemark tritt das 1873 beschlossene Münzgesetz in Kraft. Damit löst die Dänische Krone den bis dahin gültigen Reichstaler als Währung ab. Sie ist bis heute offizielle Währung des Landes.

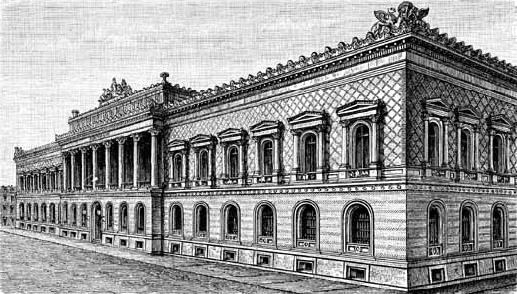
1876: Reichsbankgebäude in der Berliner Jägerstraße

- 1876: Die Reichsbank wird durch Übernahme der Preußischen Bank als zentrale Notenbank des Deutschen Reiches gegründet. Gleichzeitig wird die Mark offizielles Zahlungsmittel des Deutschen Reiches. Alle anderen Landeswährungen sind bereits oder werden sukzessive außer Kraft gesetzt.
- 1895: Die Schweizerische Depeschenagentur nimmt ihren Betrieb als Nachrichtenagentur auf.
- 1900: In Österreich-Ungarn wird die Krone ausschließliches Zahlungsmittel. Die neue Goldwährung ersetzt den Gulden, der seit 1892 langsam aus dem Verkehr gezogen worden ist.
- 1909: In Deutschland wird der Postscheckverkehr aufgenommen, den dreizehn Postscheckämter abwickeln.
- 1910: Der erste Abschnitt der Bahnstrecke Lianyungang–Lanzhou von Kaifeng nach Luoyang eröffnet im Kaiserreich China.
- 1914: Der Ullstein Verlag übernimmt die Vossische Zeitung.

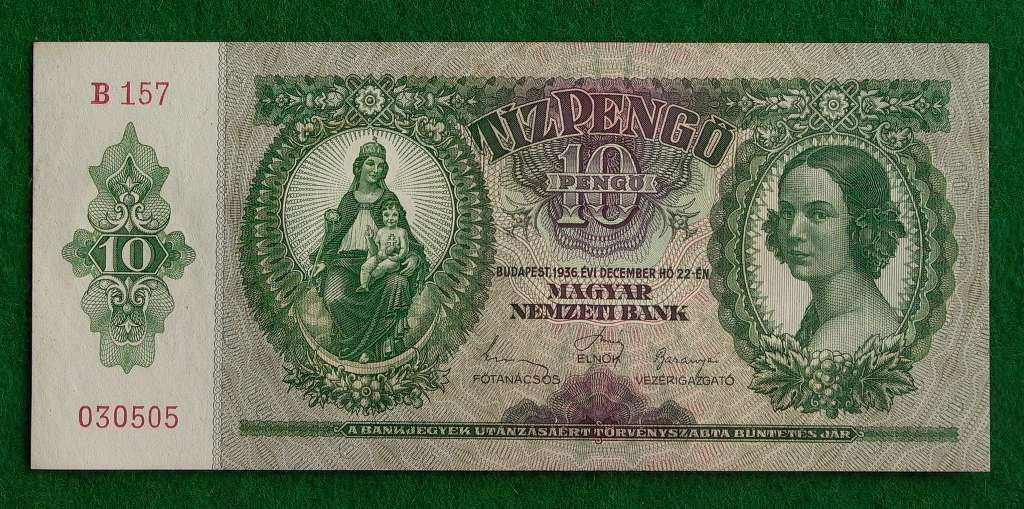
1927: 10 Pengő

- 1927: Ungarn führt als Währung den Pengő statt der bisherigen Krone ein. Damit soll der Geldwertschwund durch die starke Inflation eingedämmt und wirtschaftliche Stabilität wiedergewonnen werden.
- 1935: Im Zuge der nationalsozialistischen Gleichschaltung wird die Augsburger Börse, Deutschlands erste Börse aus dem Jahr 1540, aufgelöst und mit der Münchner Börse zur Bayerischen Börse zwangsfusioniert.
- 1937: Um den Bedarf der Rüstungsindustrie zu decken, wird im Deutschen Reich die Verwendung von Edelstahl für andere Artikel verboten.
- 1944: Im Deutschen Reich werden die Postleitzahlen durch das Reichspostministerium eingeführt.
- 1946: Der neu erbaute Flughafen Heathrow bei London wird eröffnet.
- 1946: Die Bank von Frankreich wird verstaatlicht, die bisherigen Aktionäre werden abgefunden.
- 1946: Die Magirus-Werke erhalten von den Besatzungsmächten die Erlaubnis zur Wiederaufnahme der LKW-Produktion.
- 1951: Der erste Fünfjahresplan der DDR läuft an.

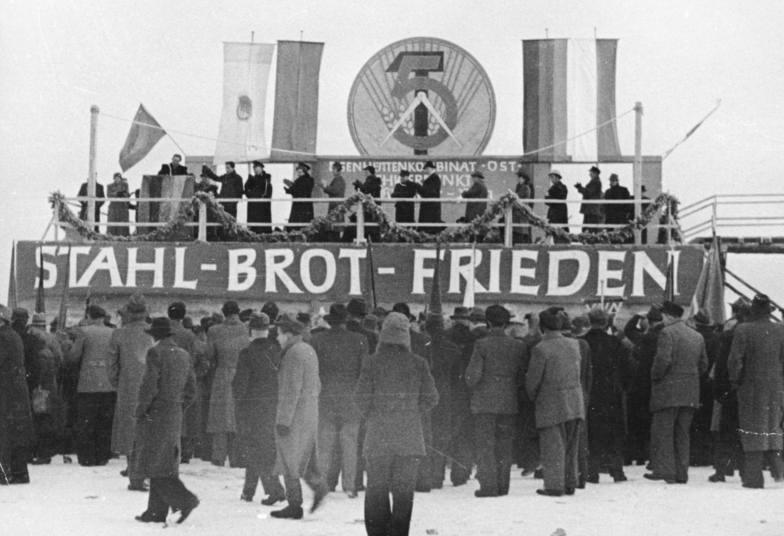
1951: Grundsteinlegung im Hüttenkombinat Ost

- 1951: Industrieminister Fritz Selbmann legt den Grundstein für den ersten Hochofen des Hüttenwerks Hermann Matern bei Fürstenberg an der Oder, des wichtigsten Hüttenwerks der DDR. Die Hütte wird am 19. September in Betrieb genommen.
- 1960: Die Währungsreform in Frankreich tritt in Kraft. Danach hat 1 Franc nun den Wert von 100 alten Franc.
- 1960: In Arizona wird die erste Sun City, eine auf die Bedürfnisse von Senioren zugeschnittene Siedlung im Sun Belt der USA, eröffnet.
- 1966: In Australien löst der Australische Dollar das Pfund Sterling als Währung ab.
- 1968: Die Mehrwertsteuer wird in der Bundesrepublik Deutschland eingeführt. Sie beträgt 10 %, ist aber für bestimmte Produkte (Nahrungsmittel, Druckerzeugnisse, …) auf 5 % ermäßigt.
- 1981: Die European Currency Unit (ECU) löst in der Europäischen Gemeinschaft die Europäische Rechnungseinheit (ERE) als gemeinsame Bezugsgröße für die Einzelwährungen ab.
- 1984: Das Kabel-Pilotprojekt Vorderpfalz ermöglicht erstmals seit 1932 private Rundfunksender, darunter PKS, der 1985 den Namen SAT.1 erhält.

1984: Logo von WDR 4

- 1984: Mit WDR 4 geht vom Westdeutschen Rundfunk in Köln ein reiner Schlagersender auf Sendung.
- 1984: Der US-amerikanische Trust AT&T gibt als Folge des im Jahr 1974 von der Regierung gegen ihn eingeleiteten Antitrustverfahrens große Teile seines Telefongeschäftes an sieben von ihm unabhängige Telekommunikationsnetzbetreiber ab.
- 1989: Der Privatsender ProSieben beginnt den Sendebetrieb; Vorläufer war Eureka TV.
- 1993: Der Europäische Binnenmarkt tritt in Kraft.
- 1994: Der Aserbaidschan-Manat wird einzige Landeswährung in Aserbaidschan, womit der Rubel seine Gültigkeit als gesetzliches Zahlungsmittel verliert.
- 1999: Die dritte Stufe der Europäischen Währungsunion beginnt. Der Euro wird als Buchgeld in elf Ländern der Europäischen Union eingeführt.
- 2001: Die Axel Springer Verlag AG übernimmt mit 75,1 % die Mehrheit am Wilhelm Heyne Verlag.
- 2002: Der Euro wird in allen Ländern der Europäischen Währungsunion als Bargeld eingeführt und löst die bisherigen Währungen der jeweiligen Länder ab.
- 2006: Im Zuge des russisch-ukrainischen Gasstreits stellt Russland die Gasexporte in die Ukraine ein. Dies führt kurzzeitig zu Lieferengpässen in verschiedenen europäischen Staaten.
- 2007: Slowenien führt den Euro ein und ist damit das 13. Land der Eurozone.
- 2007: In Deutschland wird ein Elektronisches Handels- und Genossenschaftsregister geschaffen.
- 2008: Zypern und Malta führen den Euro ein und sind damit das 14. und 15. Land der Eurozone
- 2009: Als 16. Land der Eurozone führt die Slowakei den Euro ein und ersetzt damit die slowakische Krone als Währung.
- 2011: Als 17. Land der Eurozone führt Estland den Euro ein.
- 2011: Auf Bonaire, Saba und Sint Eustatius wird der US-Dollar an Stelle des Antillen-Guldens als Zahlungsmittel eingeführt.
- 2012: Der Karibische Gulden wird auf Curaçao und Sint Maarten eingeführt und löst die bisherige Währung Antillen-Gulden ab.
- 2014: Lettland tritt als 18. Land der Eurozone bei.
- 2015: Litauen tritt als 19. Land der Eurozone bei.
- 2021: In der vollständigen Bezeichnung des Transportabkommens ADR entfällt das seit dem Vertragsabschluss 1957 vorhandene „europäisch“. Sie lautet nun Übereinkommen über die internationale Beförderung gefährlicher Güter auf der Straße.
- 2025: Die Ukraine stoppt um 6 Uhr morgens die Durchleitung von Erdgas aus Russland nach Europa. Zu diesem Zeitpunkt endet der Transitvertrag, der wegen des Russisch-ukrainischen Gasstreits nicht verlängert worden ist.

#### Unternehmensgründungen
Der 1. Januar ist ein häufig verwendeter Tag zur Gründung von Unternehmen. Dies trifft auf folgende Unternehmen zu:

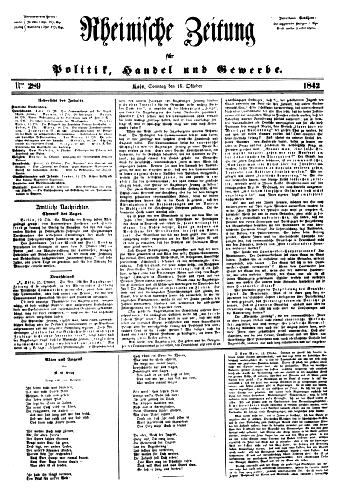
1842: Rheinische Zeitung

- 1842: die Rheinische Zeitung als Blatt des bürgerlichen Liberalismus in Köln
- 1849: die Schweizerische Post, der der Transport von Briefen, Paketen, Geldsendungen und Personen obliegt
- 1902: die Schweizerischen Bundesbahnen

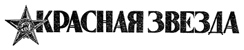
1924: Krasnaja Swesda

- 1924: die Militärzeitung Krasnaja Swesda in der Sowjetunion
- 1925: die Vereinigten Elektrizitätswerke Westfalen GmbH (VEW) in Dortmund
- 1931: die Schweizer Luftfahrtgesellschaft Swissair
- 1938: das japanische Elektronikunternehmen Pioneer
- 1939: das US-amerikanische Informationstechnik-Unternehmen Hewlett-Packard
- 1955: die deutschen Rundfunksender NDR und WDR durch Aufteilung des NWDR
- 1969: die Westdeutsche Landesbank Girozentrale (WestLB); an ihrem Gründungstag das größte bundesdeutsche Kreditinstitut
- 1994: die Deutsche Bahn AG durch Zusammenlegung der Deutschen Bundesbahn und Deutschen Reichsbahn
- 1995: die Deutsche Telekom AG, die Deutsche Post AG, die Deutsche Postbank AG

### Wissenschaft und Technik

#### Bauwerke

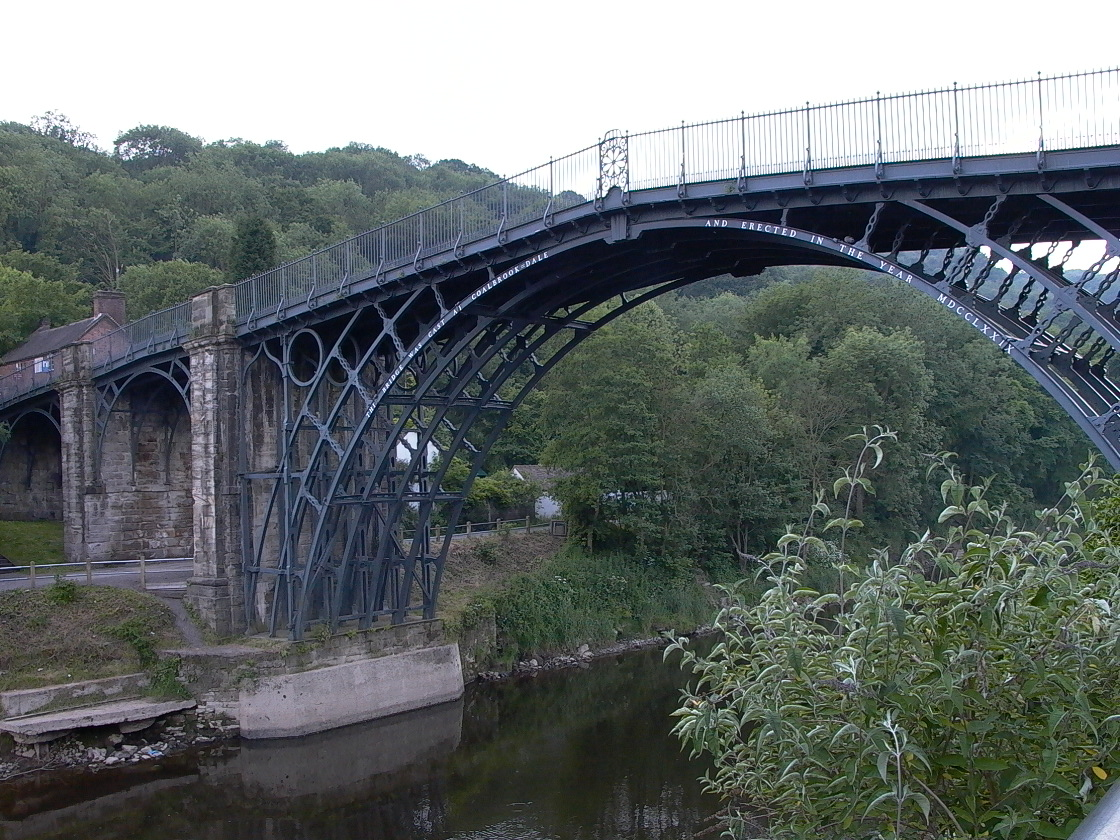
1781: Gusseisenbrücke über den Severn

- 1781: The Iron Bridge, die von Abraham Darby III bei Coalbrookdale erbaute erste Brücke der Welt aus Gusseisen, wird eröffnet.

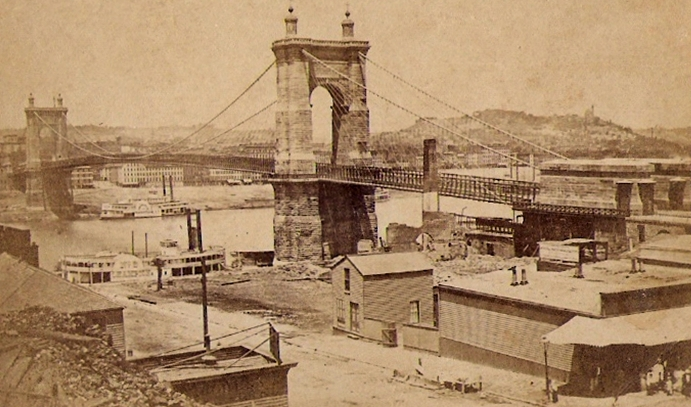
1867: Die Roebling-Brücke

- 1867: Die von John Augustus Roebling erbaute John A. Roebling Suspension Bridge über den Ohio River bei Cincinnati, die zu diesem Zeitpunkt mit 322 Metern Spannweite die längste Hängebrücke der Welt, wird eröffnet.

#### Naturwissenschaften
- 1652: Die Leopoldina, die älteste deutsche Akademie der Wissenschaften und die älteste dauerhaft existierende naturforschende Akademie der Welt, wird in Schweinfurt von den Ärzten Johann Lorenz Bausch, Johann Michael Fehr und anderen als private Gesellschaft gegründet.

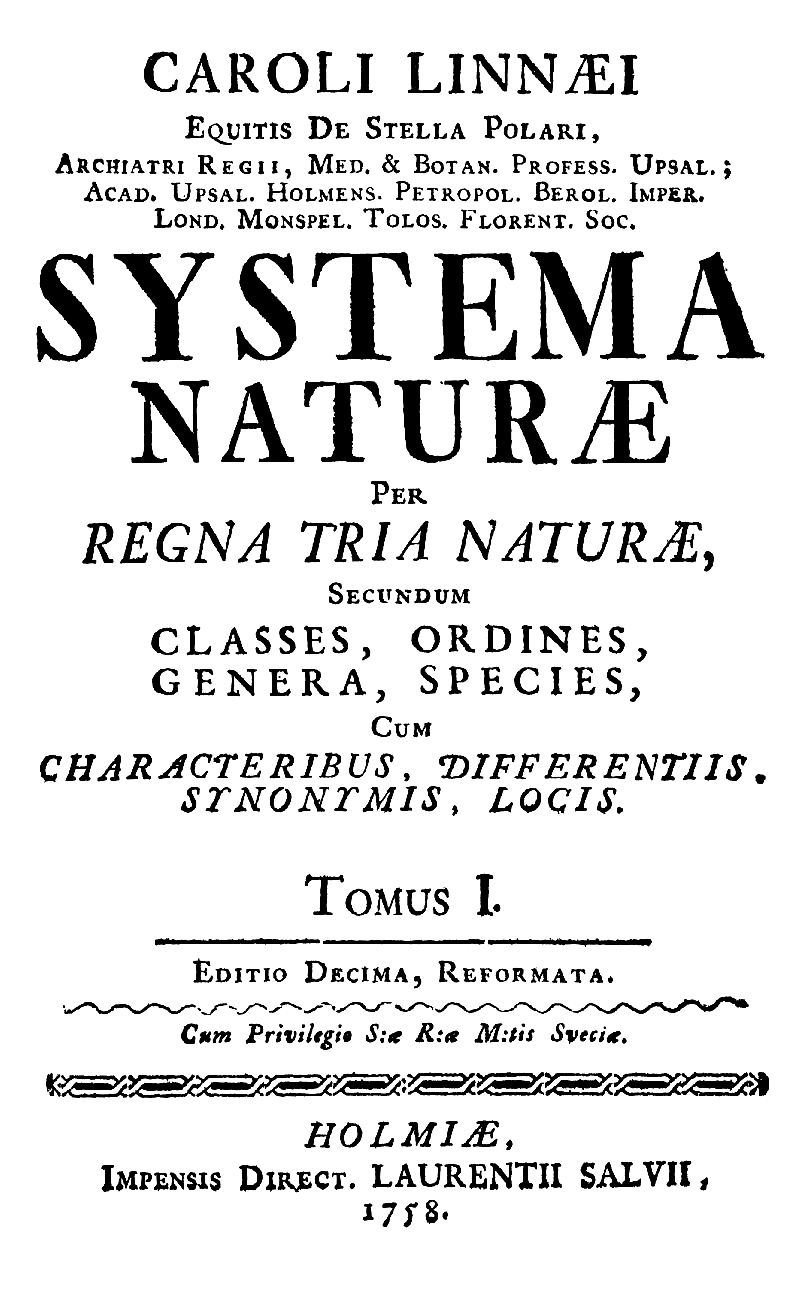
1758: Systema Naturæ – 10. Aufl.

- 1758: In der zehnten Auflage des Systema Naturae stellt der schwedische Naturwissenschaftler Carl von Linné alle von ihm beschriebenen Organismen in der bis heute üblichen binären Schreibweise dar, die er erstmals in seinem Werk Species Plantarum für Pflanzen verwendet hat. Das bedeutet den Durchbruch für die binäre Nomenklatur in der Biologie und den offiziellen Beginn der zoologischen Nomenklatur.

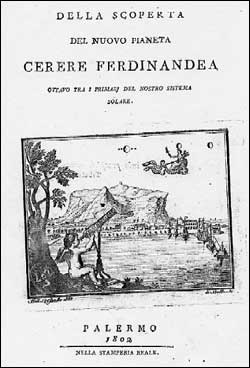
1801: Piazzis Entdeckung von Ceres (1802)

- 1801: Der italienische Astronom Giuseppe Piazzi entdeckt mit Ceres den ersten Asteroiden. Das größte Objekt im Asteroidengürtel wird heute als Zwergplanet eingestuft.
- 1925: Auf der Jahrestagung der American Astronomical Society stellt Edwin Hubble seine Erkenntnisse über den Andromedanebel M31 als Galaxie außerhalb der Milchstraße vor.

#### Rundfunk
- 1957: Österreich startet die regelmäßige Fernsehausstrahlung.
- 1958: Die Schweiz nimmt die reguläre Fernsehausstrahlung auf.
- 1962: Der Deutschlandfunk nimmt seinen regulären Sendebetrieb auf.

#### Weitere wissenschaftliche Ereignisse
- 1585: Erzherzog Karl II. von Innerösterreich gründet die Universität Graz und übergibt die Leitung an die Jesuiten, um dadurch allen sozialen Schichten eine elitäre Ausbildung angedeihen zu lassen.

- 1908: Der britische Schoner Nimrod unter dem Befehl von Ernest Shackleton verlässt den neuseeländischen Hafen Lyttelton. Die Nimrod-Expedition befindet sich auf der Suche nach dem magnetischen Südpol.
- 1921: Die NC-5, ein US-Marineflugzeug hergestellt von der Naval Aircraft Factory nach den Plänen von Curtiss, fliegt mit fünf Passagieren an Bord eine Strecke von 702 Meilen (1129,5 km) in einer Rekordzeit von 9 Stunden 15 Minuten, also mit einer Durchschnittsgeschwindigkeit von 123,44 km/h.
- 1970: Die Unix-Zeitrechnung Epoch beginnt.
- 1983: Im Arpanet, dem Vorläufer des Internets, wird das Protokoll NCP gegen das heute noch verwendete TCP/IP ausgetauscht.
- 1985: Die generische Domain .net wird eingerichtet und mit nordu.net gleichzeitig die erste Domain-Registrierung vorgenommen.
- 1995: Auf der norwegischen Ölbohrplattform Draupner-E in der Nordsee meldet die automatische Wellenmessanlage in einem Sturm mit 12 m hohen Wellen eine einzelne Welle mit 26 m Höhe: der erste eindeutige wissenschaftliche Beweis für die Existenz von Monsterwellen.
- 2000: Das Jahr-2000-Problem geht dank weltweiter Vorkehrungen glimpflich aus.

### Kultur
- 1858: In Warschau findet die Uraufführung der Oper Halka von Stanisław Moniuszko statt.
- 1861: In Warschau wird die Oper Verbum nobile von Stanisław Moniuszko uraufgeführt.
- 1899: Am Nationaltheater Prag erfolgt die Uraufführung der Oper Eva von Josef Bohuslav Foerster.
- 1905: Gabriel Fauré wird neuer Direktor des Conservatoire de Paris.
- 1908: Neuer Dirigent der Metropolitan Opera in New York wird der österreichische Komponist Gustav Mahler.
- 1924: Die Krolloper in Berlin, deren Abriss 1914 begonnen worden ist, wird nach ihrem Wiederaufbau wiedereröffnet.
- 1933: Das politische Kabarett Die Pfeffermühle wird in München eröffnet.
- 1941: Das Neujahrskonzert der Wiener Philharmoniker findet erstmals am Neujahrstag statt.
- 1952: Die Edition Leipzig, Verlag für Kunst und Wissenschaft wird gegründet, die technischen Fachverlage der DDR erhalten ein neues Profil.
- 1962: Die Beatles machen die ersten Probeaufnahmen bei der Plattenfirma Decca und werden mit der Begründung abgelehnt, dass Gitarrengruppen nicht mehr modern seien.
- 1968: In Berlin findet die Uraufführung des Kurz-Dramas Ariadne von Boris Blacher statt.
- 1971: Königin Elisabeth II. verleiht der Schriftstellerin Agatha Christie den Titel Dame Commander of the British Empire.
- 1992: Die beiden neuen ARD-Anstalten MDR und ORB nehmen ihren Betrieb auf.
- 2000: Das Hörfunkprogramm MDR Life wird neu konzipiert und in MDR Jump umbenannt.

### Gesellschaft

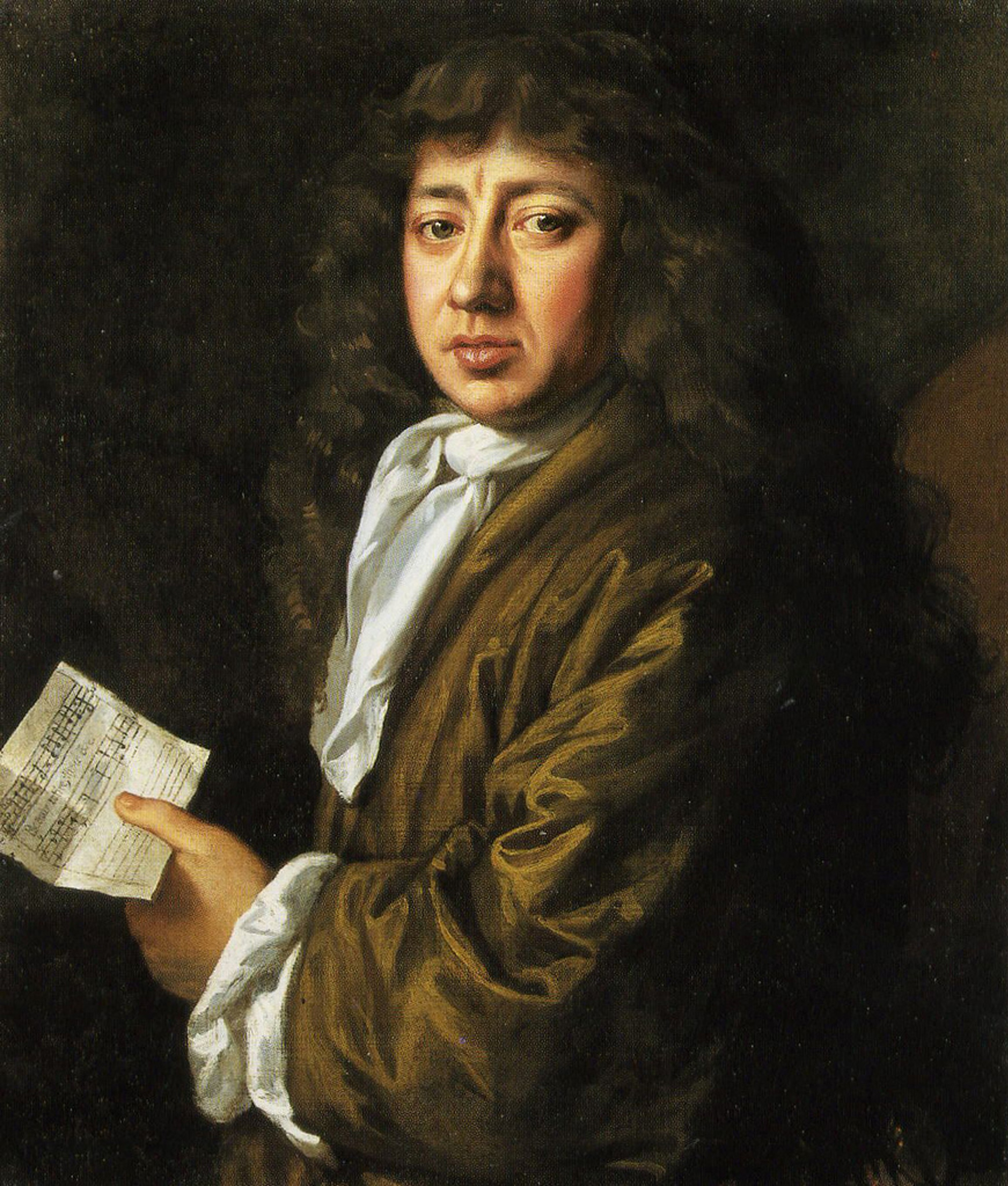
1660: Samuel Pepys

- 1660: Samuel Pepys beginnt sein geheimes Tagebuch, das er bis zum 31. März 1669 führen wird.
- 1974: In der westdeutschen Bundesrepublik werden Dreipunkt-Sicherheitsgurte für die Vordersitze für neu zugelassene Pkw zur Pflicht.
- 1976: In der Bundesrepublik Deutschland wird die Angurtpflicht für Vordersitze und Erwachsene eingeführt.

### Religion
- 1956: Der freie Verkauf von Kirchenzeitungen in der DDR wird verboten.
- 1958: Mit der Inthronisation von Bischof Franz Hengsbach wird die Bildung des Bistums Essen abgeschlossen.
- 1970: Der neue Allgemeine Römische Kalender der römisch-katholischen Kirche tritt in Kraft.

### Katastrophen
- 1968: Bei Überschwemmungen im Bundesstaat Bahia in Brasilien gibt es über 200 Tote und rund 50.000 Obdachlose.
- 1978: Eine Boeing 747 der Air India stürzt Minuten nach dem Start von Bombay ins Meer. Alle 213 Menschen an Bord sterben.

Kleinere Unglücksfälle sind in den Unterartikeln von Katastrophe und in der Liste von Katastrophen aufgeführt.

### Natur und Umwelt
- 1984: In der Republik China (Taiwan) wird der Kenting-Nationalpark eingerichtet.
- 2004: In Nordrhein-Westfalen wird der Nationalpark Eifel eingerichtet.
- 2004: In Hessen wird der Nationalpark Kellerwald-Edersee gegründet, die offizielle Eröffnung findet am 25. Mai statt.

### Sport
- 1893: In der deutschen Stadt Jena werden die Jenaer Regeln erlassen, Fußballregeln, die sich vor allem mit der Beschaffenheit des Spielfeldes befassen und für den Fußballsport noch heute Gültigkeit haben.
- 1902: Im American Football wird erstmals der Rose Bowl ausgetragen. Wegen des einseitigen Verlaufs des Spiels findet die nächste Veranstaltung erst wieder 1916 statt.
- 1906: Erstes offizielles Spiel der französischen Rugby-Union-Nationalmannschaft gegen die All Blacks aus Neuseeland. Frankreich verliert mit 8:38 gegen die All Blacks.
- 1910: Die erste Ausgabe des Rugby-Union-Turniers Five Nations (dem Vorgänger der heutigen Six Nations) beginnt, nachdem der Vorgänger International Home Championship mit der Aufnahme Frankreichs erweitert worden war. Das Eröffnungsspiel in St Helen’s in Swansea zwischen Wales und Frankreich endet mit 49:14.
- 1925: Die Fußballabteilung des TSV Hachinger Tal macht sich als Spielvereinigung Unterhaching selbständig.
- 1927: Der Internationale Lawn-Tennisverband nimmt das Deutsche Reich als Mitglied auf.
- 1942: Der niederländische Handball, der seit 1926 unter der Schirmherrschaft des Königlich Niederländischen Turnverbands (Koninklijke Nederlandse Gymnastiek Bond (KNGB)) tätig war, steht mit der Gründung des Niederländischen Handballverbandes (Nederlands Handbal Verbond (NHV)) auf eigenen Beinen.

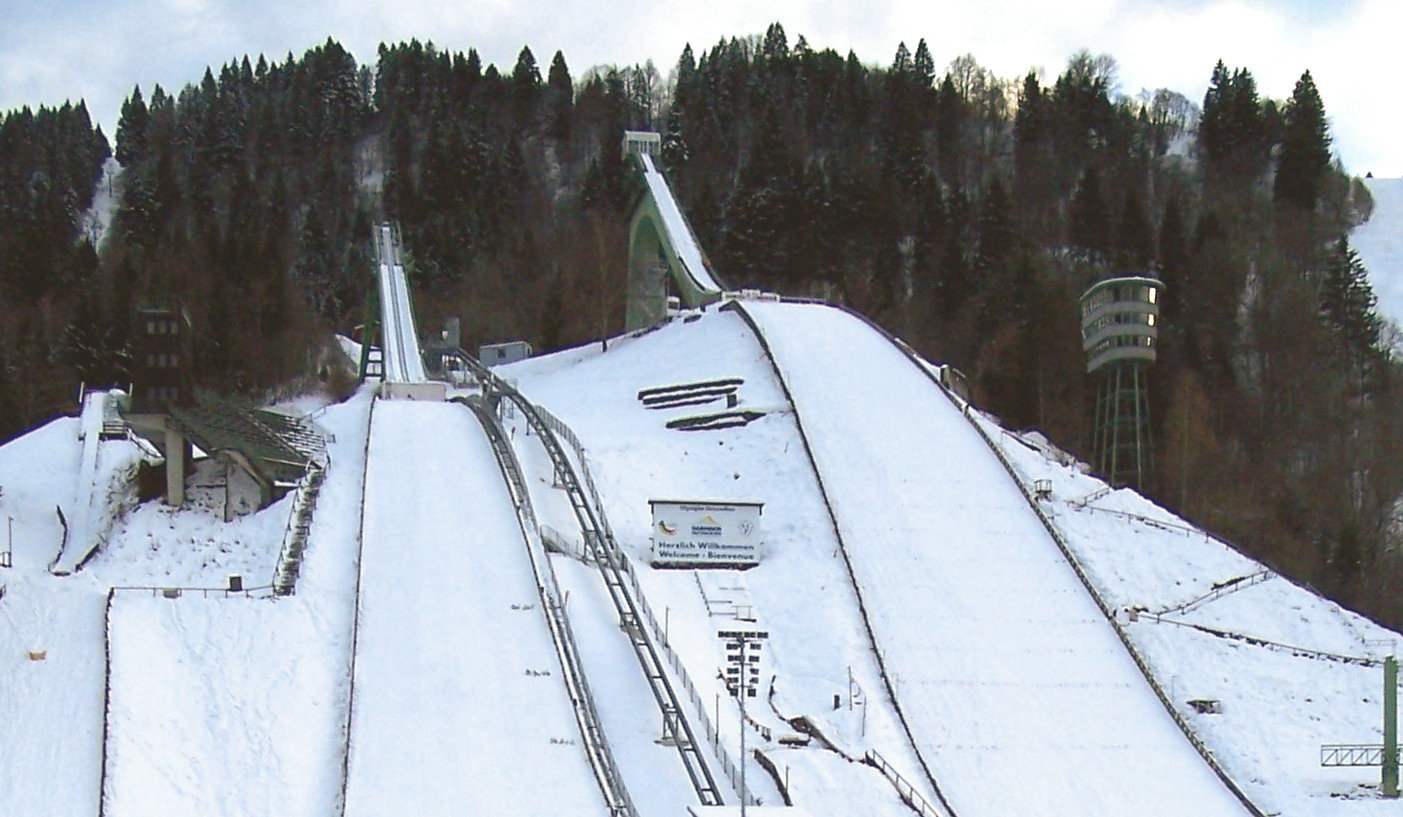
1953: Olympiaschanze in Garmisch-Partenkirchen

- 1953: Im Rahmen der Vierschanzentournee findet zum ersten Mal auf der Großen Olympiaschanze in Garmisch-Partenkirchen das jährliche Neujahrsspringen statt.
- 1954: Australien wird in Melbourne zum vierten Mal in ununterbrochener Reihenfolge Davis-Cup-Sieger.

Einträge von Leichtathletik-Weltrekorden befinden sich unter der jeweiligen Disziplin unter Leichtathletik.

## Geboren

### Vor dem 17. Jahrhundert
- 1236: Baldwin de Redvers, 7. Earl of Devon, englischer Adeliger
- 1272: William Ferrers, 1. Baron Ferrers of Groby, englischer Adeliger
- 1424: Ludwig IV., deutscher Kurfürst
- 1431: Alexander VI., Papst
- 1442: Margarete von Bayern, Markgräfin von Mantua
- 1448: Albert Krantz, deutscher Historiker
- 1449: Lorenzo de Medici, italienischer Politiker, Stadtherr von Florenz
- 1451: John Radcliffe, 9. Baron FitzWalter, englischer Adeliger und Politiker
- 1464: Johann III. von Eych, Fürstbischof von Eichstätt
- 1467: Philipp von Kleve, Bischof von Nevers, Amiens und Autun
- 1467: Sigismund der Alte, König von Polen und Großfürst von Litauen
- 1470: Magnus I., Herzog von Sachsen-Lauenburg
- 1484: Huldrych Zwingli, Schweizer Reformator
- 1492: Silvestro Ganassi, italienischer Komponist, Gamben- und Blockflötenspieler
- 1504: Caspar Cruciger der Ältere, deutscher Theologe und Reformator, Weggefährte Martin Luthers
- 1507: Anna von Brandenburg, Herzogin zu Mecklenburg-Güstrow
- 1511: Henry Tudor, Duke of Cornwall, englischer Thronfolger

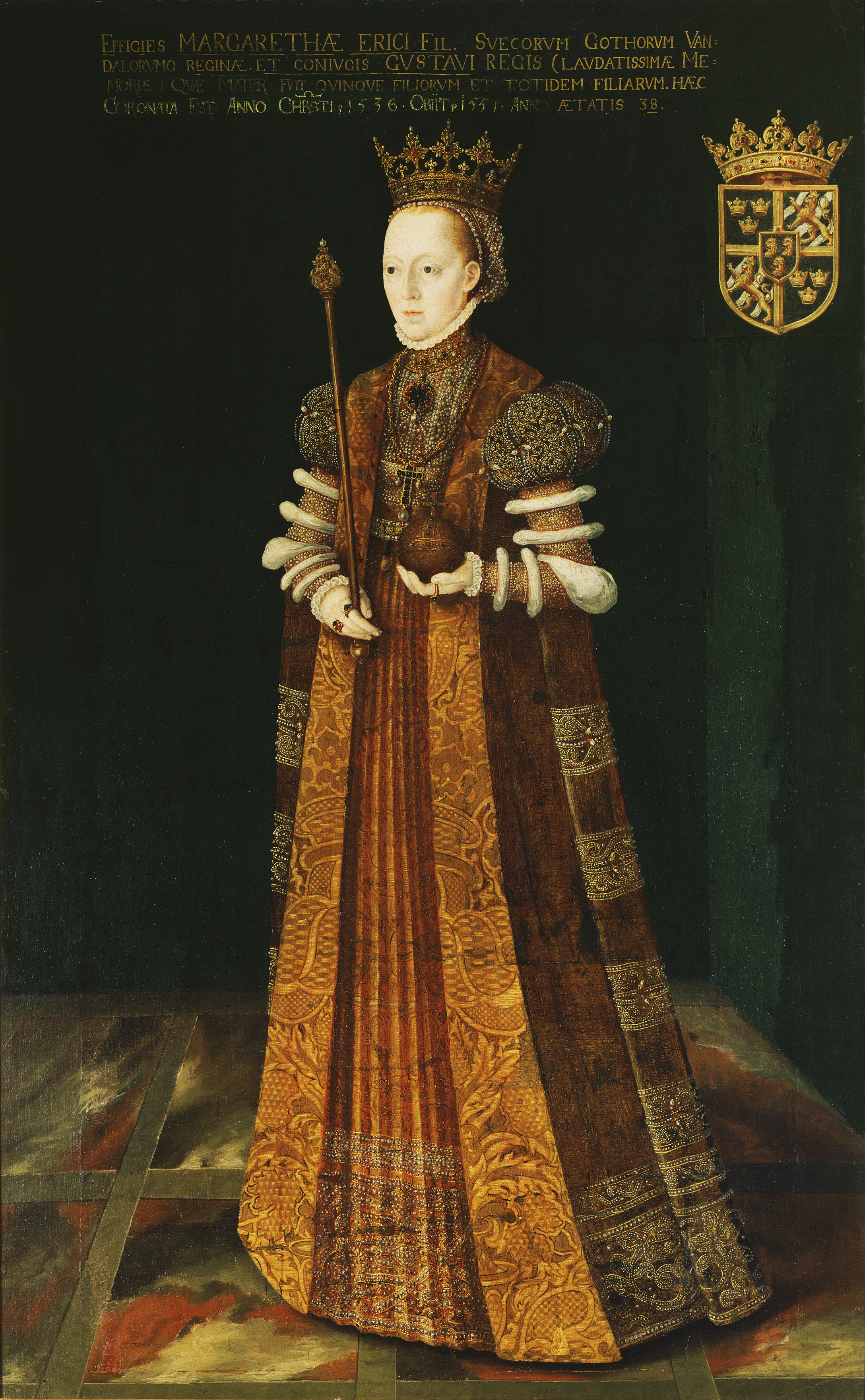
Margareta Eriksdotter Leijonhufvud (* 1516)

- 1516: Margareta Eriksdotter Leijonhufvud, Königin von Schweden
- 1519: Ulrich Pinder, Leibarzt des Kurfürsten Friedrich III. von Sachsen, Herausgeber und Buchdrucker
- 1526: Luis Beltrán, spanischer Dominikaner, Heiliger der katholischen Kirche, Verteidiger der Indianerrechte
- 1542: Konrad Friederich, Bürgermeister von St. Gallen
- 1554: Ludwig der Fromme, Herzog von Württemberg
- 1557: Stephan Bocskai, ungarischer Fürst
- 1578: Iwasa Matabē, japanischer Maler
- 1584: Johann Camman, deutscher Jurist, Syndikus der Stadt Braunschweig und Büchersammler
- 1584: Agnes Cirksena, ostfriesische Prinzessin
- 1591: Theodor Höpingk, deutscher Historiker und Jurist
- 1592: Zacharias Brendel der Jüngere, deutscher Mediziner und Chemiker
- 1600: Heinrich von Brockdorff, deutscher Offizier und Politiker

### 17. Jahrhundert
- 1603: Georg Gloger, deutscher Dichter
- 1604: Gottfried Olearius, deutscher Theologe, Superintendent und Chronist der Stadt Halle
- 1606: Siegmund Wiprecht von Zerbst, deutscher Hofbeamter und Politiker
- 1613: Christoph Schlegel, deutscher lutherischer Theologe
- 1618: Bartolomé Esteban Murillo, spanischer Maler
- 1620: Gilberte Périer, Schwester und Biografin von Blaise Pascal
- 1627: John Gadbury, englischer Astrologe
- 1628: Christoph Bernhard, deutscher Komponist, Kapellmeister und Musiktheoretiker
- 1635: Anthonius Lucius, deutscher Gelehrter, Universitätsprofessor und Rechtswissenschaftler
- 1638: Antoinette Deshoulières, französische Dichterin und Philosophin
- 1638: Go-Sai, japanischer Kaiser

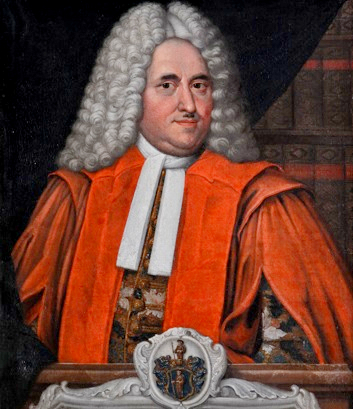
Christian Thomasius (* 1655)

- 1655: Christian Thomasius, deutscher Jurist und Philosoph
- 1657: Johann von Bacmeister, deutscher Rechtswissenschaftler und Reichshofrat
- 1658: Theresa Katharina Lubomirska, polnische Adlige
- 1662: Pierre Gobert, französischer Hofmaler
- 1664: Alvise Pisani, Doge von Venedig
- 1677: Johann Heinrich von Heucher, deutscher Naturwissenschaftler und Leibarzt Augusts des Starken
- 1678: Christoph Papen, deutscher Bildschnitzer und Bildhauer
- 1684: Arnold Drakenborch, niederländischer klassischer Philologe
- 1693: Johann Philipp Crollius, deutscher Pädagoge und Historiker
- 1697: Joseph François Dupleix, französischer Kolonialpolitiker, Generalgouverneur in Indien

### 18. Jahrhundert
- 1701: François de Roches, Schweizer evangelischer Geistlicher und Hochschullehrer
- 1703: Carlos Francisco de Croix, spanischer Offizier, Kolonialverwalter und Vizekönig von Neuspanien
- 1706: Johann Philipp von Beust, deutscher General
- 1709: Johann Bätz, deutsch-niederländischer Orgelbauer
- 1711: Franz Freiherr von der Trenck, österreichischer Offizier und Freischärler
- 1712: Karl, Fürst von Nassau-Usingen
- 1714: Kristijonas Donelaitis, preußisch-litauischer Schriftsteller und Pfarrer
- 1714: Giovanni Battista Mancini, italienischer Sänger, Gesangslehrer und Schriftsteller
- 1720: Johann Christoph Altnikol (Taufdatum), deutscher Komponist und Organist
- 1732: Julie Bondeli, Schweizer Salonière
- 1732: Johann Friedrich von Ryhiner, Schweizer Staatsmann und Geograph
- 1733: Johann Georg Purmann, deutscher Pädagoge
- 1737: Herbert Mackworth, 1. Baronet, britischer Politiker, Industrieller und Adliger
- 1744: Salomon Kitt, Schweizer Kaufmann und Bodenspekulant
- 1745: Vinzenz Maria Strambi, italienischer Passionist und Bischof von Macerata-Tolentino
- 1745: Anthony Wayne, US-amerikanischer General und Politiker
- 1748: Giovanni Furno, italienischer Komponist und Musikpädagoge
- 1749: José María Chacón, spanischer Marineoffizier und Kolonialpolitiker, Gouverneur von Trinidad
- 1750: Frederick Muhlenberg, US-amerikanischer Politiker deutscher Abstammung, Mitglied und erster Sprecher des Repräsentantenhauses
- 1751: Benjamin Williams, US-amerikanischer Politiker
- 1752: Betsy Ross, US-amerikanische Quäkerin, nähte angeblich die erste Flagge der USA
- 1755: Christian August Thon, deutscher Jurist, Beamter und Politiker

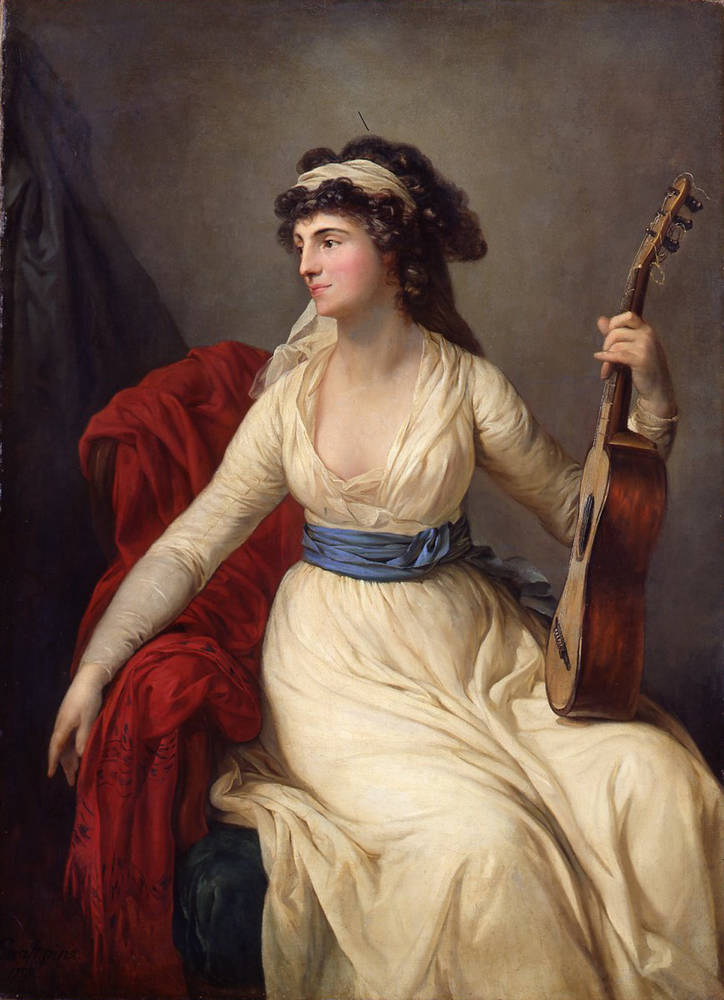
Christina von Brühl (* 1756)

- 1756: Christina von Brühl, deutsche Landschaftsarchitektin
- 1759: Giuseppe Fossati, Tessiner Jurist und Übersetzer
- 1762: Henry Molleston, US-amerikanischer Politiker, Gouverneur von Delaware
- 1763: Leopold Wilhelm von Dobschütz, preußischer General und Gutsherr
- 1766: Antoine-Vincent Arnault, französischer Schriftsteller
- 1766: Georg Philipp Schmidt von Lübeck, deutscher Arzt, Beamter und Lyriker

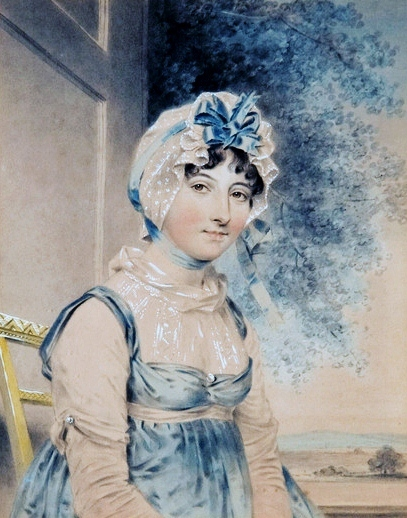
Maria Edgeworth (* 1767)

- 1767: Maria Edgeworth, irisch-britische Schriftstellerin
- 1767: Andreas Tamm, deutscher Jurist und Pädagoge
- 1769: Jane Marcet, britische Autorin populärwissenschaftlicher Sachbücher
- 1769: Johann Caspar Rahn, Schweizer Kunstmaler und Zeichenlehrer
- 1771: Georges Cadoudal, französischer General und Untergrundkämpfer
- 1774: André Marie Constant Duméril, französischer Zoologe und Professor der Anatomie, Physiologie und Pathologie
- 1775: Johann Rudolph von Ahlefeldt, deutscher Adliger, Gutsherr auf Ludwigsburg, Sehestedt und Saxtorff
- 1778: Charles-Alexandre Lesueur, französischer Naturforscher, Entdecker und Maler
- 1782: Johann Gottfried Abraham Frenzel, deutscher Landschaftsmaler, Zeichner, Kupferstecher und Kunstschriftsteller
- 1785: John Oxley, britischer Offizier
- 1786: Dixon Denham, britischer Afrikaforscher und Kolonialpolitiker, Statthalter von Sierra Leone
- 1787: Manuel José Arce y Fagoaga, salvadorianischer Unabhängigkeitskämpfer und Politiker, Präsident der Zentralamerikanischen Konföderation.
- 1787: Domenico Quaglio, deutscher Architekturmaler der Romantik, Theatermaler, Lithograf und Radierer
- 1788: Étienne Cabet, französischer Publizist, Politiker und Revolutionär
- 1791: Auguste Bußmann, kurzzeitig verheiratet mit Clemens Brentano
- 1791: Ernst Meyer, deutscher Botaniker und Autor
- 1791: Alois Miesbach, österreichischer Industrieller
- 1792: Henrik Anker Bjerregaard, norwegischer Jurist und Dichter

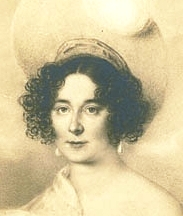
Therese Malfatti (* 1792)

- 1792: Therese Malfatti, österreichische Musikerin, Freundin Beethovens
- 1799: Wilhelm Eisenlohr, deutscher Physiker
- 1800: Filipina Brzezińska, polnische Komponistin und Pianistin
- 1800: Basilio Calafati, österreichischer Zauberkünstler, Karussell- und Gasthausbesitzer
- 1800: Francis Egerton, 1. Earl of Ellesmere, britischer Politiker, Schriftsteller und Kunstliebhaber, Chief Secretary for Ireland, Minister
- 1800: Constantin Hering, deutsch-US-amerikanischer Arzt, gilt als Begründer der Homöopathie in Amerika
- 1800: Václav Emanuel Horák, tschechischer Komponist, Kirchenmusiker und Pädagoge

### 19. Jahrhundert

#### 1801–1850
- 1803: Eduard August Feuerbach, deutscher Rechtsgelehrter
- 1803: Rudolf Keyser norwegischer Historiker

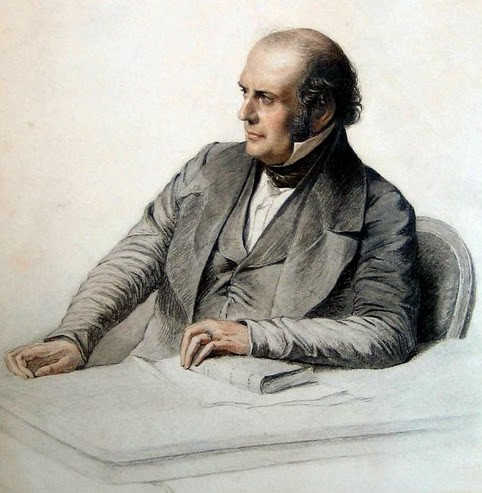
Guglielmo Libri (* 1803)

- 1803: Guglielmo Libri, italienisch-französischer Mathematiker, Bibliophiler und Bücherdieb
- 1806: Lionel Kieseritzky, deutsch-russischer Schachmeister und Pädagoge
- 1806: Karl von Weber, deutscher Beamter, Archivar und Historiker
- 1807: Johan Fjeldsted Dahl, norwegischer Buchhändler und Verleger
- 1808: Pierre Chazal, belgischer General und Politiker, Minister
- 1809: Gustaw Zieliński, polnischer Schriftsteller
- 1810: Karl Mager, deutsch-schweizerischer Schulpädagoge und Schulpolitiker, Literatur- und Sprachwissenschaftler
- 1813: Franziska Berg, deutsche Sängerin und Schauspielerin
- 1813: Charles Clifford, neuseeländischer Politiker, erster Sprecher des Repräsentantenhauses
- 1813: Louis Adrien Huart, französisch-preußischer Journalist, Schriftsteller und Theaterdirektor
- 1814: Hong Xiuquan, chinesischer Mystiker und Anführer des Taiping-Aufstandes
- 1815: Samuel Lister, britischer Erfinder und Industrieller
- 1815: Aaron F. Perry, US-amerikanischer Politiker, Mitglied des Repräsentantenhauses
- 1817: John W. Hall, US-amerikanischer Politiker
- 1819: Arthur Hugh Clough, britischer Schriftsteller
- 1821: Jakob Bruderer, Schweizer Unternehmer, Politiker und Offizier
- 1821: Viktor zu Leiningen-Westerburg-Altleiningen, deutsch-österreichischer Offizier
- 1823: Sándor Petőfi, ungarischer Nationaldichter
- 1823: Hans Wachenhusen, deutscher Reise und Romanschriftsteller
- 1824: Gaston Hardouin Andlau, französischer General
- 1827: William Lewis Cabell, US-amerikanischer General und Kommunalpolitiker, Bürgermeister von Dallas
- 1829: Berta Bethge, deutsche Schriftstellerin
- 1831: Eduard Wölfflin, Schweizer Altphilologe
- 1832: Aloys Kunc, französischer Komponist und Organist
- 1833: Robert Lawson, neuseeländischer Architekt

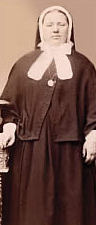
Franziska Lechner (* 1833)

- 1833: Franziska Lechner, deutsche Ordensgründerin
- 1834: Ludovic Halévy, französischer Bühnenautor
- 1834: Frieda Ritzerow, deutsche Schriftstellerin
- 1835: Karl von Einem, preußischer Offizier und Politiker, Minister
- 1835: Georg Speyer, deutscher Bankier und Mäzen
- 1837: Enrico Nencioni, italienischer Lyriker und Literaturkritiker
- 1839: Ouida, britische Schriftstellerin
- 1845: Pierre Moriaud, Schweizer Jurist und Politiker
- 1847: Franz Rezek, österreichischer Militärkapellmeister und Komponist
- 1848: Alexander Marshall Mackenzie, schottischer Architekt
- 1849: Arthur Hartmann, deutscher HNO-Arzt und Hochschullehrer
- 1850: John Barclay Armstrong, US-amerikanischer Polizist, Angehöriger der Texas Rangers
- 1850: Cornelius Gurlitt, deutscher Architekt und Kunsthistoriker

#### 1851–1900
- 1851: Paul Alexander Leopold II., Fürst zur Lippe
- 1853: Hans Koessler, deutscher Komponist
- 1854: James George Frazer, britischer Ethnologe
- 1855: Carl Partsch, deutscher Chirurg
- 1857: Cornelis Adriaan Lobry van Troostenburg de Bruyn, niederländischer Chemiker
- 1859: Thibaw Min, König der Konbaung-Dynastie in Birma
- 1860: Michele Lega, italienischer Geistlicher und Kurienkardinal
- 1860: Carl Wolff, deutscher Architekt, Denkmalpfleger und Stadtbaurat in Hannover
- 1863: Heinrich Clam-Martinic, österreichischer Politiker und Offizier, Mitglied des böhmischen Landtags, Ministerpräsident, Militärgouverneur von Montenegro
- 1863: Pierre de Coubertin, französischer Pädagoge, Historiker und Sportfunktionär, Vater der Olympischen Spiele der Neuzeit, Olympiasieger, Präsident des IOC
- 1863: John Michiner Haines, US-amerikanischer Politiker
- 1863: Ljubomir Miletitsch, bulgarischer Sprachwissenschaftler, Historiker und Publizist
- 1864: Qi Baishi, chinesischer Maler
- 1864: Alfred Philippson, deutscher Geograf

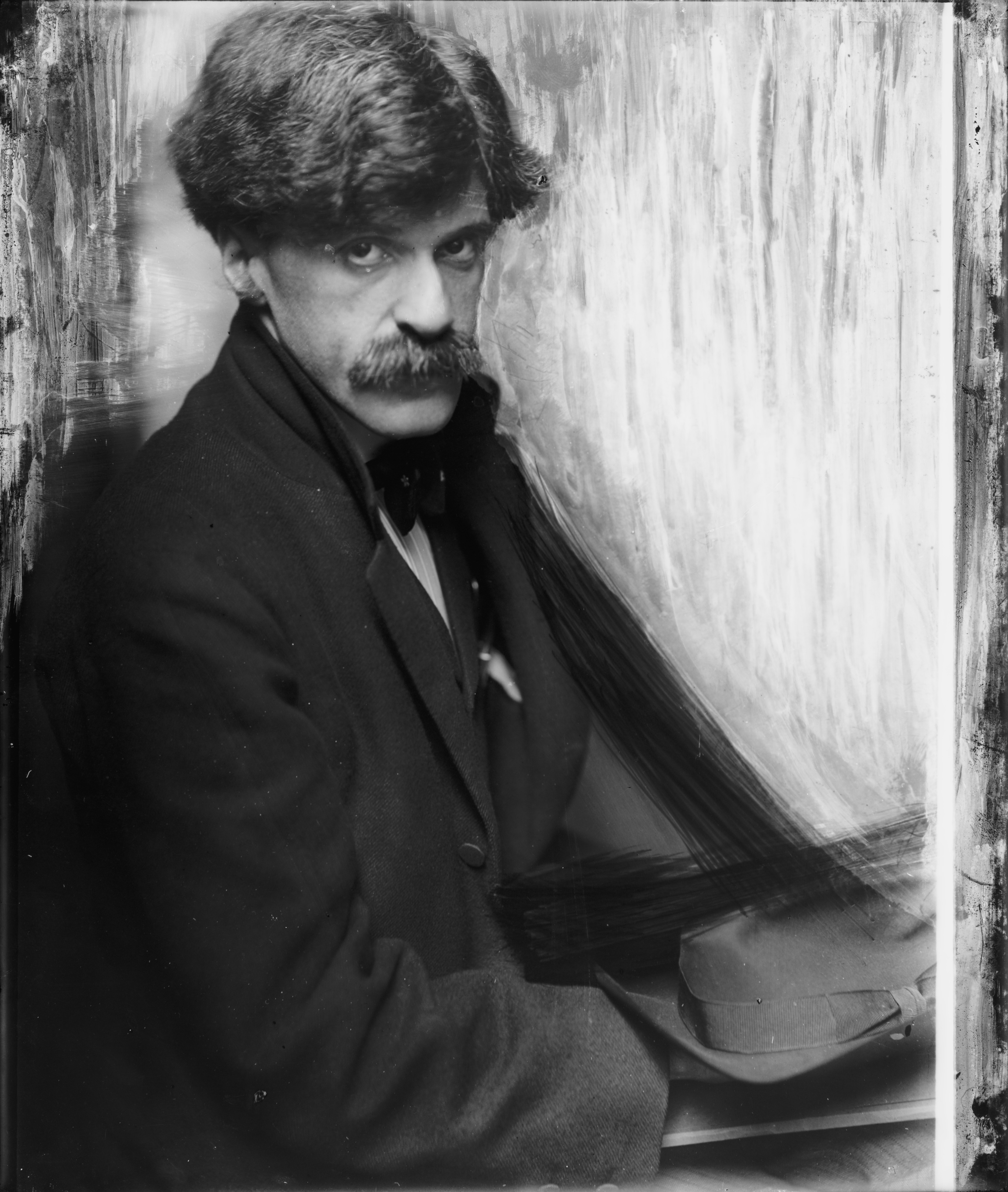
Alfred Stieglitz (* 1864)

- 1864: Alfred Stieglitz, US-amerikanischer Fotograf, Galerist, Verleger und Mäzen avantgardistischer Kunst
- 1866: Maurice Couyba, französischer Politiker und Schriftsteller, Minister
- 1868: Albrecht Graefe, deutscher Politiker, MdR
- 1871: Ugo Afferni, italienisch-deutscher Dirigent und Komponist
- 1871: Edmund Brückner, deutscher Diplomat und Ministerialbeamter
- 1873: Mariano Azuela, mexikanischer Arzt und Schriftsteller
- 1873: Leon Czolgosz, US-amerikanischer Attentäter
- 1874: Frank Knox, US-amerikanischer Politiker, Marineminister
- 1874: Gustav Weißkopf, deutsch-US-amerikanischer Flugpionier
- 1876: Eduardo Dagnino, italienischer Komponist, Musikwissenschaftler und Schachspieler
- 1876ː Elsa Kövesházi-Kalmár, ungarische Bildhauerin, Malerin, Lithographin und Kunstgewerblerin
- 1876: Lodewijk van Mierop, niederländischer Pazifist und Anarchist
- 1877: Guy Daniel-Lamazière, französischer Automobilrennfahrer
- 1877: Elisabeth Jensen, deutsche Politikerin (SPD)
- 1878: Agner Krarup Erlang, dänischer Mathematiker und Statistiker
- 1878: Edwin Franko Goldman, US-amerikanischer Komponist und Dirigent
- 1878: Pejo Jaworow, bulgarischer Dichter und Revolutionskämpfer
- 1878: Jean Pradairol, französischer Turner
- 1879: E. M. Forster, britischer Erzähler und Kritiker
- 1879: William Fox, österreichisch-US-amerikanischer Filmproduzent und Unternehmer
- 1879: Ernest Jones, britischer Psychoanalytiker
- 1880: Schalom Asch, polnisch-US-amerikanischer Schriftsteller und Dramatiker jiddischer Sprache
- 1880: Ernst Gennat, deutscher Kriminalpolizist

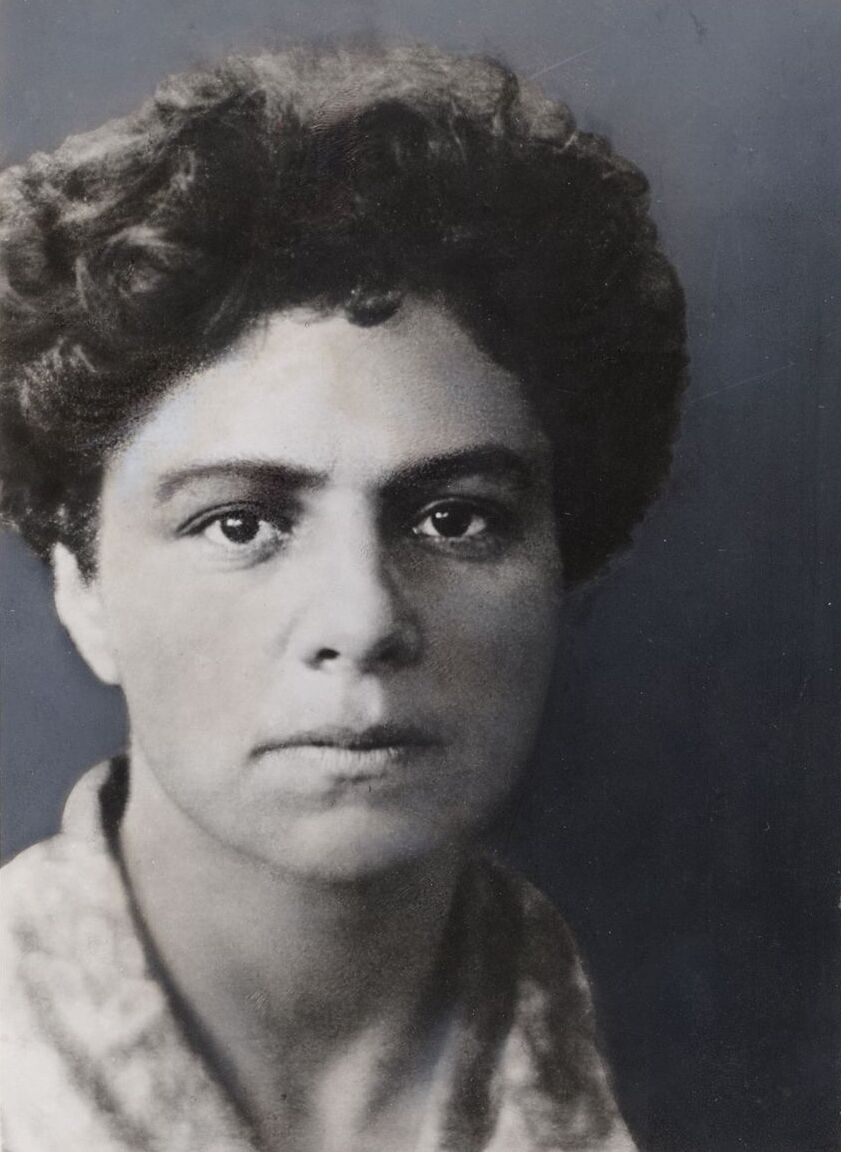
Carry van Bruggen (* 1881)

- 1881: Carry van Bruggen, niederländische Schriftstellerin
- 1881: Walter Jack Duncan, US-amerikanischer Kriegsmaler
- 1881: Vajiravudh, König von Siam
- 1881: Else Wohlgemuth, deutsche Schauspielerin
- 1882: Martin Charles Ansorge, US-amerikanischer Jurist und Politiker, Mitglied des Repräsentantenhauses
- 1883: William J. Donovan, US-amerikanischer Geheimdienst-Koordinator
- 1884: Papa Celestin, US-amerikanischer Bandleader und Jazz-Trompeter, Kornettist und Sänger
- 1884: George W. Meyer, US-amerikanischer Songwriter
- 1884: Carl Skoda, österreichischer Hofschauspieler
- 1885: Franz Arnholdt, deutscher Gewerkschafter, Verleger und Kommunalpolitiker
- 1885: Valentin Feurstein, österreichischer General
- 1885: Charles Seymour, US-amerikanischer Historiker
- 1886: Kinoshita Rigen, japanischer Lyriker
- 1886: Garegin Nschdeh, armenischer Staatsmann
- 1887: Franz Angel, österreichischer Mineraloge, Petrograph und Hochschullehrer

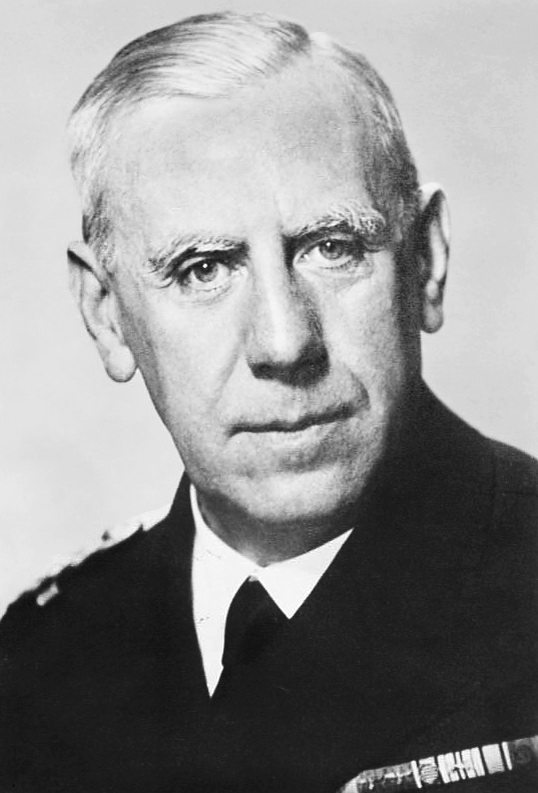
Wilhelm Canaris (* 1887)

- 1887: Wilhelm Canaris, deutscher Admiral, Widerstandskämpfer gegen den Nationalsozialismus
- 1887: Joseph Opatoshu, polnisch-US-amerikanischer Schriftsteller
- 1887: Joseph T. Rucker, US-amerikanischer Kameramann
- 1888: Hermann Arnold, deutscher Unternehmer
- 1888: Eduard Bass, tschechischer Schriftsteller und Journalist, Sänger und Schauspieler
- 1888: Johannes Hohlfeld, deutscher Genealoge und Historiker
- 1888: Frank Stokes, US-amerikanischer Blues-Musiker
- 1889: Götz Briefs, deutscher Sozialphilosoph und Nationalökonom
- 1889: Johann von Ravenstein, deutscher General
- 1890: Max Gablonsky, deutscher Fußballspieler und Leichtathlet
- 1890: Charley Jordan, US-amerikanischer Blues-Sänger, Gitarrist und Songschreiber
- 1890: Alvin Loftes, US-amerikanischer Radrennfahrer
- 1890: Paul Ramdohr, deutscher Mineraloge
- 1890: Franz Spunda, österreichischer Lehrer und Schriftsteller
- 1891: Charles Bickford, US-amerikanischer Schauspieler
- 1892: Mahidol Adulyadej, thailändischer Adliger
- 1892: Elisabet von Harnack, deutsche Sozialarbeiterin
- 1892: Miklós Radnai, ungarischer Komponist
- 1893: Helen Vivien Gould, US-amerikanisches Mitglied der New Yorker und Londoner High Society
- 1893: Artur Wypochowicz, deutscher Kommunalpolitiker und Widerstandskämpfer gegen den Nationalsozialismus
- 1894: Otto Aasen, norwegischer Skispringer, Nordischer Kombinierer und Skilangläufer
- 1894: Satyendranath Bose, indischer Physiker
- 1894: František Götz, tschechischer Literaturhistoriker und Kritiker, Dramaturg und Übersetzer

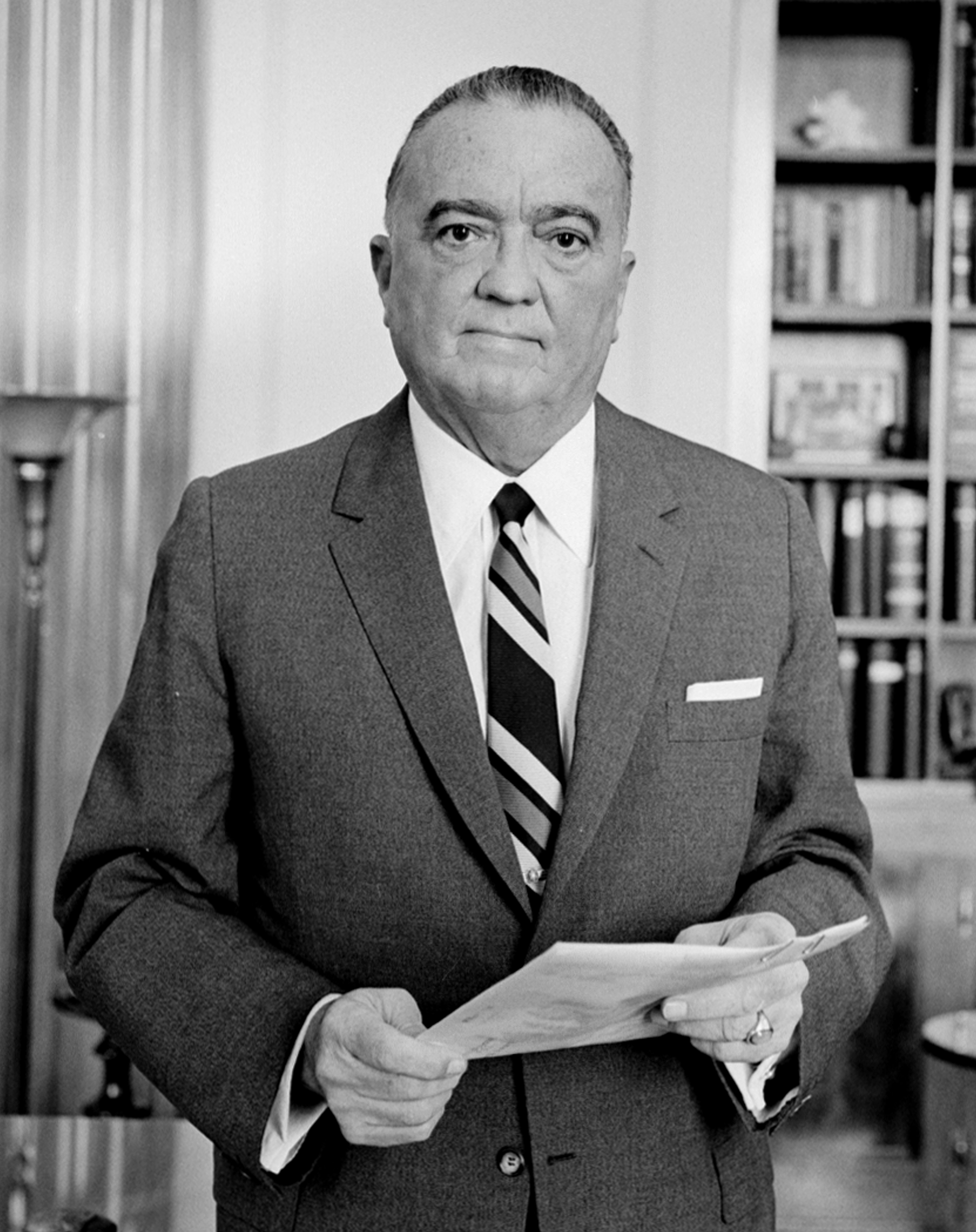
J. Edgar Hoover (* 1895)

- 1895: J. Edgar Hoover, US-amerikanischer Jurist, Begründer und Direktor des FBI
- 1895: Gustav Schickedanz, deutscher Fabrikant und Unternehmer, Gründer des Versandhauses Quelle
- 1896: Estelle Yancey, US-amerikanische Bluessängerin

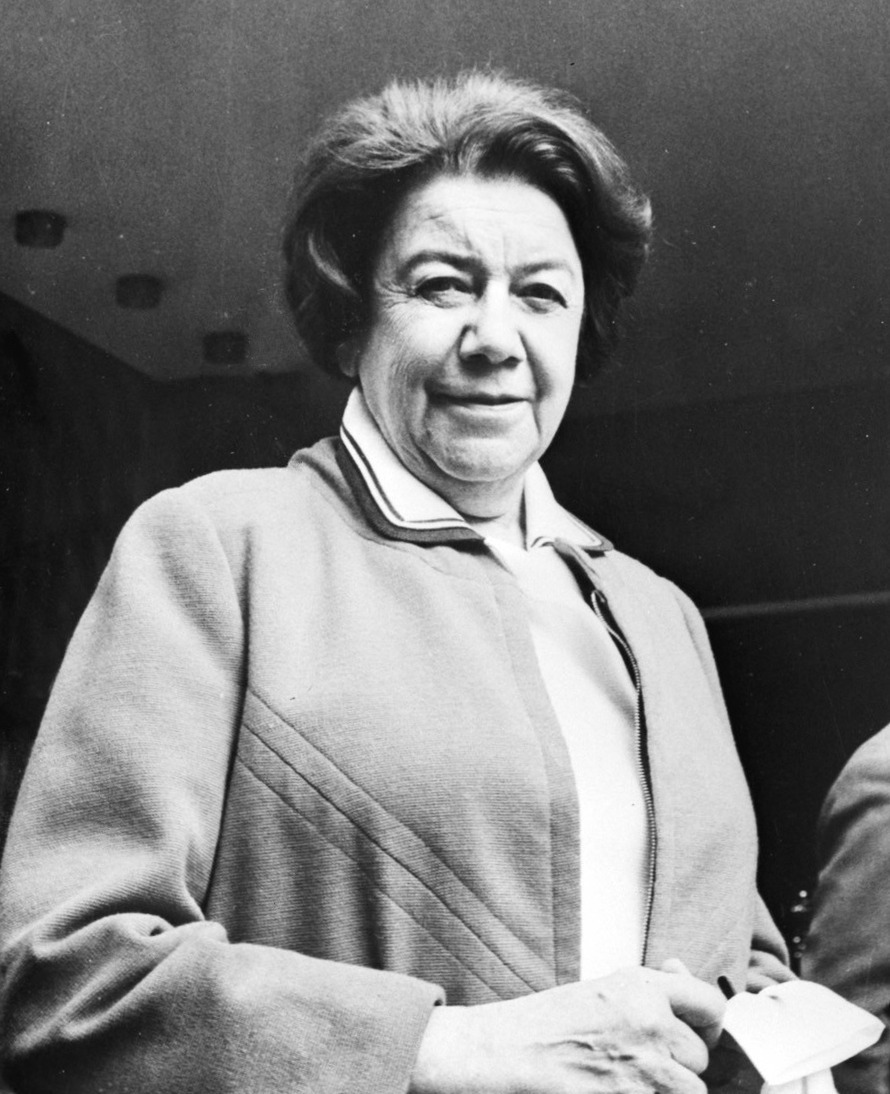
Ana Aslan (* 1897)

- 1897: Ana Aslan, rumänische Ärztin und Gerontologin
- 1897: Antoine Dubreil, französischer Automobilrennfahrer
- 1897: Theodor Kramer, österreichischer Lyriker
- 1898: Marta Fuchs, deutsche Konzert- und Opernsängerin
- 1898: Viktor Ullmann, österreichischer Dirigent und Komponist
- 1898: André de Victor, französischer Automobilrennfahrer
- 1899: Jack Beresford, britischer Ruderer, Olympiasieger
- 1899: Raymond Loucheur, französischer Komponist
- 1900: Xavier Cugat, spanisch-kubanischer Orchesterleiter
- 1900: Georg Oskar Schubert, deutscher Fernsehtechniker
- 1900: Chiune Sugihara, japanischer Diplomat, Gerechter unter den Völkern

### 20. Jahrhundert

#### 1901–1925
- 1901: Filippo Anfuso, italienischer Diplomat und Politiker
- 1901: Eiichi Ataka, japanischer Unternehmer
- 1901: Willibald Pschyrembel, deutscher Arzt und Autor
- 1902: Hans von Dohnanyi, deutscher Jurist und Widerstandskämpfer, Opfer des Nationalsozialismus
- 1902: Ernst Heinitz, deutscher Jurist, Rektor der FU Berlin
- 1902: Walerian Alexandrowitsch Sorin, sowjetischer Diplomat
- 1903: Dino Barsotti, italienischer Ruderer, Olympiamedaillengewinner
- 1903: Herbert Block, deutsch-US-amerikanischer Ökonom
- 1904: Antoni Baraniak, polnischer Geistlicher, Erzbischof von Posen
- 1904: Karl Kummer, österreichischer Jurist und Politiker, Abgeordneter zum Nationalrat
- 1904: Paul Laufer, deutscher Parteifunktionär und Widerstandskämpfer, Abteilungsleiter der Stasi in der DDR
- 1905: Mathilde Beeg, deutsche Schriftstellerin
- 1905: Josef Göbl, österreichischer Eishockeyspieler und -schiedsrichter
- 1905: Heinz Schmid-Lossberg, deutscher Wirtschaftsfunktionär
- 1906: Emanuel Larisch, deutscher Parteifunktionär und Widerstandskämpfer
- 1907: Norah Baring, britische Schauspielerin
- 1907: Hitomi Kinue, japanische Leichtathletin, Olympiamedaillengewinnerin
- 1907: Marian Wróbel, polnischer Schachkomponist
- 1908: Elizabeth Bentley, US-amerikanische Agentin für die Sowjetunion
- 1908: Ernst Budig, deutscher Schwimmer
- 1908: Mehmet Leblebi, türkischer Fußballspieler
- 1909: Dana Andrews, US-amerikanischer Schauspieler
- 1909: Marcel Balsa, französischer Automobilrennfahrer
- 1909: Stepan Bandera, ukrainischer Politiker und Partisanenführer
- 1910: Alois Grillmeier, deutscher Geistlicher und Theologe, Kardinal
- 1910: Hanns Ernst Jäger, österreichischer Schauspieler und Hörspielsprecher
- 1910: Lo Simons, niederländischer Motorradrennfahrer
- 1910: Haniya Yutaka, japanischer Schriftsteller
- 1911: Hank Greenberg, US-amerikanischer Baseballspieler
- 1911: Willy Massoth, deutscher Politiker, MdB
- 1911: Guido Santin, italienischer Ruderer, Olympiamedaillengewinner
- 1912: João Amazonas, brasilianischer marxistischer Theoretiker, Politiker und Guerillakämpfer
- 1912: Chertek Amyrbitowna Antschimaa-Toka, tuwinische Politikerin, weltweit erstes weibliches Staatsoberhaupt einer Republik
- 1912: Vittorio Belmondo, italienischer Unternehmer, Industrieller und Automobilrennfahrer
- 1912: Rafael Sánchez Cestero, dominikanischer Sänger
- 1912: Kim Philby, britischer Doppelagent
- 1913: Hans Lutz Merkle, deutscher Manager
- 1913: Norman Rosten, US-amerikanischer Schriftsteller
- 1914: Boris Carmi, russisch-israelischer Photojournalist

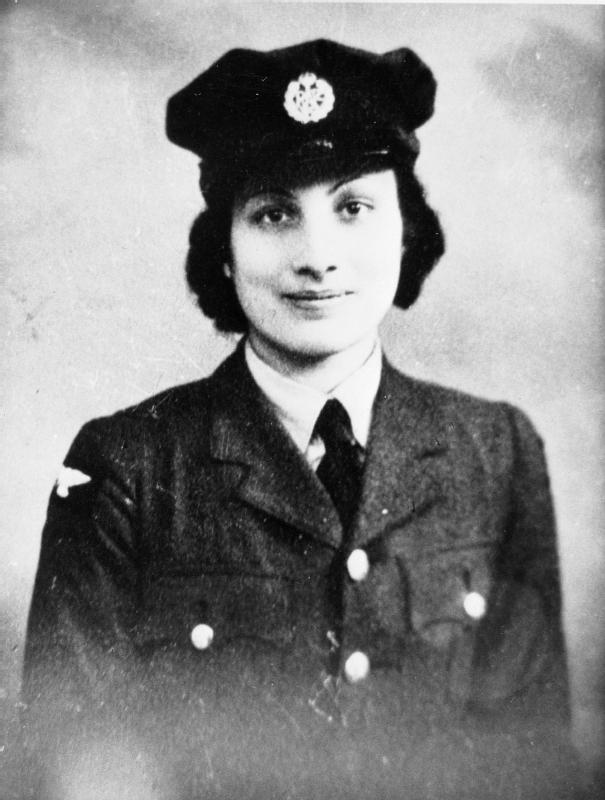
Noor Inayat Khan (* 1914)

- 1914: Noor Inayat Khan, britische Widerstandskämpferin und Spionin
- 1914: Edith Picht-Axenfeld, deutsche Cembalistin
- 1915: Branko Ćopić, jugoslawischer Schriftsteller
- 1915: Ada Lichtman, Polin, eine von nur 47 Überlebenden des deutschen Vernichtungslagers Sobibor
- 1915: Tatiana von Metternich-Winneburg, deutsch-russische Malerin, Schriftstellerin und Mäzenin
- 1915: Giacinto Sertorelli, italienischer Skirennläufer
- 1916: Murray Armstrong, kanadischer Eishockeyspieler und -trainer
- 1916: Giacomo Neri, italienischer Fußballspieler und -trainer
- 1917: Erwin Axer, polnischer Theaterregisseur
- 1917: Jule Gregory Charney, US-amerikanischer Meteorologe

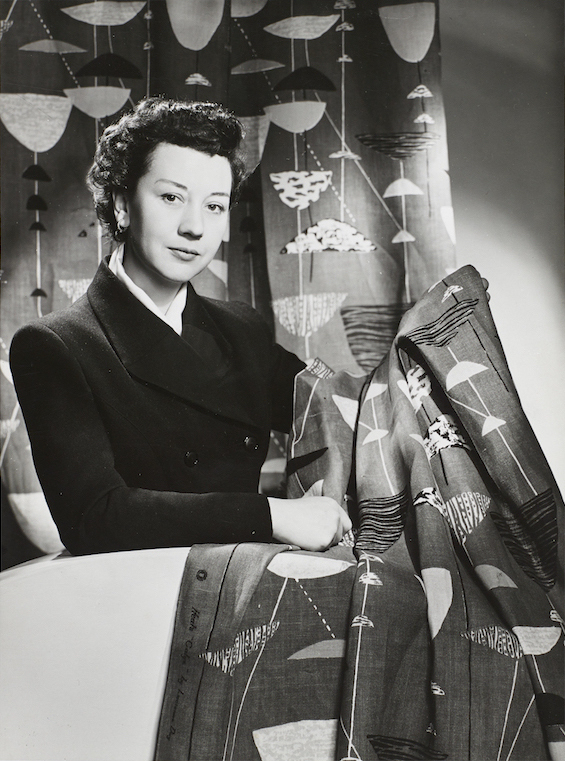
Lucienne Day (* 1917)

- 1917: Lucienne Day, englische Textildesignerin
- 1918: Rudolf Mumprecht, Schweizer Künstler
- 1918: Willy den Ouden, niederländische Schwimmerin, Olympiasiegerin
- 1919: Karl Otto Dehnert, deutscher Kommunalpolitiker, Bürgermeister von Wuppertal
- 1919: Rocky Graziano, US-amerikanischer Boxer italienischer Herkunft, Weltmeister
- 1919: Carole Landis, US-amerikanische Schauspielerin
- 1919: J. D. Salinger, US-amerikanischer Schriftsteller
- 1920: Osvaldo Cavandoli, italienischer Cartoonist
- 1920: Suzanne Juyol, französische Opernsängerin

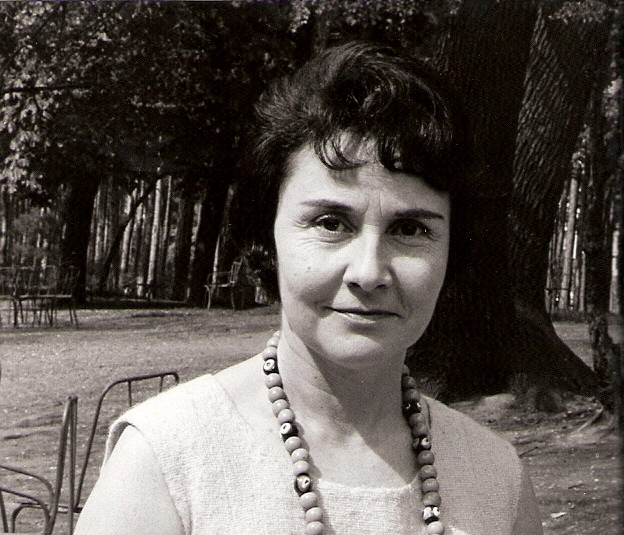
Anna Langfus (* 1920)

- 1920: Anna Langfus, polnisch-französische Schriftstellerin
- 1920: Barys Rahulja, belarussischer Offizier und politischer Aktivist
- 1920: Alfred A. Tomatis, französischer Arzt
- 1920: Heinz Zemanek, österreichischer Computerpionier
- 1921: César Baldaccini, französischer Bildhauer und Plastiker
- 1921: Hermann-Josef Kaltenborn, deutscher Kommunalpolitiker
- 1921: Alain Mimoun, algerischer Leichtathlet
- 1922: Doğan Andaç, türkischer Offizier, Fußballtrainer und -funktionär
- 1922: Hashikawa Bunzō, japanischer Historiker und Politikwissenschaftler
- 1922: Bobby Capó, puerto-ricanischer Sänger und Komponist
- 1922: Andrzej Hiolski, polnischer Sänger
- 1922: Fritz Hollings, US-amerikanischer Politiker, Gouverneur von South Carolina, Senator
- 1922: Helmut Simon, deutscher Jurist, Richter des Bundesverfassungsgerichts
- 1922: Alois Vogel, österreichischer Schriftsteller
- 1923: Alexander Abian, US-amerikanischer Mathematiker
- 1923: Doğan Andaç, türkischer Oberstleutnant, Fußballtrainer und -funktionär
- 1923: Helga Anton, deutsche Beterin und Autorin
- 1923: Salamo Arouch, griechisch-israelischer Boxer
- 1923: Valentina Cortese, italienische Schauspielerin
- 1923: Mary Dann, US-amerikanische Umweltaktivistin indianischer Abstammung, Trägerin des Alternativen Nobelpreises
- 1923: Milt Jackson, US-amerikanischer Musiker
- 1923: Marina Franzewna Kowaljowa, sowjetische Schauspielerin
- 1923: Walo Radew, bulgarischer Filmregisseur, Kameramann und Drehbuchautor
- 1923: Ousmane Sembène, senegalesischer Schriftsteller und Regisseur
- 1923: Willi Weiskirch, deutscher Journalist und Politiker, MdB, Wehrbeauftragter des Deutschen Bundestages
- 1924: Arthur C. Danto, US-amerikanischer Philosoph und Kunstkritiker
- 1924: Willi Faust, deutscher Motorradrennfahrer
- 1924: Jacques Le Goff, französischer Historiker
- 1924: Klaus Junge, deutscher Schachspieler
- 1924: Sheila Manahan, irische Schauspielerin
- 1924: Betty McKinnon, australische Sprinterin
- 1924: Charles Munger, US-amerikanischer Manager
- 1925: Helmut Bulle, deutscher Politiker, MdL, Landesminister
- 1925: Chia Boon Leong, singapurischer Fußballspieler
- 1925: Zena Marshall, britische Schauspielerin
- 1925: Mario Merz, italienischer Künstler
- 1925: Ahmad Koroh, zeremonielles Staatsoberhaupt des malaysischen Bundesstaats Sabah

#### 1926–1950

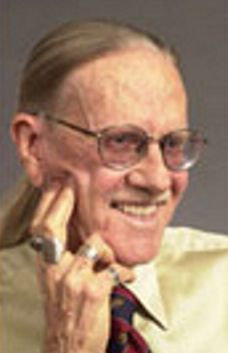
Vernon Smith (* 1927)
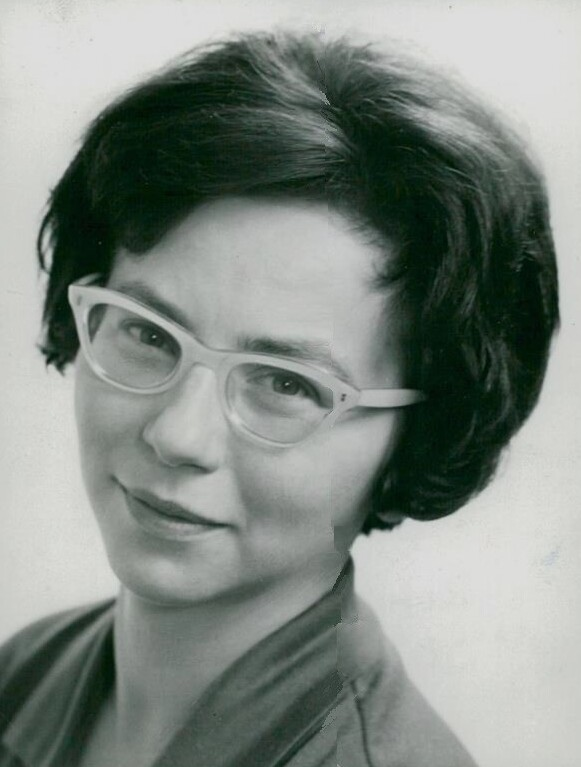
Cordelia Edvardson (* 1929)
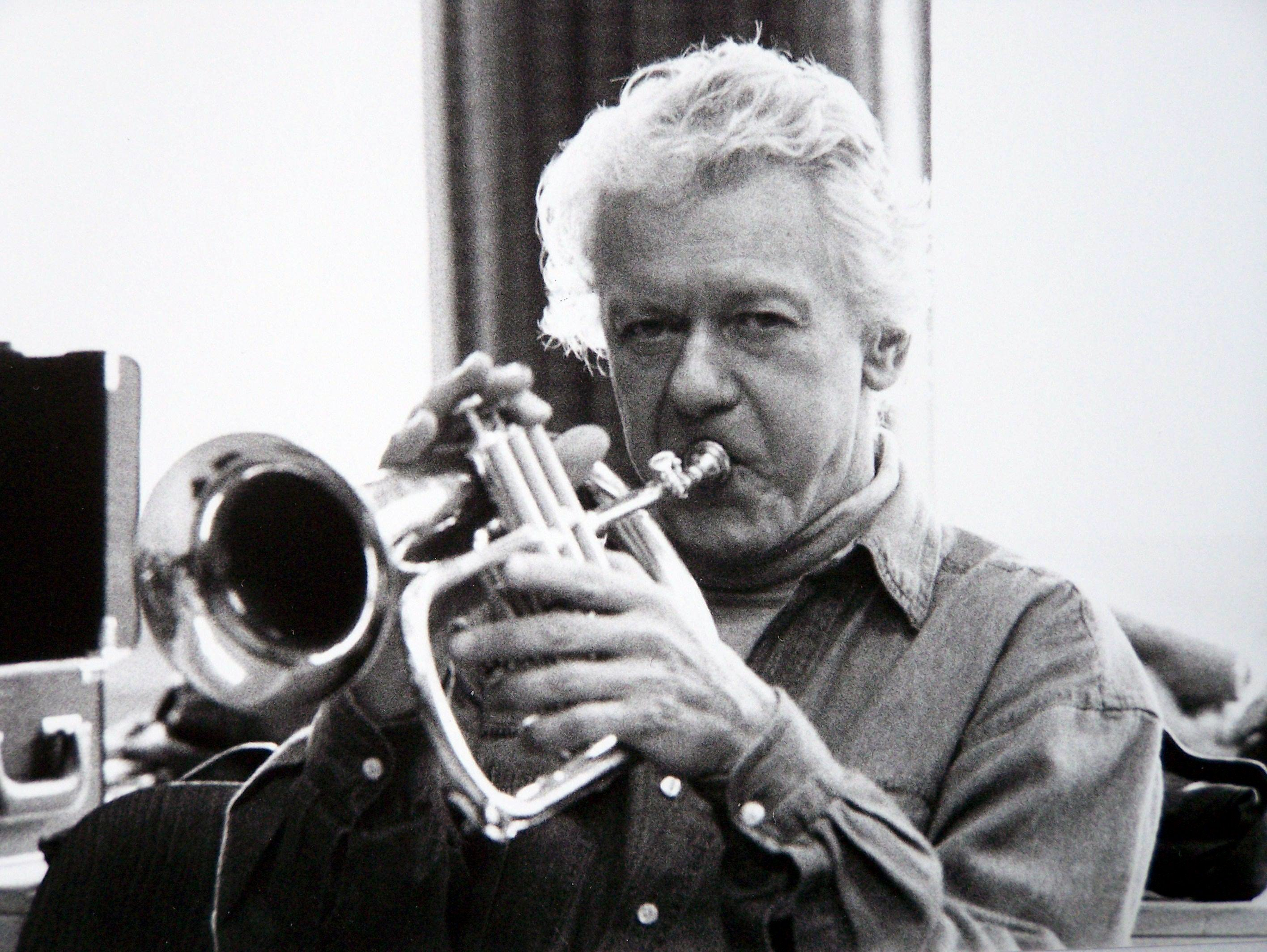
Ack van Rooyen (* 1930)
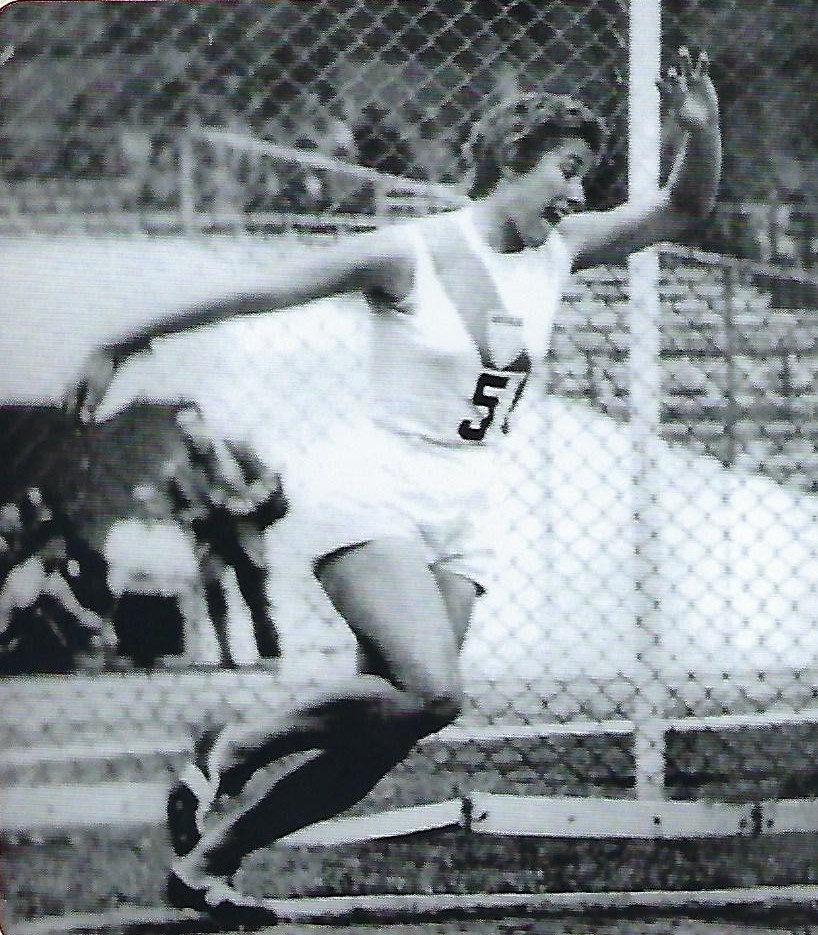
Ingeborg Pfüller (* 1932)
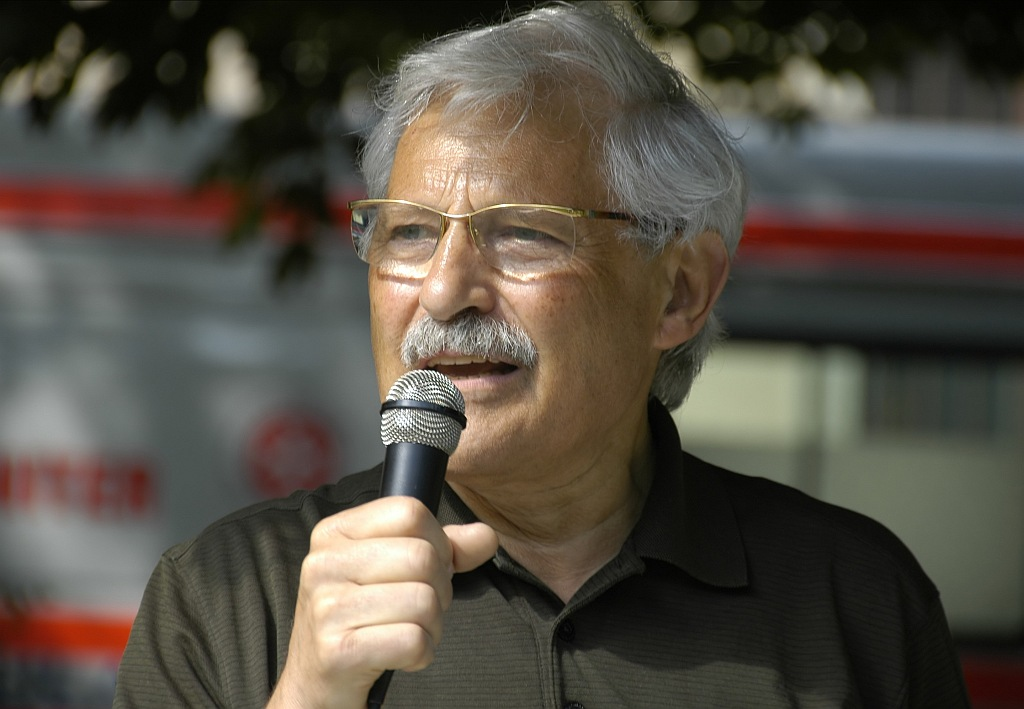
Heribert Rahdjian (* 1936)

- 1926: Ingeborg Feustel, deutsche Schriftstellerin
- 1926: Maria Frisé, deutsche Journalistin und Schriftstellerin
- 1926: Hilda Múdra, slowakische Eiskunstlauftrainerin österreichischer Herkunft
- 1926: Ruth Schmidt-Wiegand, deutsche Germanistin und Rechtshistorikerin
- 1926: Heinz-Josef Stammel, deutscher Pressefotograf, Journalist und Autor
- 1926: Claudio Villa, italienischer Sänger und Schauspieler
- 1926: Leon Weintraub, in Polen geborener Holocaustüberlebender und Zeitzeuge
- 1926: Detlev Witte, deutscher Schauspieler, Synchronsprecher und Hörspielregisseur
- 1927: Maurice Béjart, französischer Choreograf und Leiter des Béjart Ballets
- 1927: Ludwig E. Feinendegen, deutscher Strahlenmediziner
- 1927: Juliusz Łuciuk, polnischer Komponist
- 1927: Jean-Paul Mousseau, kanadischer Maler und Bildhauer
- 1927: Vernon L. Smith, US-amerikanischer Professor für Wirtschafts- und Rechtswissenschaften
- 1928: Ruth Frischmannová, Opfer des Holocaust
- 1928: Hap Sharp, US-amerikanischer Automobilrennfahrer
- 1928: Ernest Tidyman, US-amerikanischer Schriftsteller und Drehbuchautor
- 1928: Pranciškus Vaičekonis, litauischer Geistlicher, Kirchenrechtler und Professor
- 1928: Helen Westcott, US-amerikanische Schauspielerin
- 1929: Adil Atan, türkischer Ringer, Olympiamedaillengewinner
- 1929: Cordelia Edvardson, schwedisch-israelische Schriftstellerin
- 1929: Aulis Kallakorpi, finnischer Skispringer, Olympiamedaillengewinner
- 1930: Werner Heider, deutscher Komponist, Pianist und Dirigent
- 1930: Klaus Kindler, deutscher Schauspieler und Synchronsprecher
- 1930: Dschafar an-Numairi, sudanesischer Politiker, Premierminister, Staatspräsident
- 1930: Ack van Rooyen, niederländischer Jazz-Trompeter
- 1931: Sergei Iwanowitsch Adjan, russischer Mathematiker
- 1931: Jurij Grós, sorbischer Funktionär und Politiker, Vorsitzender der Domowina, Abgeordneter der Volkskammer
- 1932: Thomas Alder, deutscher Schauspieler
- 1932: Hans Burmeister, deutscher Grafiker und Maler
- 1932: Ferenc Czvikovszky, ungarischer Fechter
- 1932: Fritz Hakl, österreichischer Schauspieler
- 1932: Wirschinija Michajlowa, bulgarische Diskuswerferin
- 1932: Ingeborg Pfüller, argentinische Leichtathletin
- 1932: Jan Żurawski, polnischer Ringer
- 1933: Kikuji Kawada, japanischer Fotograf
- 1933: Ford Konno, US-amerikanischer Schwimmer, Olympiasieger
- 1933: Joe Orton, britischer Dramatiker
- 1933: Claus Ulrich Wiesner, deutscher Schriftsteller
- 1934: Rimgaudas Abraitis, litauischer Ingenieur und Energiewirtschaftler
- 1934: Lakhdar Brahimi, algerischer Diplomat und Politiker
- 1934: Horst Glassl, deutscher Historiker
- 1934: Alfred Gleitze, deutscher Kommunalpolitiker
- 1934: Hans Huber, deutscher Ringer und Boxer, Olympiamedaillengewinner
- 1935: Eiko Kadono, japanische Schriftstellerin
- 1936: Heribert Rahdjian, österreichischer Hotelier und Politiker
- 1936: Hans Schenk, deutscher Speerwerfer und Trainer
- 1937: Porter W. Anderson jr., US-amerikanischer Mikrobiologe
- 1937: Osvaldo Piro, argentinischer Bandoneonist und Tangokomponist
- 1938: Ertan Adatepe, türkischer Fußballspieler
- 1938: Carlo Franchi, italienischer Automobilrennfahrer
- 1938: Frank Langella, US-amerikanischer Schauspieler
- 1938: Staņislavs Lugailo, sowjetischer Volleyballspieler
- 1938: Masaharu Ueda, japanischer Kameramann
- 1938: Horst Waclawiak, deutscher Fußballspieler

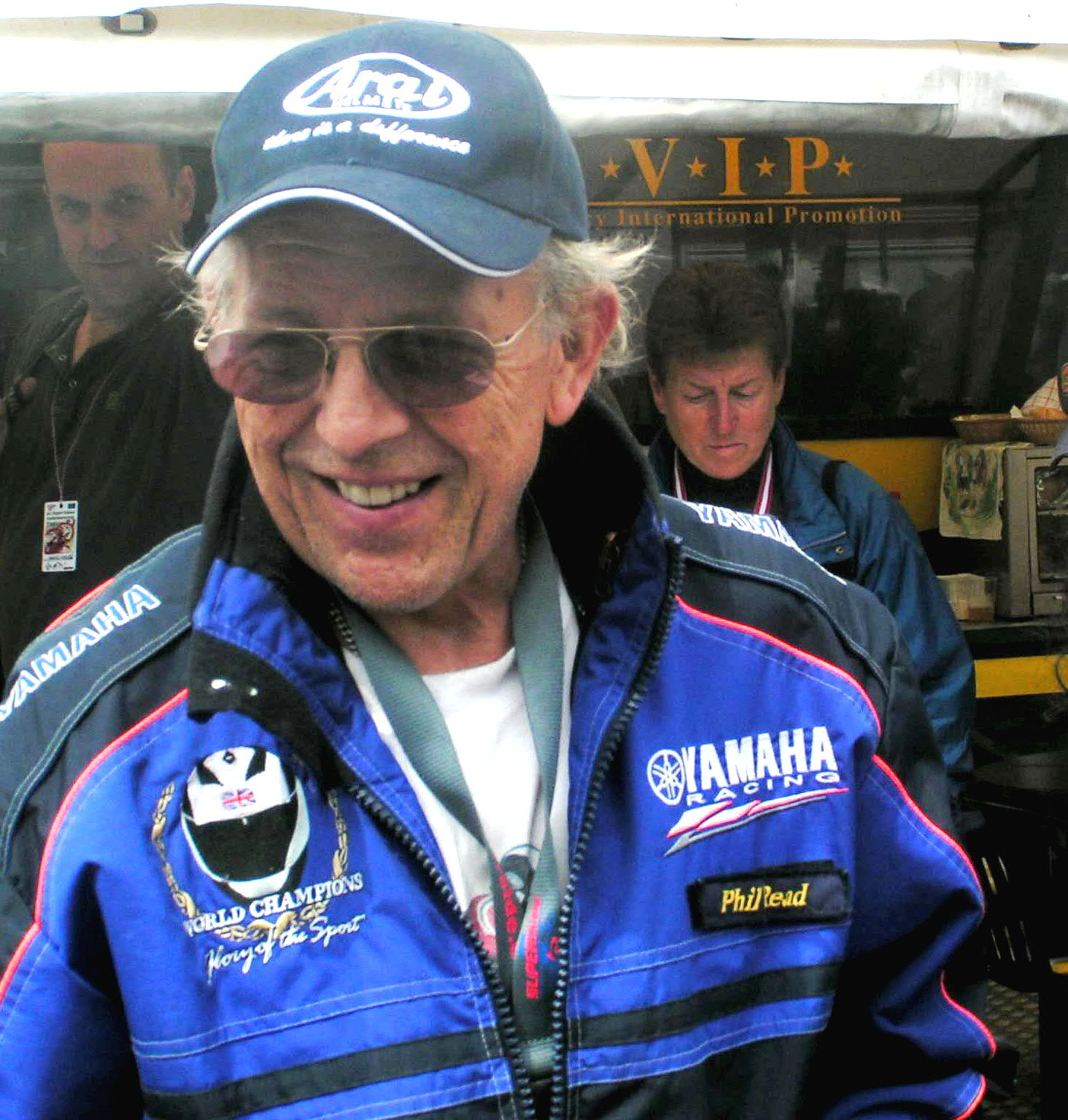
Phil Read (* 1939)
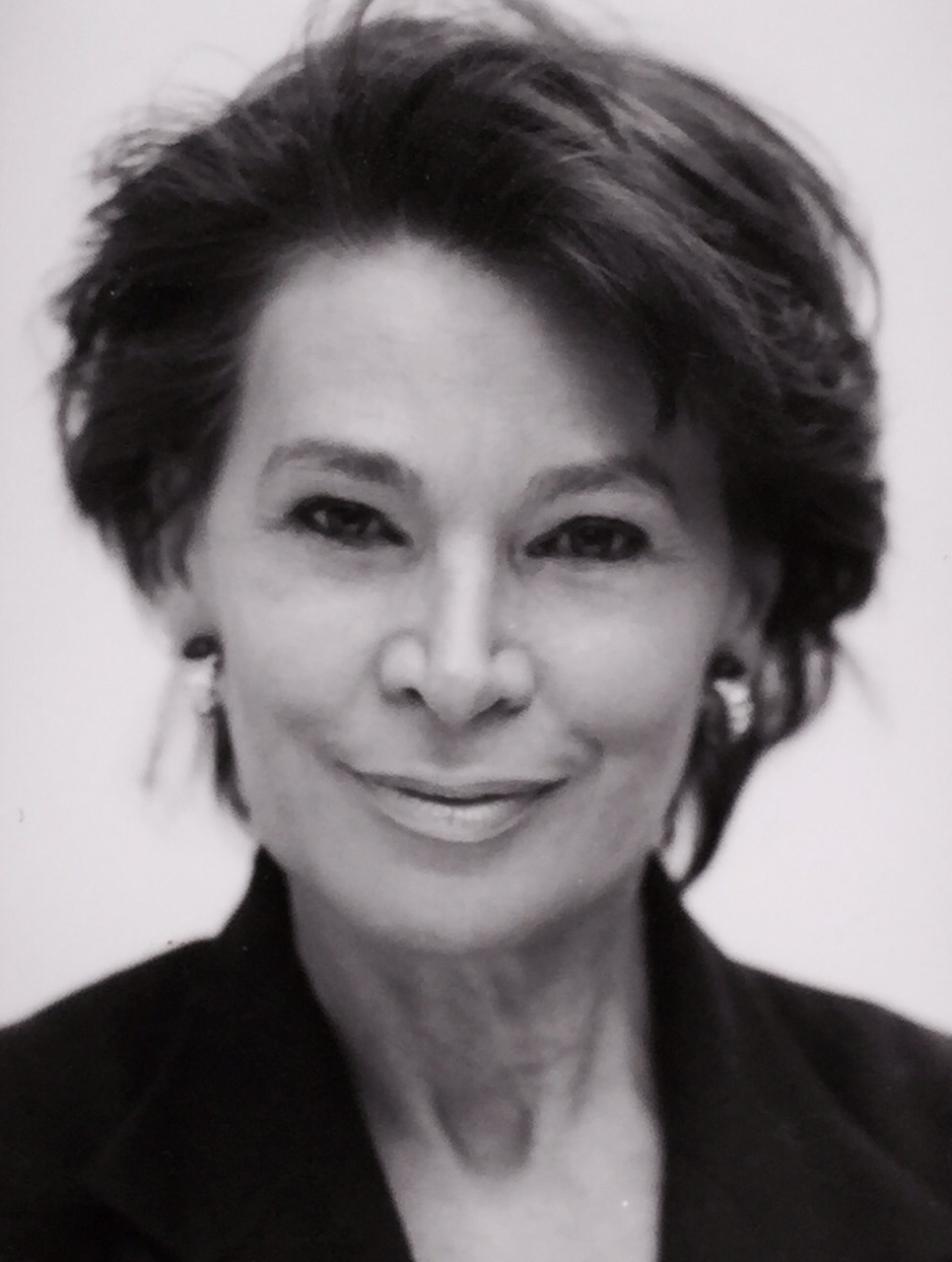
Porträt von Susanne von Loessl (* 1939)
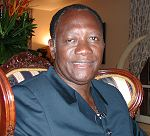
Alassane Ouattara (* 1942)
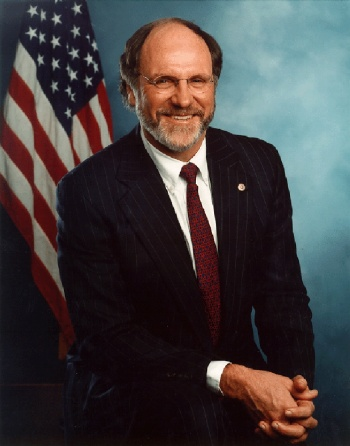
Jon Corzine (* 1947)
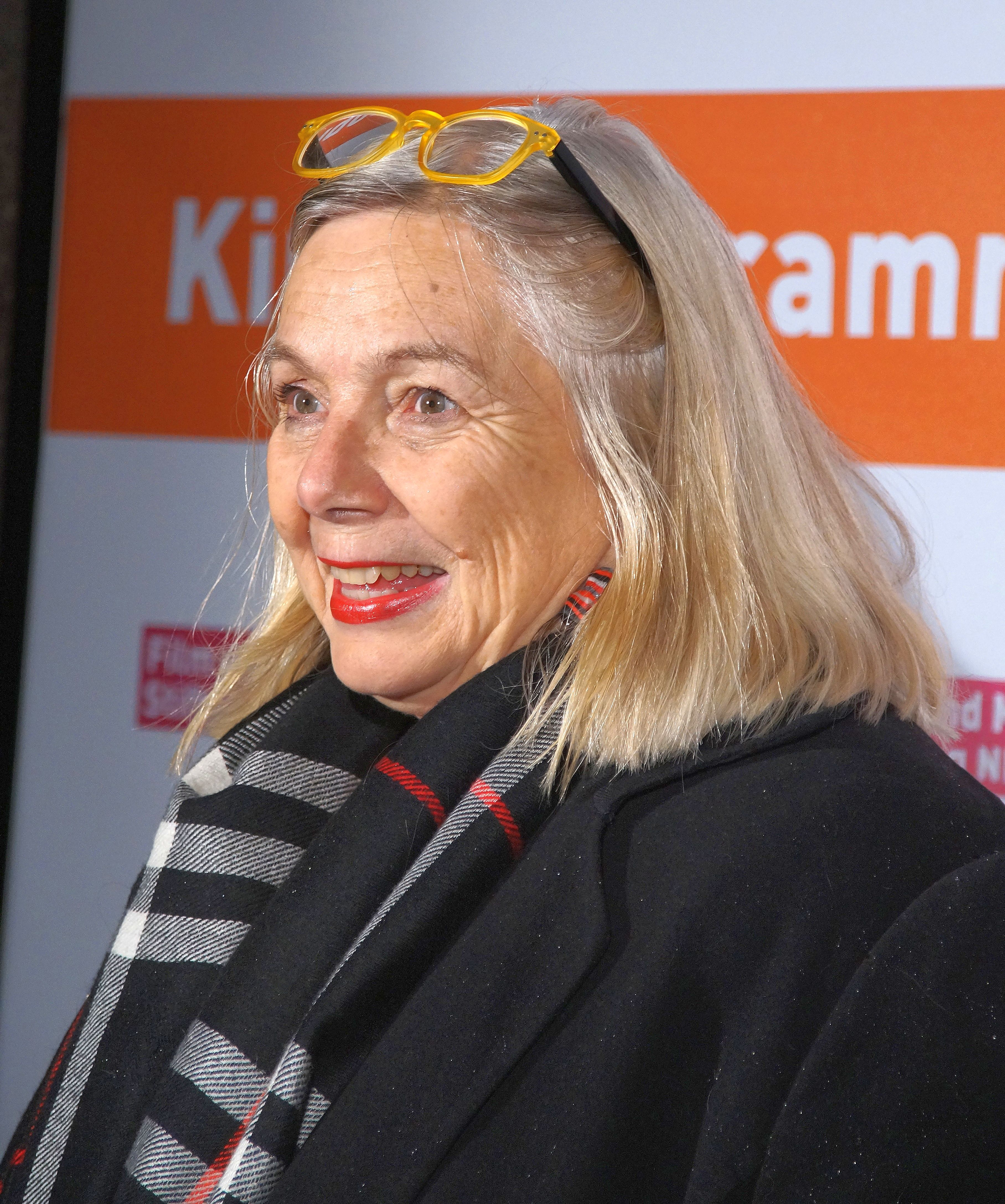
Uschi Reich (* 1949)

- 1939: Leonas Vaidotas Ašmantas, litauischer Wirtschaftsingenieur und Erfinder
- 1939: Leslie Gourse, US-amerikanische Jazzautorin und Journalistin
- 1939: Michèle Mercier, französische Schauspielerin
- 1939: Phil Read, britischer Motorradrennfahrer
- 1939: Raymond Touroul, französischer Automobilrennfahrer und Stuntman
- 1939: Franz Viehmann, deutscher Schauspieler
- 1939ː Susanne von Loessl, deutsche Schauspielerin und Autorin
- 1939: Willye White, US-amerikanische Leichtathletin, Olympiamedaillengewinnerin
- 1940: Ercan Aktuna, türkischer Fußballspieler, -trainer, -funktionär und -kolumnist
- 1940: Genya Ravan, US-amerikanische Rock-Sängerin
- 1940: Ludwig Reich, österreichischer Mathematiker und Hochschullehrer
- 1940: László Sáry, ungarischer Komponist, Pianist und Musikpädagoge
- 1941: Joseph Bessala, kamerunischer Boxer, Olympiamedaillengewinner
- 1941: Martin Evans, britischer Genetiker und Nobelpreisträger
- 1941: Roland Grip, schwedischer Fußballspieler und -trainer
- 1941: Fernando Suárez Paz, argentinischer Tango-Violinist
- 1942: Bruno Arcari, italienischer Boxer, Weltmeister
- 1942: Anne Duden, deutsche Schriftstellerin
- 1942: Edward Joseph Hoffman, US-amerikanischer Wissenschaftler
- 1942: Joe McDonald, US-amerikanischer Sänger und Songschreiber
- 1942: Alassane Ouattara, ivorischer Politiker und Volkswirt, Premierminister, Staatspräsident
- 1942: Idun Reiten, norwegische Mathematikerin
- 1942: Gerda Rogers, österreichische Astrologin
- 1942: Gennadi Wassiljewitsch Sarafanow, sowjetischer Kosmonaut
- 1943: Stanley Kamel, US-amerikanischer Schauspieler
- 1943: Mohamed Mahmoud Ould Ahmed Louly, mauretanischer Offizier und Politiker, Staatspräsident
- 1943: Richard Sennett, US-amerikanischer Soziologe
- 1943: Allan Starski, polnischer Szenenbildner
- 1943: Hans-Ulrich Thamer, deutscher Historiker
- 1944: Franco Agostinelli, italienischer Geistlicher, Bischof von Grosseto und Prato
- 1944: Umar al-Baschir, sudanesischer Offizier und Politiker, Staatspräsident
- 1944: Zafarullah Khan Jamali, pakistanischer Politiker, Minister, Premierminister
- 1944: Clemens Klockner, deutscher Professor
- 1945: Victor Ashe, US-amerikanischer Politiker und Botschafter
- 1945: Bernd Burgemeister,  deutscher Filmproduzent
- 1945: Ekkehard Göpelt, deutscher Sänger und Moderator
- 1945: Lutz Görner, deutscher Rezitator
- 1945: Helmut Hofmann, Brigadegeneral
- 1945: Kurt Huggler, schweizerischer Skirennläufer
- 1945: Jacky Ickx, belgischer Automobilrennfahrer
- 1945: Karen Korfanta, US-amerikanische Skirennläuferin
- 1945: Ludwig Lurz, deutscher Fußballspieler
- 1945: Werner Mück, österreichischer Journalist
- 1945: Antoine Oomen, niederländischer Pianist, Komponist und Dirigent
- 1945: Rüdiger Safranski, deutscher Schriftsteller
- 1945: Martin Schanche, norwegischer Automobilrennfahrer und Kommunalpolitiker
- 1945: Heinz-Hermann Schnabel, deutscher Verwaltungswirt und Politiker, MdL
- 1945: Zoltán Varga, ungarischer Fußballspieler
- 1945: Ken Wiederhorn, US-amerikanischer Film- und Fernsehregisseur
- 1946: Barbara Zakrzewska, polnische Komponistin
- 1946: Roberto Rivelino, brasilianischer Fußballspieler
- 1946: Werner Rom, bayerischer Volksschauspieler
- 1946: Horst-Rüdiger Schlöske, deutscher Leichtathlet
- 1947: Jon Corzine, US-amerikanischer Politiker, Senator, Gouverneur von New Jersey
- 1947: F. R. David, französisch-tunesischer Musiker
- 1947: Peter Fischli, Schweizer Schauspieler und Theaterregisseur
- 1947: Jane Olivor, US-amerikanische Popsängerin
- 1947: Helmut Schober, österreichischer Maler und Performancekünstler
- 1947: Wladimir Georgijewitsch Titow, sowjetischer Kosmonaut
- 1948: Alain Afflelou, französischer Optiker und Geschäftsmann
- 1948: Antonello Aglioti, italienischer Theater- und Filmregisseur, Kostüm- und Szenenbildner
- 1948: Javier Aguirresarobe, spanischer Kameramann
- 1948: İhsan Arslan, türkischer Politiker
- 1948: Heinz Blasey, deutscher Fußballspieler
- 1948: Jane Getz, US-amerikanische Jazzpianistin und Studiomusikerin
- 1948: Pawel Sergejewitsch Gratschow, sowjetischer und russischer Offizier und Politiker, Minister
- 1948: Dieter Okras, deutscher Schauspieler und Synchronsprecher
- 1949: Vehbi Akdağ, türkischer Ringer, Olympiamedaillengewinner
- 1949: Gerd Antos, deutscher Sprachwissenschaftler
- 1949: İzzet Avcı, türkischer Bogenschütze
- 1949: Olivia Goldsmith, US-amerikanische Schriftstellerin
- 1949: Dieter Montag, deutscher Schauspieler
- 1949: Thies Mynther, deutscher Musikproduzent, Texter und Komponist
- 1949: Uschi Reich, deutsche Filmproduzentin
- 1949: Borys Tarasjuk, ukrainischer Politiker, Außenminister
- 1949: Anne Trabant-Haarbach, deutsche Fußballspielerin
- 1949: Roland Weidle, deutscher Fußballspieler
- 1950: Morgan Fisher, britischer Keyboarder
- 1950: Alberto Jorge, argentinischer Fußballspieler
- 1950: Steve Ripley, US-amerikanischer Country- und Blues-Gitarrist
- 1950: W. G. Snuffy Walden, US-amerikanischer Komponist und Musiker

#### 1951–1975
- 1951: Luc Ferry, französischer Politiker und Philosoph, Minister

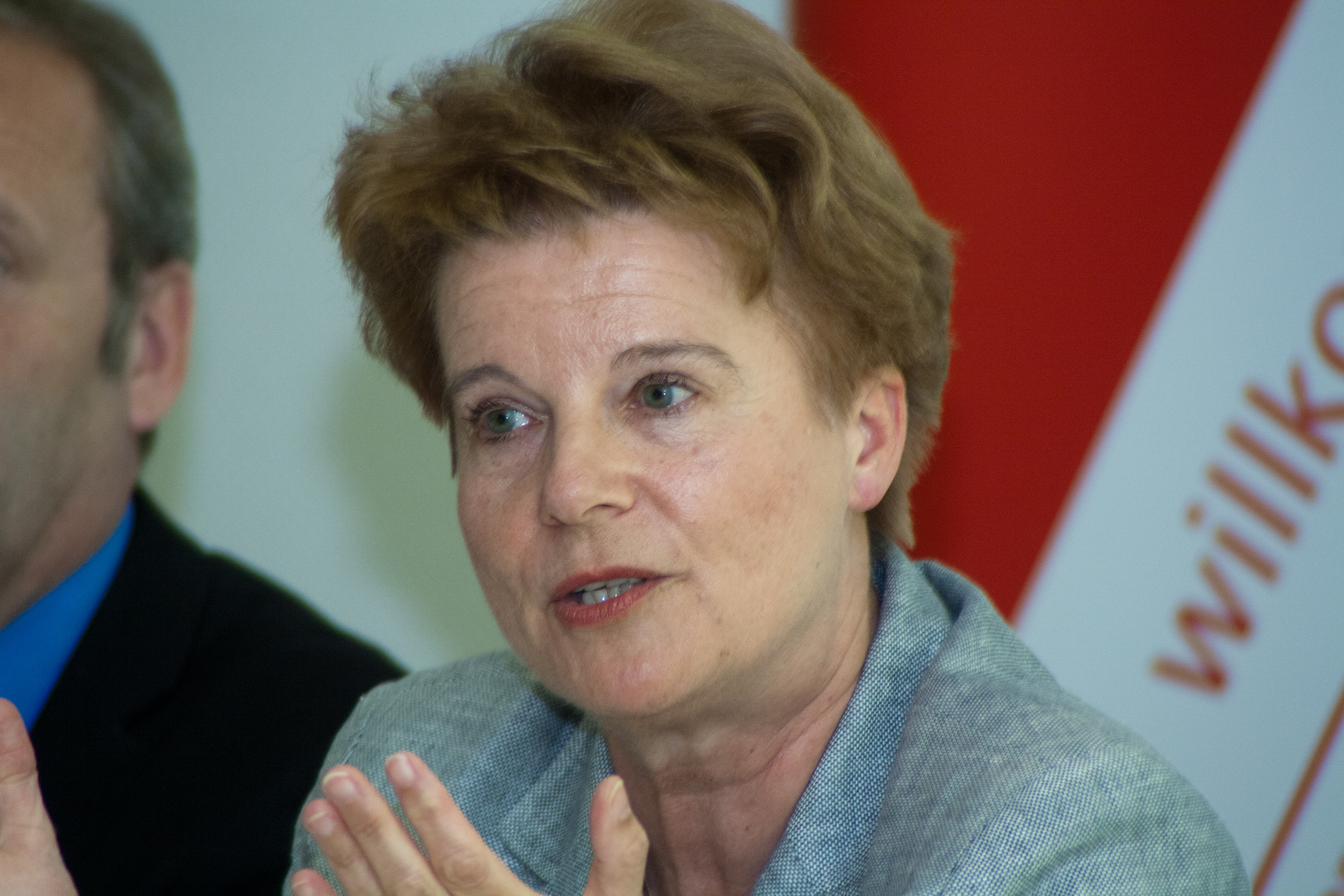
Ulrike Flach (* 1951)

- 1951: Ulrike Flach, deutsche Politikerin, MdB, Parlamentarische Staatssekretärin
- 1951: Gerd Leipold, deutscher Meteorologe
- 1951: Lars-Erik Nielsen, dänischer Unternehmer und Automobilrennfahrer
- 1951: Jim Rakete, deutscher Fotograf
- 1951: Ulrich Stockmann, deutscher Politiker, Abgeordneter der Volkskammer, MdB, MdEP
- 1951: Hans-Joachim Stuck, deutscher Automobilrennfahrer
- 1951: Gen’ichirō Takahashi, japanischer Schriftsteller
- 1951: Karl Wannemacher, deutscher Koch
- 1952: Ahn Sung-ki, südkoreanischer Schauspieler
- 1952: Enzo Balestrieri, italienischer Regisseur
- 1952: François Chatriot, französischer Rallyefahrer
- 1952: Steve Earle, US-amerikanischer Automobilrennfahrer
- 1952: Knut Folkerts, deutscher Terrorist (RAF)
- 1952: Mahamadou Issoufou, nigrischer Politiker
- 1952: Urs Leimgruber, Schweizer Saxophonist
- 1952: Juryj Sacharanka, belarussischer Politiker und Aktivist, Minister
- 1953: Alpha Blondy, ivorischer Musiker

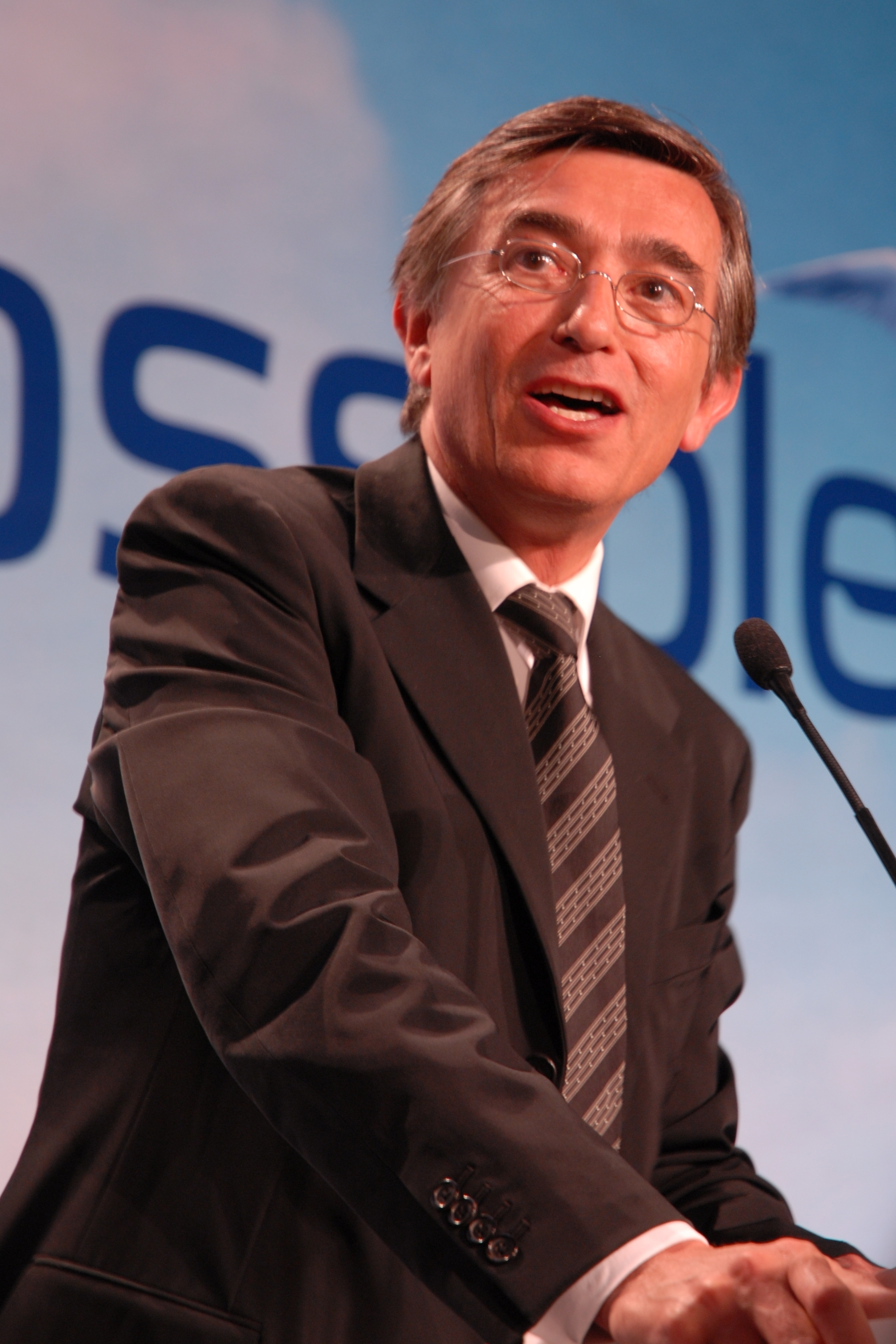
Philippe Douste-Blazy (* 1953)

- 1953: Philippe Douste-Blazy, französischer Politiker, mehrfacher Minister, MdEP
- 1953: Toyin Falola, nigerianischer Historiker
- 1953: Gary E. Johnson, US-amerikanischer Politiker, Gouverneur von New Mexico
- 1954: Korhan Abay, türkischer Schauspieler
- 1954: Fola Adeola, nigerianischer Politiker
- 1954: Aram Ateşyan, armenischer Geistlicher, stellvertretender Patriarch von Konstantinopel, Oberhaupt der armenisch-apostolischen Kirche in der Türkei
- 1954: Trutz Graf Kerssenbrock, deutscher Jurist und Politiker, MdL
- 1954: Claudia Scheler, deutsche Politikerin, MdL
- 1955: Ekrem Al, türkischer Fußballtrainer
- 1955: Alexandru Athanasiu, rumänischer Jurist und Politiker, Minister
- 1956: Sergei Wassiljewitsch Awdejew, russischer Kosmonaut
- 1956: George Gallo, US-amerikanischer Drehbuchautor, Filmregisseur und Filmproduzent

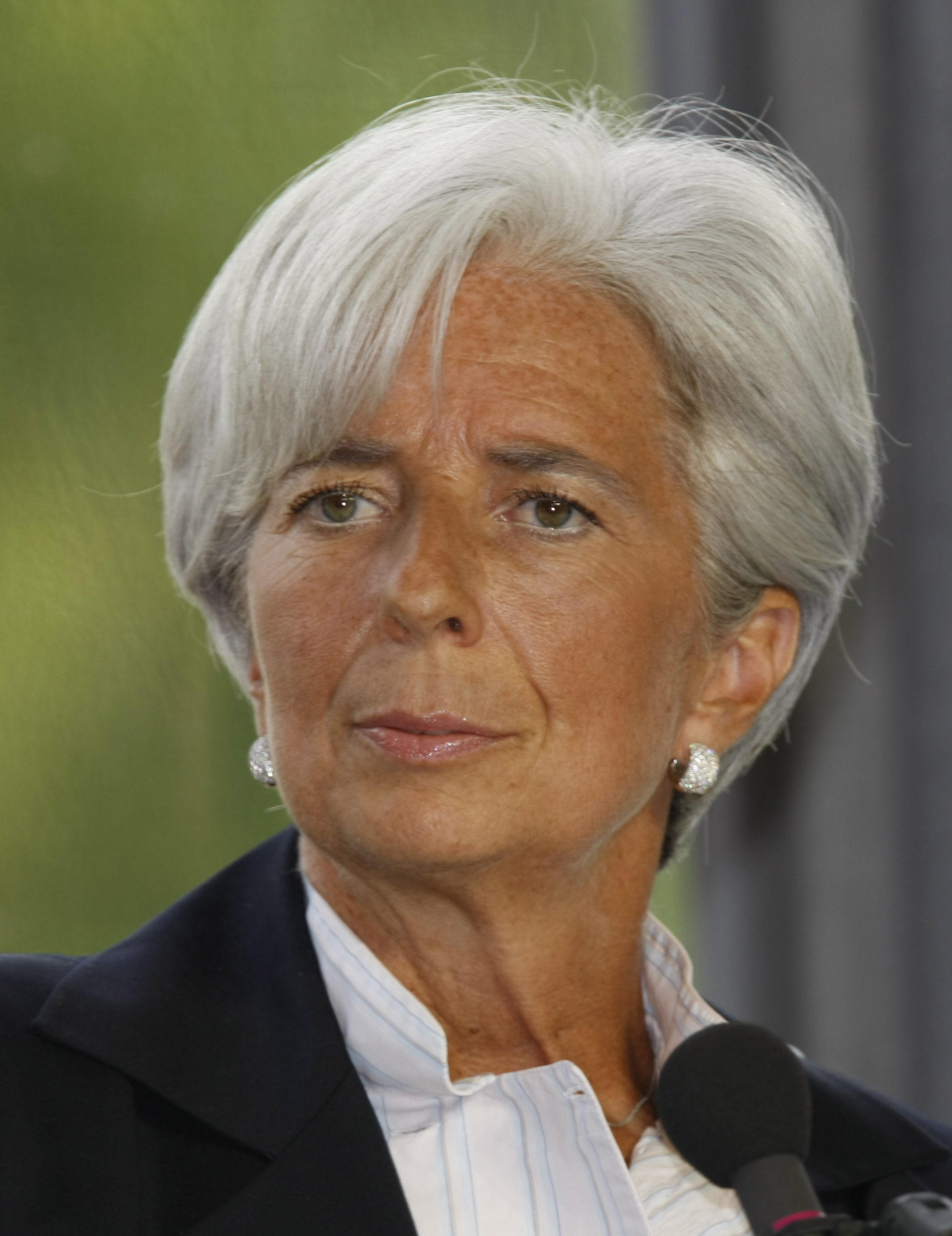
Christine Lagarde (* 1956)

- 1956: Christine Lagarde, französische Juristin und Politikerin, Ministerin, Präsidentin der Europäischen Zentralbank
- 1956: Sheila McCarthy, kanadische Schauspielerin
- 1956: Sergei Nikolajewitsch Starostin, russischer Jazz- und Worldklarinettist und -sänger
- 1956: Kōji Yakusho, japanischer Schauspieler
- 1957: Jennifer Edwards, US-amerikanische Schauspielerin
- 1957: Luis Guzmán, US-amerikanischer Schauspieler
- 1958: Laima Liucija Andrikienė, litauische Politikerin, MdEP
- 1958: Grandmaster Flash, US-amerikanischer Rapper, DJ und Hip-Hop-Produzent
- 1958: Michael Poliza, deutscher Schauspieler, Unternehmer, Autor und Fotograf
- 1958: Henriette Youanga, zentralafrikanische Bogenschützin
- 1959: Michael Didi Adgum Mangoria, sudanesischer Geistlicher, Bischof von El Obeid, Erzbischof von Khartum
- 1959: Azali Assoumani, kormorischer Offizier und Politiker, Staatspräsident
- 1959: Roland Eugen Beiküfner, deutscher Schauspieler
- 1959: Jane Comerford, australische Sängerin
- 1959: Abdul Ahad Momand, afghanischer Kosmonaut
- 1960: Mohamed Bazoum, nigrischer Politiker
- 1960: Hans-Peter Makan, deutscher Fußballspieler
- 1960: Frank Minnifield, US-amerikanischer American-Football-Spieler
- 1960: James O’Barr, US-amerikanischer Comiczeichner
- 1960: Michael Seibert, US-amerikanischer Eiskunstläufer
- 1960: Axel Wintermeyer, deutscher Politiker, MdL, Leiter der Hessischen Staatskanzlei
- 1961: Ursula Maria Burkhart, deutsche Schauspielerin
- 1961: Ettore Dotti, italienischer Ordensgeistlicher

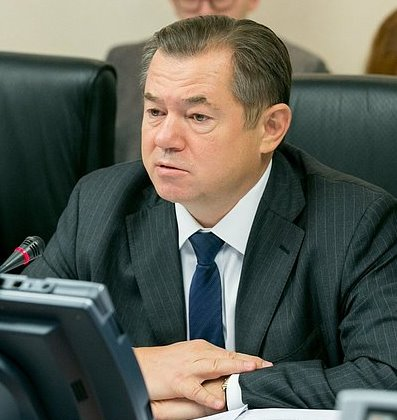
Sergei Glasjew (* 1961)

- 1961: Sergei Jurjewitsch Glasjew, russischer Ökonom und Politiker, Minister
- 1961: Ihar Hermjantschuk, belarussischer Journalist
- 1961: Mochiru Hoshisato, japanische Mangaka
- 1961: Albin Killat, deutscher Wasserspringer
- 1961: Sven Regener, deutscher Musiker und Schriftsteller
- 1961: Henning Ziebritzki, deutscher Verleger und Schriftsteller
- 1962: Carlos Gómez, US-amerikanischer Schauspieler
- 1962: Sven Nylander, schwedischer Leichtathlet
- 1962: Eva Rossmann, österreichische Journalistin und Autorin
- 1962: Vasile Năstase, rumänischer Ruderer, Weltmeister, Olympiamedaillengewinner
- 1963: Milo Aukerman, US-amerikanischer Sänger
- 1963: Alberigo Evani, italienischer Fußballspieler und -trainer
- 1963: Dražen Ladić, kroatischer Fußballspieler
- 1963: Asad Schwarz, deutscher Schauspieler und Synchronsprecher
- 1964: Dedee Pfeiffer, US-amerikanische Schauspielerin
- 1964: Nate Tubbs, US-amerikanischer Schwergewichtsboxer
- 1965: Nedeljko Bajić, jugoslawisch-bosnisch-serbischer Sänger
- 1965: Zhou Jihong, chinesische Wasserspringerin, Olympiasiegerin
- 1965: Lisa Roberts Gillan, US-amerikanische Filmschauspielerin
- 1965: Šaban Trstena, jugoslawischer bzw. nordmazedonischer Ringer, Olympiasieger
- 1966: Nikolai Guljajew, russischer Eisschnellläufer, Weltmeister, Olympiasieger
- 1966: Heike Hänsel, deutsche Politikerin, MdB
- 1967: LTJ Bukem, britischer DJ, Musiker und Musikproduzent
- 1967: Tim Dog, US-amerikanischer Rapper
- 1967: Volker Scheurell, deutscher Politiker
- 1967: Sharon Small, britische Schauspielerin
- 1968: Michael Deffert, deutscher Schauspieler und Synchronsprecher

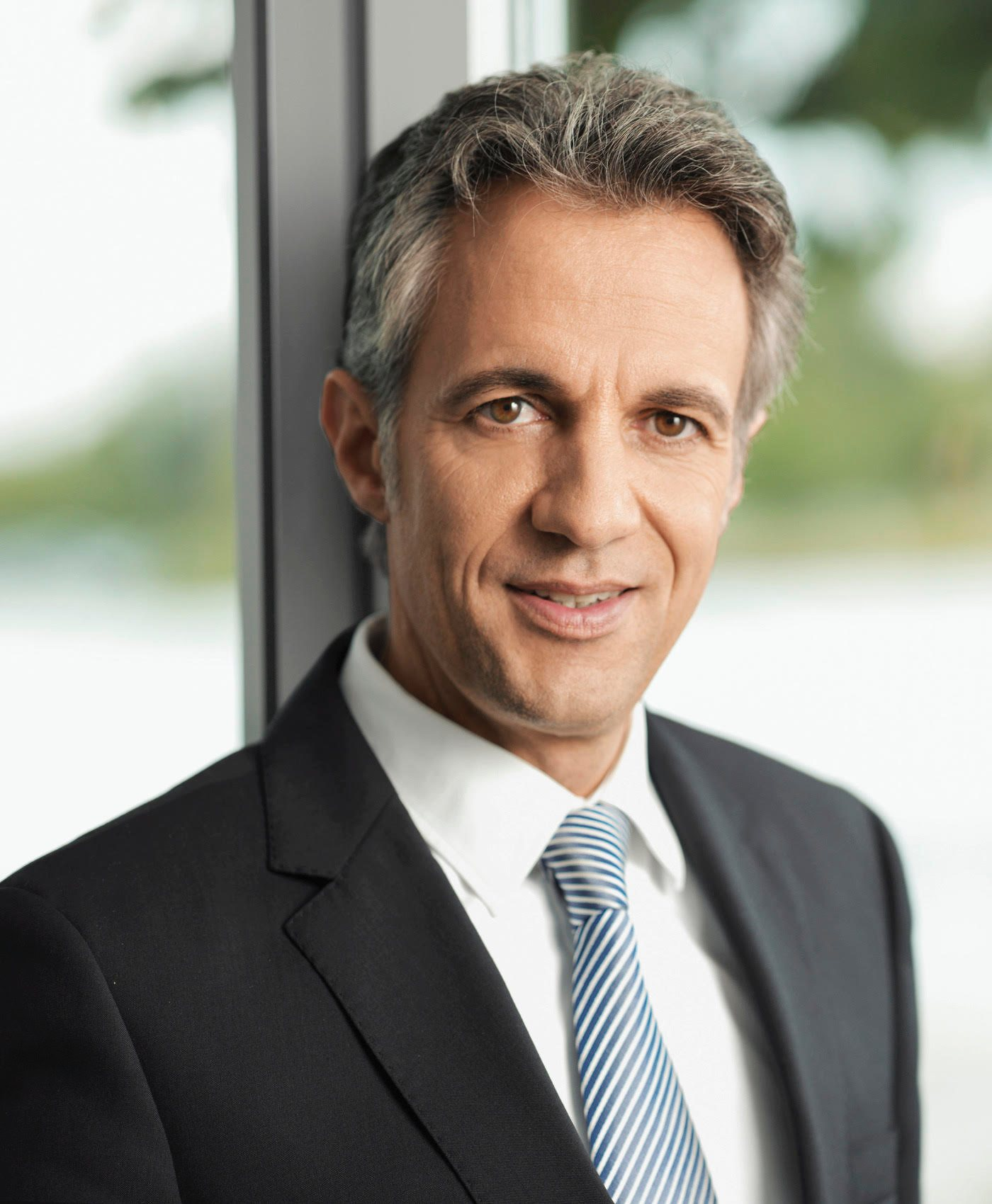
Jörg Dräger (* 1968)

- 1968: Jörg Dräger, deutscher Physiker, parteiloser Politiker und Manager, Senator in Hamburg
- 1968: Ceri Seel, britischer Schauspieler
- 1968: Joey Stefano, US-amerikanischer Pornodarsteller
- 1968: Davor Šuker, kroatischer Fußballspieler
- 1969: Andrea Ashworth, englische Autorin und Literaturwissenschaftlerin
- 1969: Morris Chestnut, US-amerikanischer Schauspieler
- 1969: Paul Lawrie, britischer Golfspieler
- 1969: Yvonne Sciò, italienische Schauspielerin
- 1970: Markus von Ahlen, deutscher Fußballspieler
- 1970: Sergei Wjatscheslawowitsch Kirjakow, russischer Fußballspieler
- 1970: Robia LaMorte, US-amerikanische Schauspielerin
- 1970: Anselmo Robbiati, italienischer Fußballspieler
- 1970: Fredro Starr, US-amerikanischer Rapper und Schauspieler
- 1971: Jay Ashley, US-amerikanischer Pornodarsteller und -regisseur

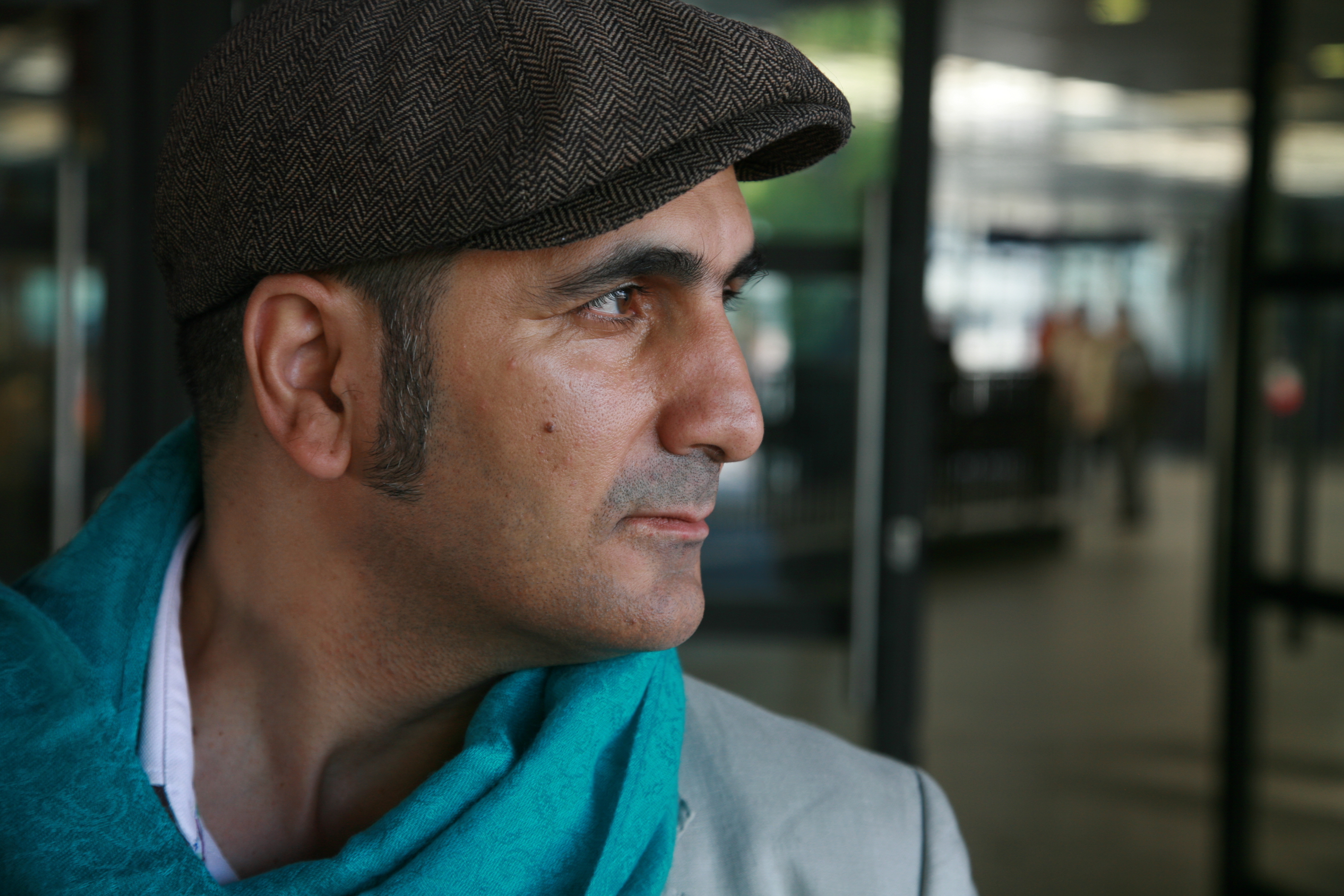
Tuncay Gary (* 1971)

- 1971: Tuncay Gary, deutscher Schauspieler und Dichter
- 1971: Carsten Lang, deutscher Eishockey- und Inline-Skaterhockeyspieler sowie Inline-Skaterhockey-Bundestrainer
- 1971: Paula Paul, deutsche Schauspielerin
- 1971: Alexander Pointner, österreichischer Skispringer und Skisprungtrainer
- 1972: Marou Amadou, nigrischer Jurist und Politiker, Minister
- 1972: Micaela Nevárez, puerto-ricanische Schauspielerin
- 1972: Giovanni Pretorius, südafrikanischer Boxer
- 1972: Lilian Thuram, französischer Fußballspieler
- 1973: Mohamad Ahansal, marokkanischer Langstreckenläufer
- 1973: Malik Arrendell, deutscher Basketballspieler
- 1973: Shelda Bede, brasilianische Beachvolleyballspielerin
- 1973: Oliver Bürgin, Schweizer Schauspieler
- 1973: Aslan Kərimov, aserbaidschanischer Fußballspieler
- 1973: Yasmine Lafitte, franko-marokkanische Pornodarstellerin

- 1973: André Marx, deutscher Autor

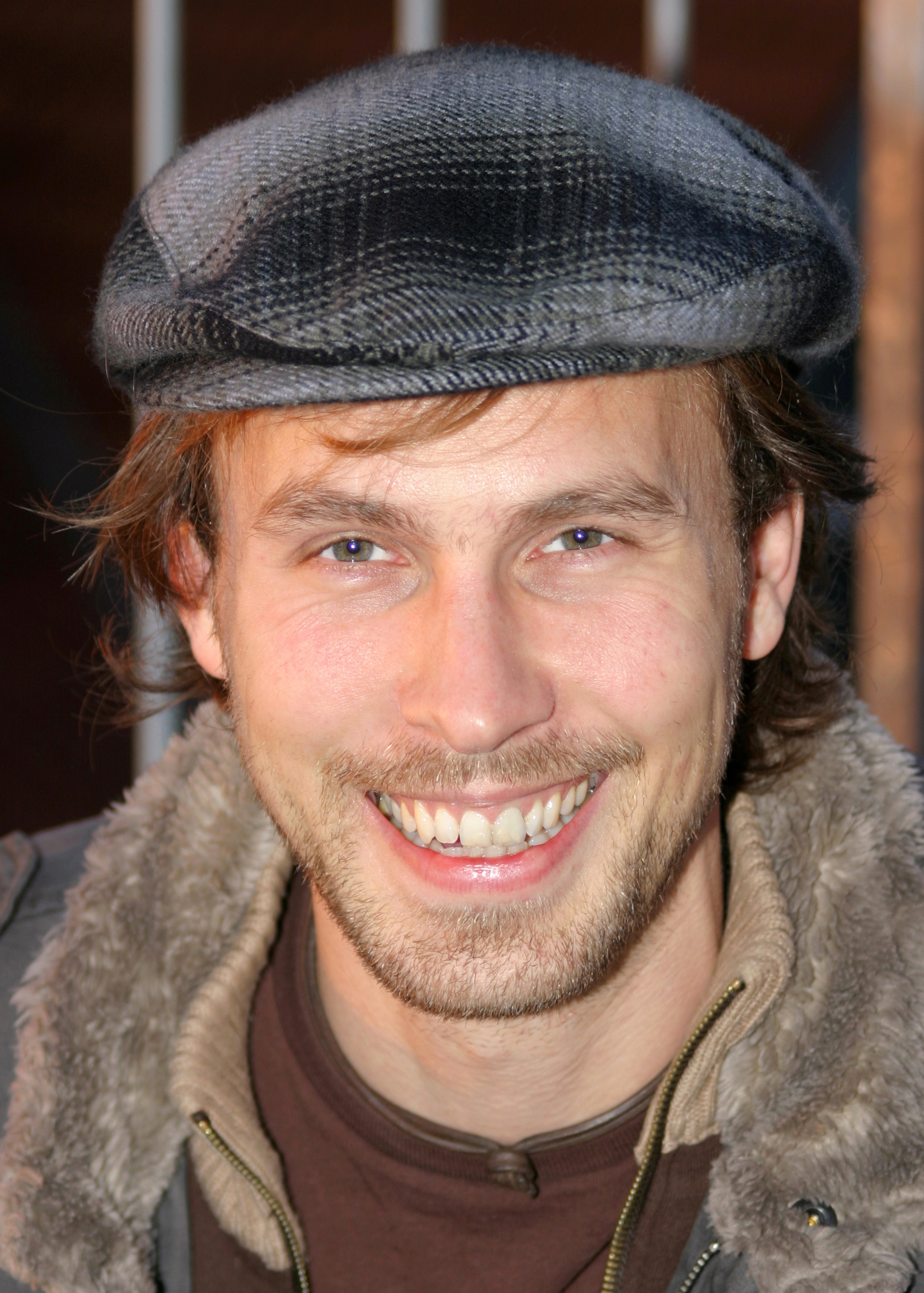
André Marx (* 1973)

- 1974: Franziska Arndt, deutsche Schauspielerin
- 1974: Janine Ast, deutsche Volleyballspielerin
- 1974: Constantinos Carydis, griechischer Dirigent
- 1974: Marco Schreyl, deutscher Fernsehmoderator
- 1974: Zabine, österreichische Musikerin
- 1975: Chris Anstey, australischer Basketballspieler und -trainer
- 1975: Antti-Pekka Auvinen, finnischer Telemarker und Skirennläufer
- 1975: Christoph Bach, deutscher Schauspieler
- 1975: Élodie Frenck, französisch-schweizerische Schauspielerin
- 1975: Eiichirō Oda, japanischer Mangaka
- 1975: Makis Papadimitriou, griechischer Schauspieler
- 1975: Francesco Piovanetti, puerto-ricanischer Investmentbanker und Automobilrennfahrer
- 1975: Roman Slobodjan, deutscher Schachspieler
- 1975: Andreas Wels, deutscher Wasserspringer, Olympiamedaillengewinner

#### 1976–2000

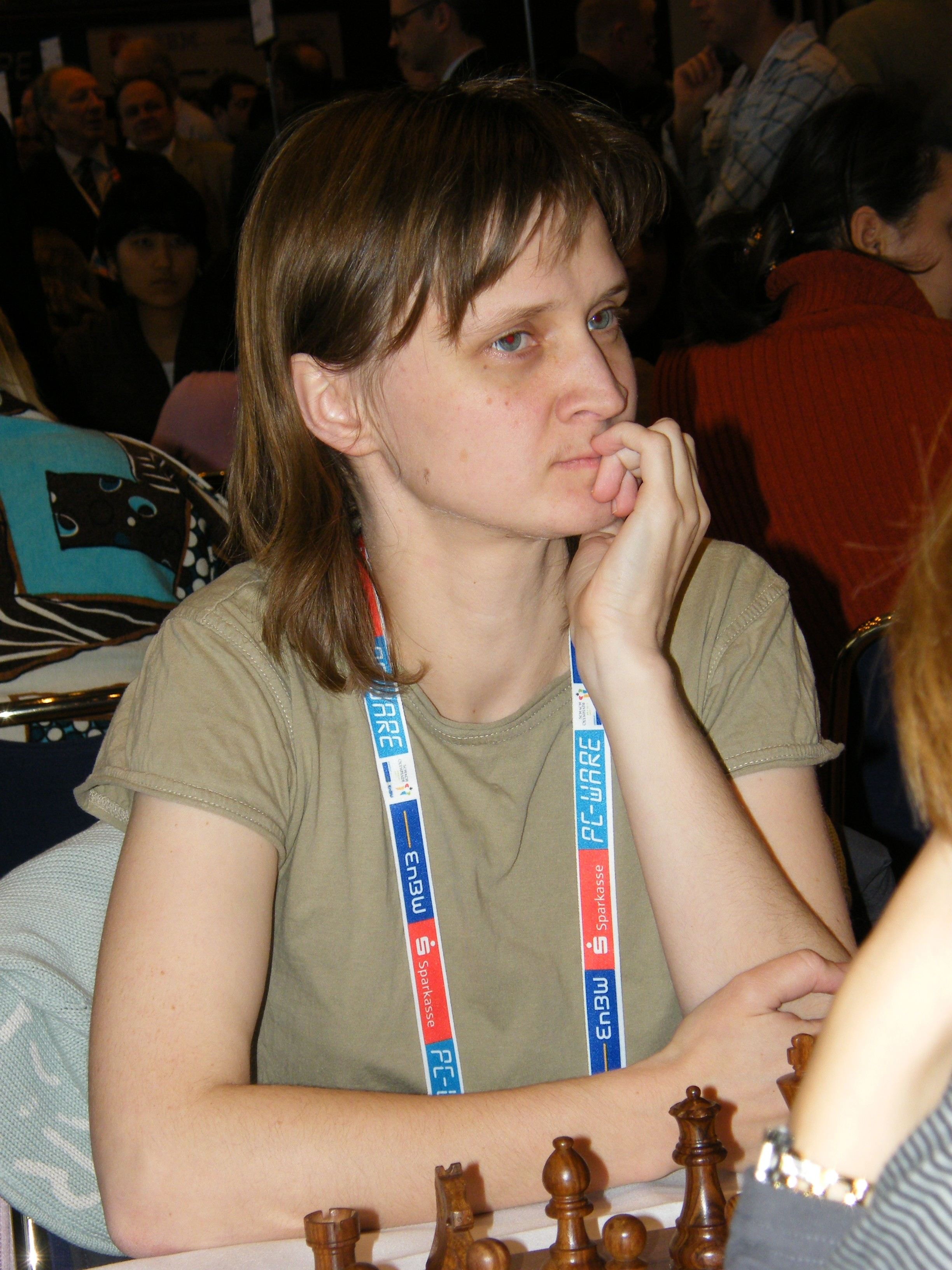
Dagnė Čiukšytė (* 1977)
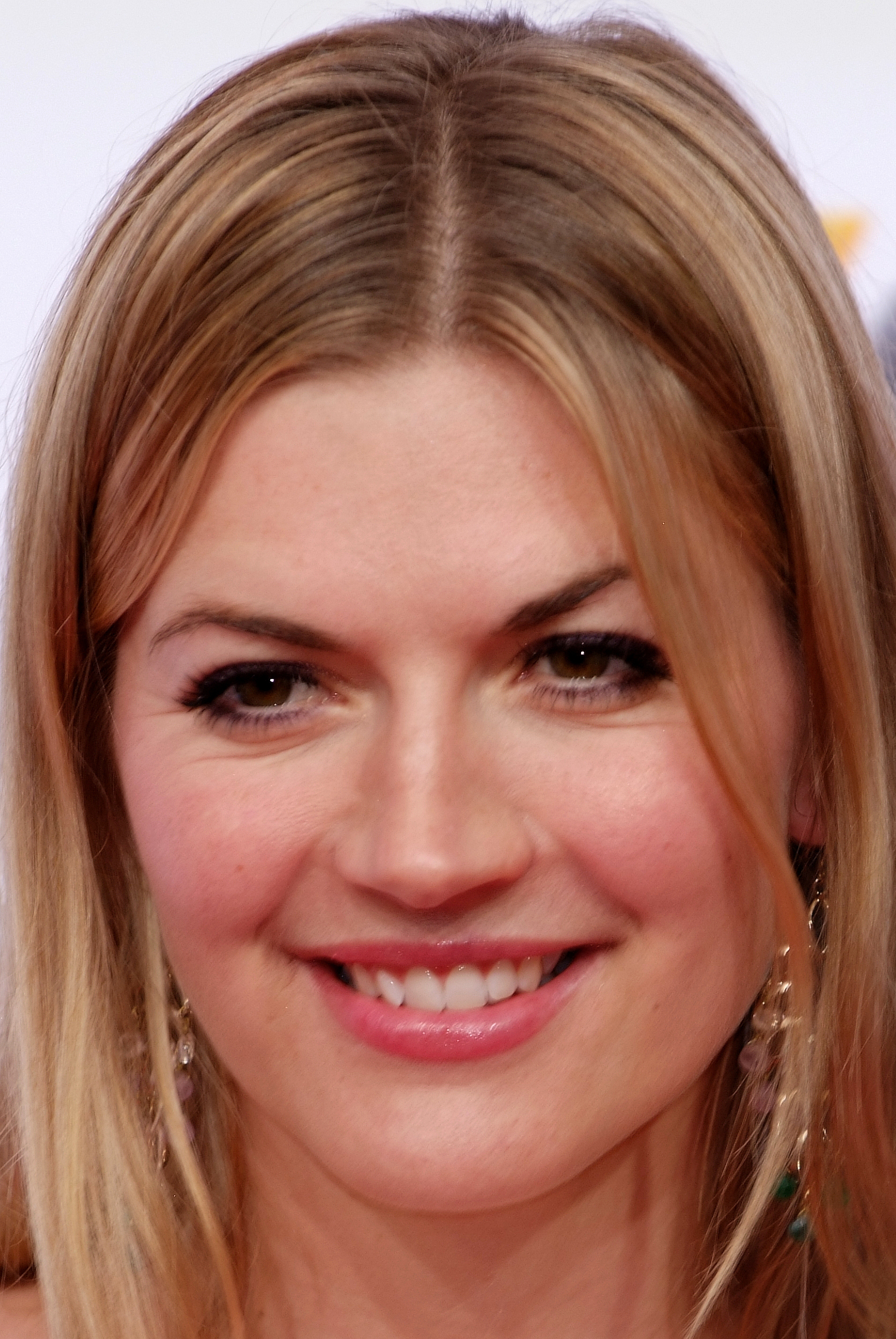
Nina Bott (* 1978)
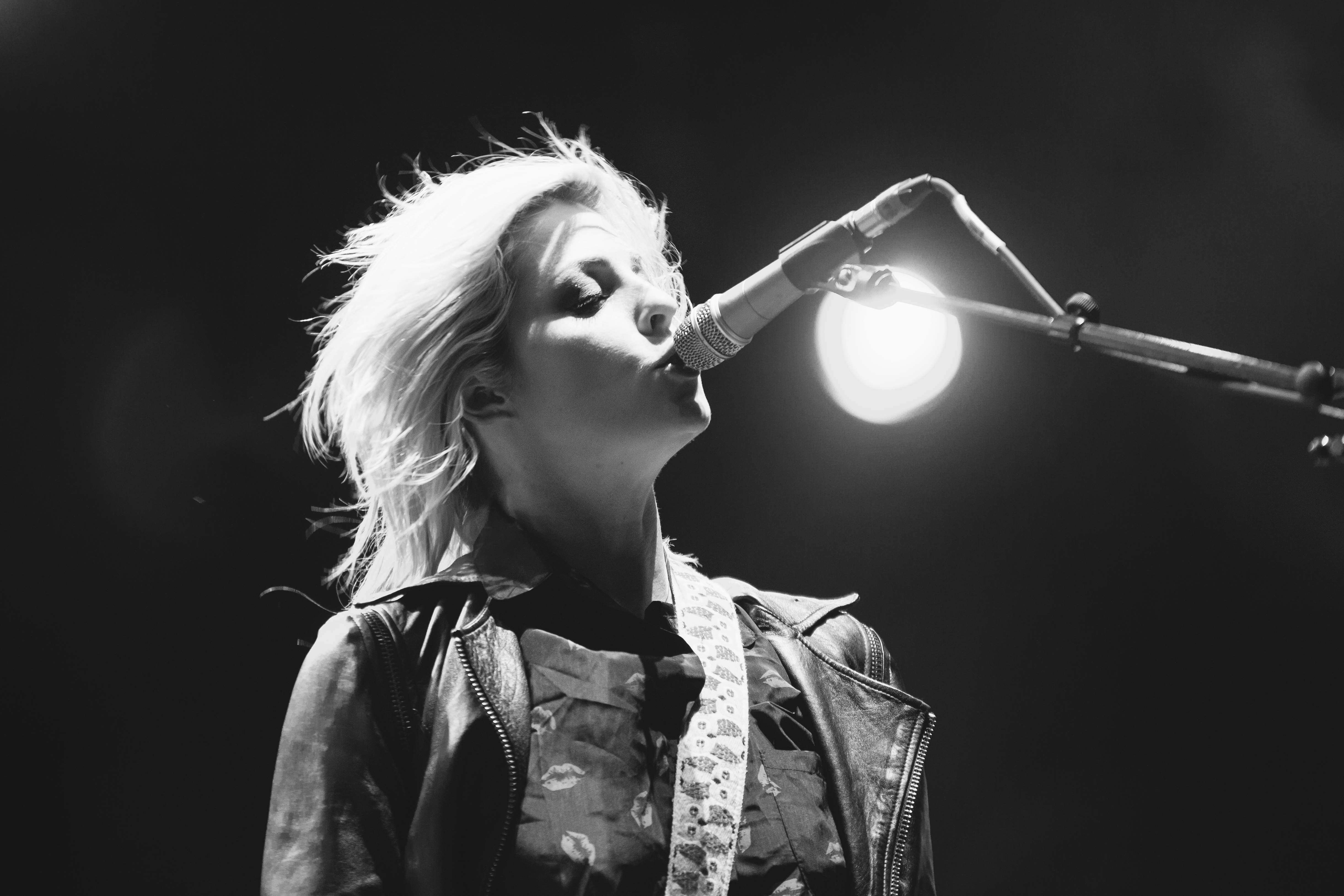
Brody Dalle (* 1979)

- 1976: Mustafa Doğan, deutscher Fußballspieler
- 1976: Bojan Filipović, serbischer Fußballspieler
- 1976: Just Jack, britischer Musiker
- 1976: Kuljeet Randhawa, indische Schauspielerin
- 1976: Marko Topić, bosnischer Fußballspieler
- 1976: Zlatko Trpkovski, deutsches Medienphänomen
- 1977: Abdihakem Abdirahman, US-amerikanischer Langstreckenläufer
- 1977: Tine Acke, deutsche Fotografin und Designerin
- 1977: Brian Boucher, US-amerikanischer Eishockeyspieler
- 1977: Dagnė Čiukšytė, litauisch-britische Schachspielerin, Internationaler Meister
- 1977: Krzysztof Ratajski, polnischer Dartspieler
- 1977: Hasan Salihamidžić, bosnisch-herzegowinischer Fußballspieler
- 1977: Lars Schieske, deutscher Politiker
- 1977: Oliver Thomas, deutscher Sänger
- 1978: Nina Bott, deutsche Schauspielerin
- 1979: Vidya Balan, indische Schauspielerin
- 1979: Brody Dalle, australische Sängerin und Gitarristin
- 1979: Klaus Handler, österreichischer Politiker, LAbg
- 1979: Adil Kaouch, marokkanischer Leichtathlet
- 1979: Ingo Kindervater, deutscher Badmintonspieler
- 1979: Dingko Singh, indischer Boxer
- 1979: Wjatscheslaw Swiderskyj, ukrainischer Fußballspieler
- 1980: Maike Billitis, deutsche Schauspielerin
- 1980: Richie Faulkner, britischer Rockmusiker
- 1981: Yacine Abdessadki, französisch-marokkanischer Fußballspieler
- 1981: Jonas Armstrong, irischer Schauspieler
- 1981: Zsolt Baumgartner, ungarischer Automobilrennfahrer
- 1981: Moumouni Dagano, burkinischer Fußballspieler
- 1981: Mladen Petrić, schweizerisch-kroatischer Fußballspieler
- 1982: Caroline Korneli, deutsche Fernseh- und Radiomoderatorin und Schauspielerin
- 1982: David Nalbandian, argentinischer Tennisspieler
- 1982: Egidio Arévalo Ríos, uruguayischer Fußballspieler
- 1983: Yannick Erkenbrecher, deutscher Fernsehjournalist und Sportreporter
- 1983: Ruibo Qian,  US-amerikanische Schauspielerin
- 1984: Mubarak Al Rumaihi, katarischer Springreiter
- 1984: Malick Badiane, senegalesischer Basketballspieler
- 1984: Aaron Beeney, englischer Dartspieler
- 1984: Christian Eigler, deutscher Fußballspieler
- 1984: Paolo Guerrero, peruanischer Fußballspieler
- 1984: Jon O’Bir, britischer Trance-DJ und -Produzent
- 1985: Denis Maratowitsch Abdullin, russischer Eishockeyspieler
- 1985: Veysel Aksu, türkischer Fußballspieler
- 1985: Jesper Arvidsson, schwedischer Fußballspieler
- 1985: Jannis Bäcker deutscher Bobfahrer, Weltmeister

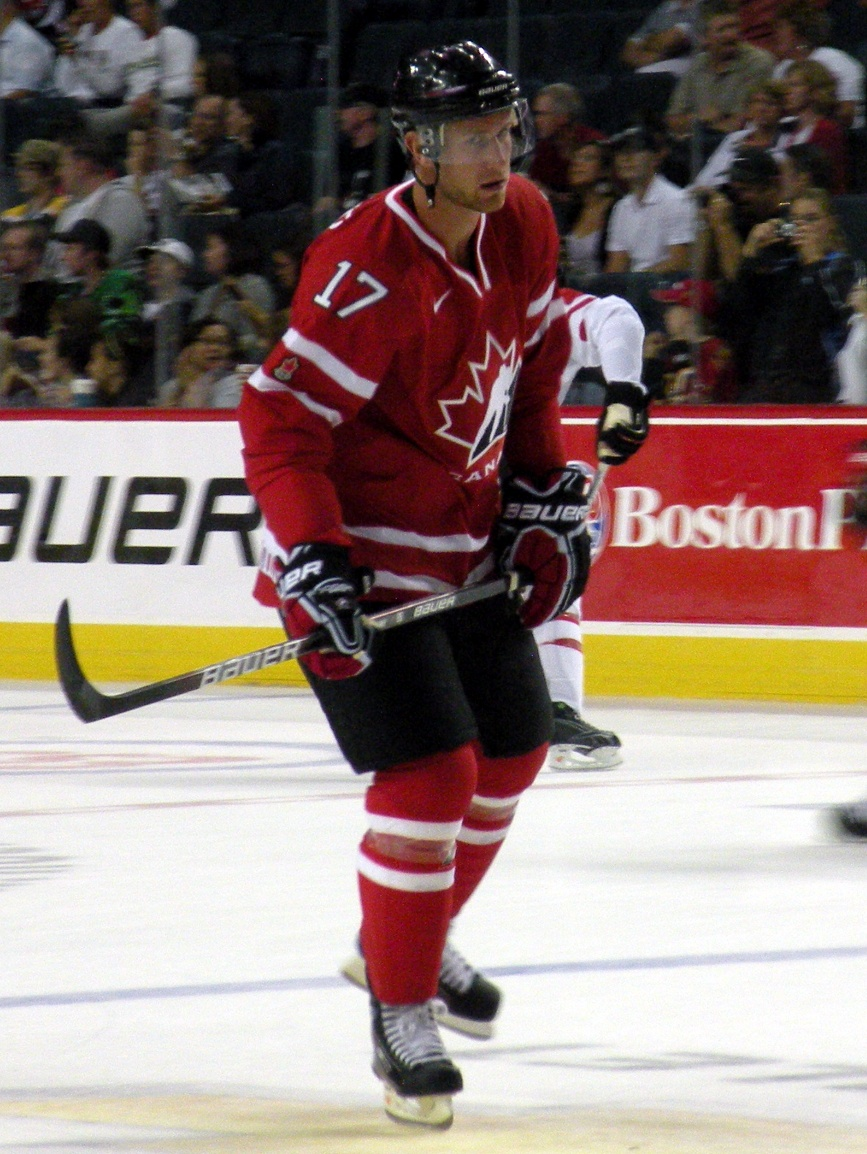
Jeff Carter (* 1985)

- 1985: Jeff Carter, kanadischer Eishockeyspieler
- 1985: Steven Davis, nordirischer Fußballspieler
- 1986: Wiktorija Amelina, ukrainische Schriftstellerin
- 1986: Anna Brewster, britische Schauspielerin und Model
- 1986: Pablo Cuevas, uruguayischer Tennisspieler
- 1986: Tobias Krell, deutscher Moderator, Reporter und Redakteur
- 1986: Colin Morgan, nordirischer Schauspieler
- 1986: Marco Pischorn, deutscher Fußballspieler
- 1986: Franziska Stürmer, deutsche Schauspielerin
- 1986: Burak Yiğit, deutscher Schauspieler
- 1987: Philipp Seebacher, österreichischer Fußballspieler
- 1987: Sotiria, deutsche Sängerin
- 1988: Steffen Coßbau, deutscher Handballspieler
- 1988: Sebastian Kirchner, deutscher Handballspieler
- 1988: Janne Ryynänen, finnischer Nordischer Kombinierer, Weltmeister
- 1988: Alex Rafael da Silva Antônio, brasilianischer Fußballspieler
- 1988: Assimiou Touré, togolesischer Fußballspieler
- 1988: Chris-Florian Treutler, deutscher Handballspieler
- 1989: Fatih Avan, türkischer Leichtathlet
- 1989: Tameem al-Kubati, jemenitischer Taekwondoin
- 1989: Sachi Amma, japanischer Sportkletterer
- 1989: Omar Jatta, gambischer Fußballspieler
- 1989: Sabah Şəriəti, aserbaidschanischer Ringer iranischer Herkunft
- 1990: Nick Aitken, australischer Straßenradrennfahrer
- 1990: Marian Lösch, deutscher Schauspieler und Synchronsprecher
- 1990: Mark Nzeocha, deutscher American-Football-Spieler
- 1991: Abdoulaye Ba, senegalesischer Fußballspieler
- 1991: Christoph Foth, deutscher Handballspieler
- 1992: Daniil Jurjewitsch Apalkow, russischer Eishockeyspieler
- 1992: René Binder, österreichischer Automobilrennfahrer
- 1992: Shane Duffy, irischer Fußballspieler
- 1992: Jack Wilshere, englischer Fußballspieler
- 1993: Jon Flanagan, englischer Fußballspieler
- 1993: Aykut Özer, deutsch-türkischer Fußballspieler
- 1993: André Biyogo Poko, gabunischer Fußballspieler
- 1993: Stanislava Preclíková, tschechische Skibobfahrerin
- 1994: Emilie Hegh Arntzen, norwegische Handballspielerin
- 1994: Daniela Kadewa, bulgarische Biathletin
- 1994: LaMonte Wade, US-amerikanischer Baseballspieler
- 1995: Gökhan Akkan, türkischer Fußballspieler
- 1995: Sardar Azmoun, iranischer Fußballspieler
- 1995: Poppy, US-amerikanische Musikerin und Internetpersönlichkeit
- 1995: Kelly Vollebregt, niederländische Handballspielerin
- 1996: Adem Furkan Avcı, türkischer Boxer
- 1996: Mahmoud Dahoud, syrisch-deutscher Fußballspieler
- 1996: Pan Dandan, chinesische Ruderin
- 1996: Marius Funk, deutscher Fußballspieler
- 1997: Ross Gunn, britischer Automobilrennfahrer
- 1997: Charlie Robertson, britischer Automobilrennfahrer
- 1998: Sara Ahmed, ägyptische Gewichtheberin
- 1998: Cihad Ateş, türkischer Fußballspieler
- 1998: Enock Mwepu, sambischer Fußballspieler
- 1998: Raphael Schwendinger, liechtensteinischer Judoka
- 1999: Benjamin Goller, deutscher Fußballspieler
- 1999: Gianluca Scamacca, italienischer Fußballspieler

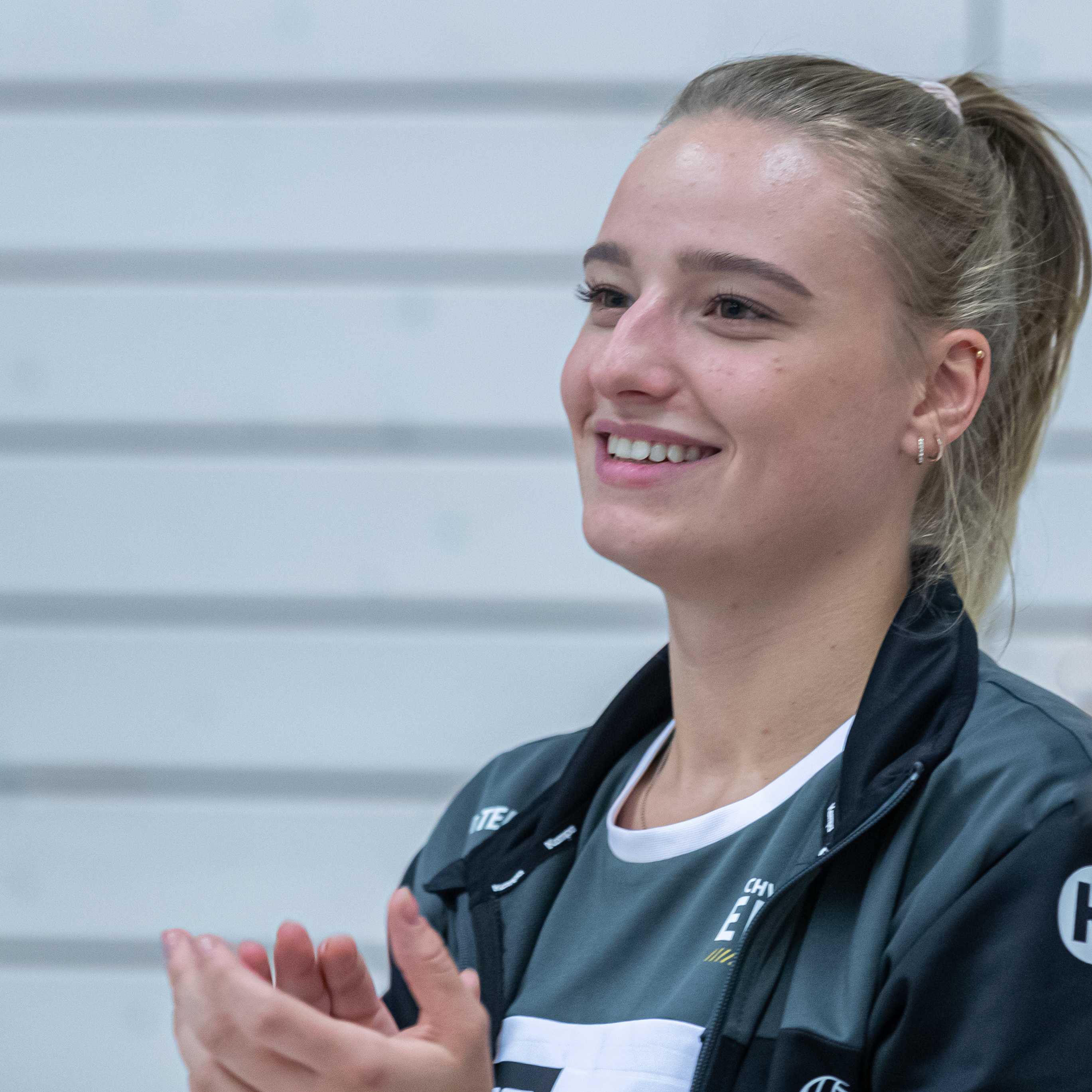
Elena Kömmling (* 2000)

- 2000: Elena Kömmling, deutsche Volleyballspielerin
- 2000: Nicolas Kühn, deutscher Fußballspieler
- 2000: Ice Spice, US-amerikanische Rapperin

### 21. Jahrhundert
- 2001: Kim Sindermann, deutsche Fußballspielerin
- 2002: David Hummel, deutscher Fußballspieler
- 2003: Théo Guiraud-Poillot, französischer Biathlet
- 2009: Hend Zaza, syrische Tischtennisspielerin

## Gestorben

### Vor dem 18. Jahrhundert
- 0049: Lucius Iunius Silanus, römischer Politiker

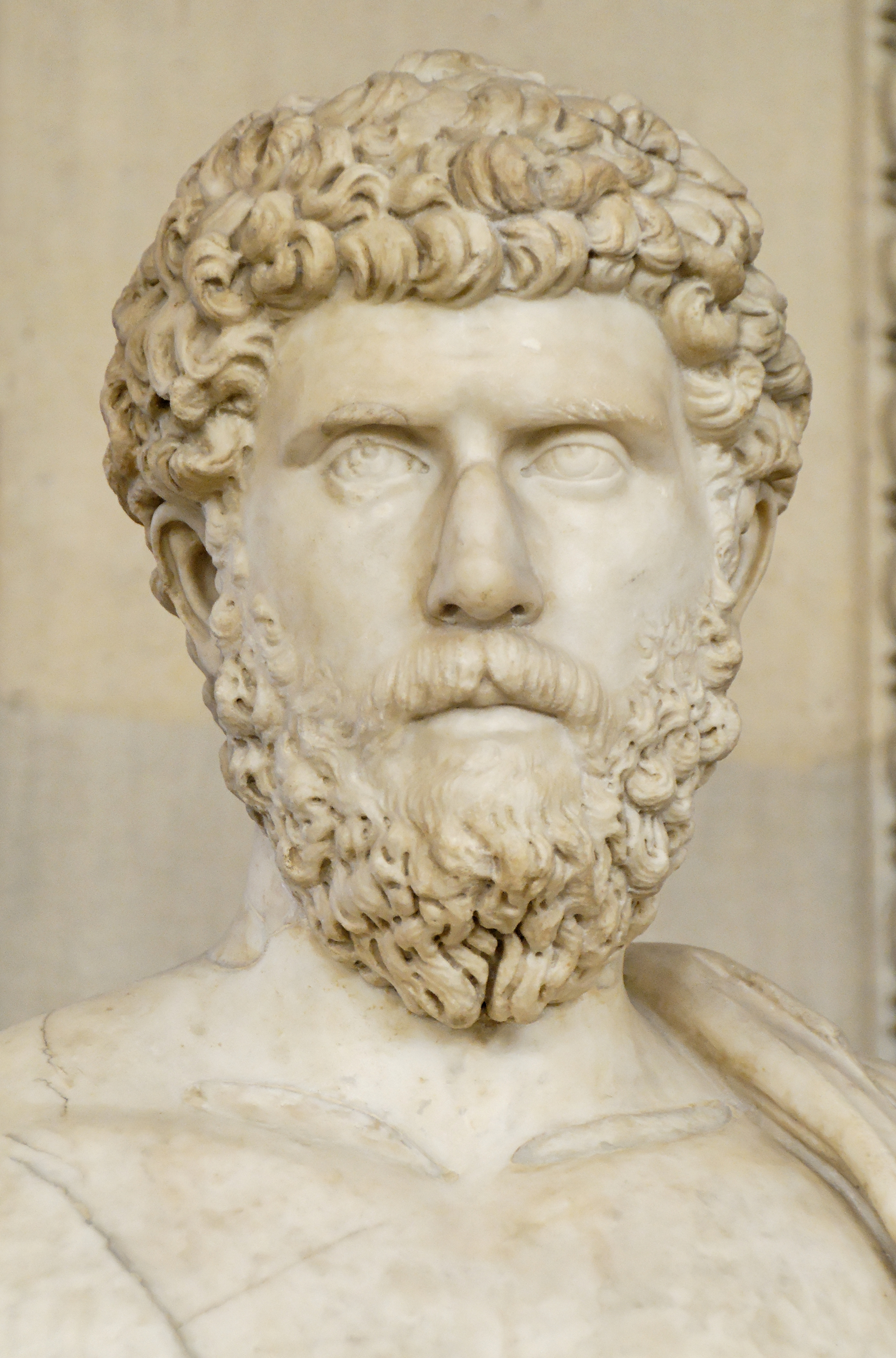
Aelius Caesar († 138)

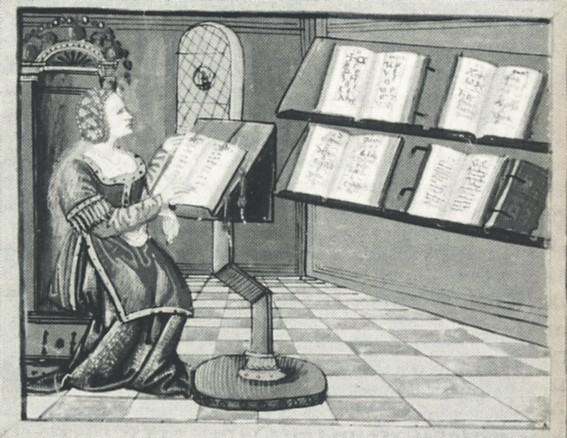
Catherine d'Amboise († 1549)

- 0138: Aelius Caesar, römischer Senator und Konsul, Adoptivsohn und designierter Nachfolger Kaiser Hadrians
- 0379: Basilius der Große, Bischof und Kirchenlehrer
- 0533: Fulgentius von Ruspe, Theologe, Bischof von Ruspe in Africa
- 0660: Clarus von Vienne, Abt
- 0898: Odo von Paris, König des Westfrankenreichs
- 0933: Uodalfrid, Kanzler des ostfränkischen Reiches und Bischof von Eichstätt
- 0962: Balduin III., Graf von Flandern
- 1031: Wilhelm von Dijon, burgundisch-italienischer Abt, Klosterreformer und Architekt
- 1049: Odilo von Cluny, Abt von Cluny
- 1119: Gottschalk von Diepholz, Bischof von Osnabrück
- 1128: Albero I. von Löwen, Bischof von Lüttich
- 1155: Matthäus I., Graf von Beaumont
- 1185: Gilla Brigte, Fürst von Galloway
- 1189: Heinrich von Marcy, Kardinalbischof von Albano
- 1204: Håkon III., König von Norwegen
- 1243: Bouchard V., Herr von Montmorency
- 1247: Heinrich III., Graf von Sayn
- 1253: Marino Morosini, Doge von Venedig
- 1262: Bonfilius Monaldi, italienischer Heiliger, Gründer des Servitenordens
- 1300: Giacomo Tomassi-Caetani, Kardinal der katholischen Kirche
- 1387: Karl II., Graf von Évreux und König von Navarra
- 1420: Johannes Hundebeke, Bischof von Lübeck
- 1427: Viktorin von Podiebrad, böhmisch-mährischer Adliger
- 1505: Juan Castellar y de Borja, Erzbischof von Trani und Monreale
- 1515: Ludwig XII., König von Frankreich
- 1522: Johannes Stabius, österreichischer Humanist, Naturwissenschafter und Historiograph
- 1544: Sigismund von Lindenau, Bischof von Merseburg
- 1549: Catherine d’Amboise, französische Dichterin und Mäzenin
- 1553: Johannes Rivius, deutscher Pädagoge und Theologe
- 1559: Christian III., König von Dänemark und Norwegen
- 1560: Joachim du Bellay, französischer Schriftsteller
- 1561: Pedro de Ursúa, spanischer Konquistador
- 1572: Paul Crusius, deutscher evangelischer Theologe, Mathematiker und Historiker
- 1573: Johann Pfeffinger, deutscher evangelischer Theologe und Reformator
- 1573: Maljuta Skuratow, berüchtigter Anführer der Leibgarde des russischen Zaren Iwan IV. (des Schrecklichen)
- 1578: Ioan Potcoavă, Fürst der Moldau
- 1581: Giovanni Lucchese, italienischer Baumeister
- 1591: Andreas Laurentii Björnram, schwedischer lutherischer Theologe und Erzbischof von Uppsala
- 1594: Johannes Holl, Augsburger Baumeister
- 1655: Frans Banninck Cocq, Amsterdamer Regent
- 1658: Thomas Lansius, Professor am Collegium Illustre und an der Universität Tübingen
- 1665: Christian Wilhelm, Administrator des Erzstifts Magdeburg
- 1668: Edzard Ferdinand, Fürst von Ostfriesland
- 1671: Hardouin de Péréfixe de Beaumont, französischer Geistlicher und Historiker, Erzbischof von Paris
- 1682: Jakob Kettler, Herzog von Kurland

### 18. Jahrhundert
- 1708: Adam Eckenbrecht von der Malsburg, hessen-kasselischer Staatsbeamter und Politiker
- 1708: Esdras Edzardus, deutscher Theologe und Judenmissionar
- 1710: William Bruce, schottischer Architekt

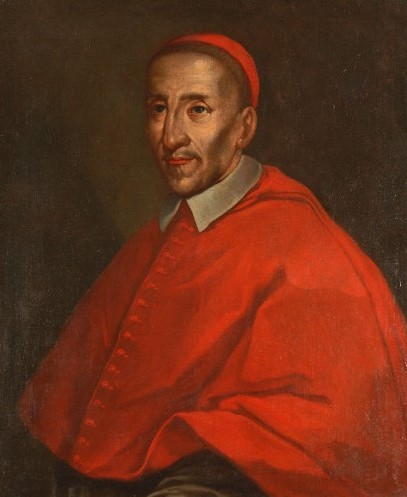
Giuseppe Maria Tomasi († 1713)

- 1713: Giuseppe Maria Tomasi, italienischer Kardinal
- 1714: Leffmann Behrens, Hoffaktor, Hof- und Kammeragent der Welfen-Herzöge
- 1716: William Wycherley, englischer Dramatiker
- 1721: Amy Buisson, Schweizer General in fremden Diensten
- 1728: Friedrich Anton Ulrich von Waldeck, Fürst von Waldeck und Pyrmont
- 1730: Samuel Sewall, neuenglischer Kaufmann und Richter
- 1732: Nicolò Grimaldi gen. Nicolino, italienischer Sänger und Kastrat
- 1732: Michael Heinrich Reinhard, deutscher evangelisch-lutherischer Theologe
- 1737: Johann Bergmüller, deutscher Kistler, Tischler, Schreiner, Menuisier und Kunsthandwerker
- 1737: Johann Georg Klemm, deutscher Verleger
- 1737: Pier Antonio Micheli, italienischer Botaniker
- 1739: Johann Georg Neidhardt, deutscher Organist, Komponist und Theoretiker
- 1742: Philippe de Brueys, preußischer Gouverneur des Fürstentums Neuenburg
- 1743: Johann Baptist Funtsch, deutscher Orgelbauer
- 1748: Johann I Bernoulli, Schweizer Mathematiker
- 1758: Maria Ernestine Francisca von Rietberg, Gräfin von Rietberg
- 1759: Giuseppe Fossati, Tessiner Jurist und Übersetzer
- 1766: James Francis Edward Stuart, Thronprätendent für den schottischen und den englischen Thron
- 1768: Jean Restout der Jüngere, französischer Maler
- 1774: Johann Georg Plersch, polnischer Architekt
- 1775: Ahmad Shah, Großmogul von Indien
- 1780: Johann Ludwig Krebs, deutscher Komponist und Organist
- 1782: Johann Christian Bach, deutscher Komponist
- 1782: Juan Crespí, spanischer Franziskaner und Missionar
- 1787: Arthur Middleton, US-amerikanischer Politiker, Unterzeichner der Unabhängigkeitserklärung
- 1789: Johann Ernst Basilius Wiedeburg, deutscher Physiker, Astronom und Mathematiker
- 1790: Franz Xaver Wagenschön, tschechisch-österreichischer Maler des Rokoko und Klassizismus
- 1793: Francesco Guardi, italienischer Veduten- und Landschaftsmaler des Rokoko
- 1796: Alexandre-Théophile Vandermonde, französischer Musiker, Mathematiker und Chemiker

### 19. Jahrhundert
- 1805: Adolf von Hüpsch, luxemburgisch-deutscher Kunstsammler
- 1805: Heinrich Theodor Wehle, deutsch-sorbischer Landschaftsmaler, Radierer und Zeichner

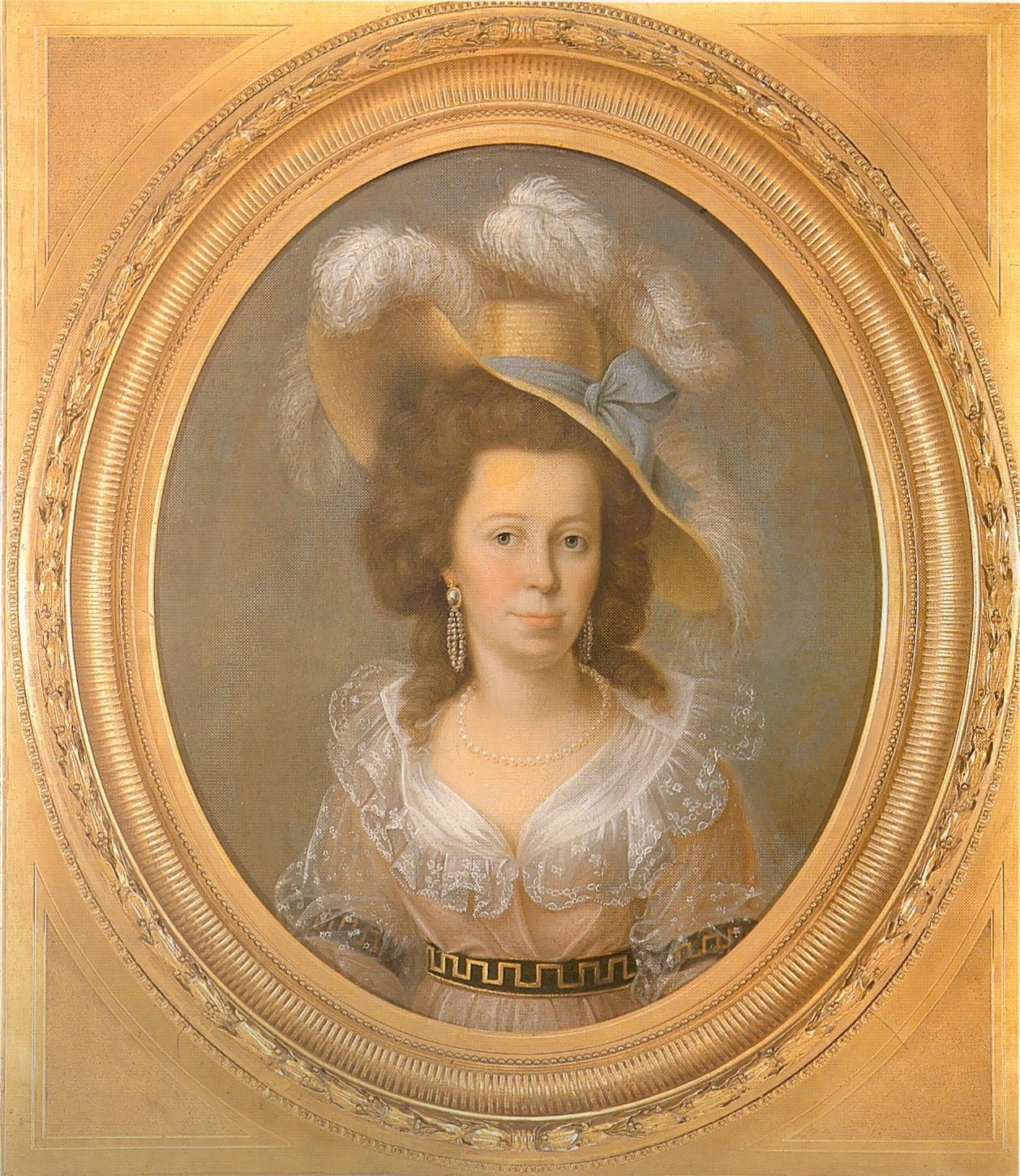
Franziska von Hohenheim († 1811)

- 1811: Franziska von Hohenheim, Herzogin von Württemberg
- 1817: Martin Heinrich Klaproth, deutscher Apotheker und Chemiker
- 1822: Johann George Gotthelf Auen, preußischer Beamter
- 1824: Vinzenz Maria Strambi, italienischer Passionist und Bischof von Macerata-Tolentino
- 1827: Maximilian von Paumgartten, österreichischer Feldmarschallleutnant
- 1827: Johann Heinrich Suhrlandt, deutscher Kunstmaler
- 1828: Johann Samuel Arnhold, deutscher Porzellanmaler
- 1829: Franz Joseph Weinzierl, deutscher römisch-katholischer Geistlicher
- 1835: Emil Ludwig Philipp Schröder, deutscher evangelischer Geistlicher und Jugendschriftsteller
- 1835: Antal Amadé de Várkonyi, ungarischer Graf
- 1842: Friedrich Gieße, deutscher Theologe und Mitglied der Deputiertenkammer der Landstände des Herzogtums Nassau
- 1844: Gustav Maximilian von Croÿ, Kardinal und Erzbischof von Rouen
- 1844: Caspar Melchior Vorenweg, deutscher Orgelbauer
- 1848: Friedrich Karl Forberg, deutscher Philosoph und Philologe
- 1849: Georg Reinbeck, deutscher Schriftsteller, Germanist und Pädagoge
- 1850: Raphael Georg Kiesewetter, österreichischer Musikhistoriker, Vizepräsident der Wiener Gesellschaft der Musikfreunde
- 1850: Friederike von Preußen, preußische Prinzessin und durch Heirat Herzogin von Anhalt-Dessau
- 1851: Heinrich Friedrich Link, deutscher Naturwissenschaftler
- 1853: Valentin Sibbern, norwegischer Offizier und Politiker, Minister
- 1855: Pascual Liñán, spanischer Offizier und Kammerherr
- 1856: John MacPherson Berrien, US-amerikanischer Politiker, Senator, Justizminister
- 1861: Carl Johan Fahlcrantz, schwedischer Maler
- 1862: Michail Wassiljewitsch Ostrogradski, russisch-ukrainischer Mathematiker
- 1863: Ernst August Pech, deutscher Mediziner und Hochschullehrer
- 1871: Friedrich Lichtenberg, hessischer Jurist und Politiker
- 1874: Johann Georg Ramsauer, österreichischer Bergwerksbeamter und Prähistoriker
- 1877: Karl Freiherr von Urban, österreichischer Feldmarschallleutnant
- 1881: Louis-Auguste Blanqui, französischer revolutionärer Theoretiker
- 1889: Johann Kravogl, österreichisch-deutscher Büchsenmacher und Mechaniker
- 1894: Heinrich Hertz, deutscher Physiker, wies als erster elektromagnetische Wellen nach
- 1894ː Nedelja Petkowa, bulgarische Erziehungswissenschaftlerin und Pionierin in der Ausbildung von Mädchen im Osmanischen Reich
- 1896: Alfred Ely Beach, US-amerikanischer Erfinder und Verleger
- 1896: Franz Brandner, österreichischer katholischer Geistlicher und Hochschullehrer

### 20. Jahrhundert

#### 1901–1950
- 1901: C. W. Damodaram Pillai, tamilischer Philologe

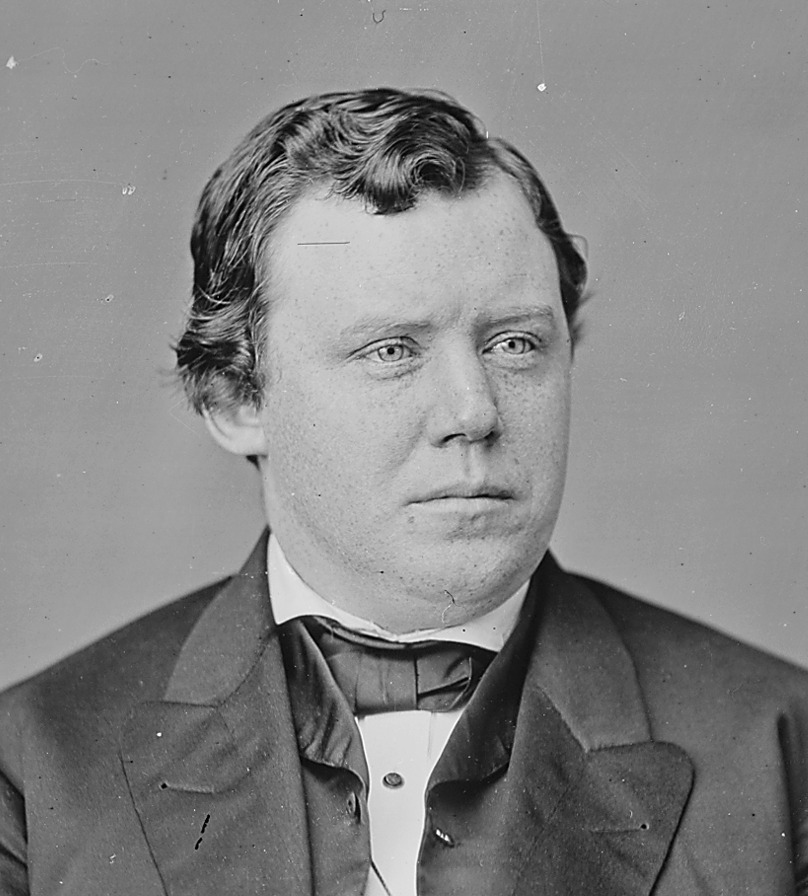
Ignatius Donnelly († 1901)

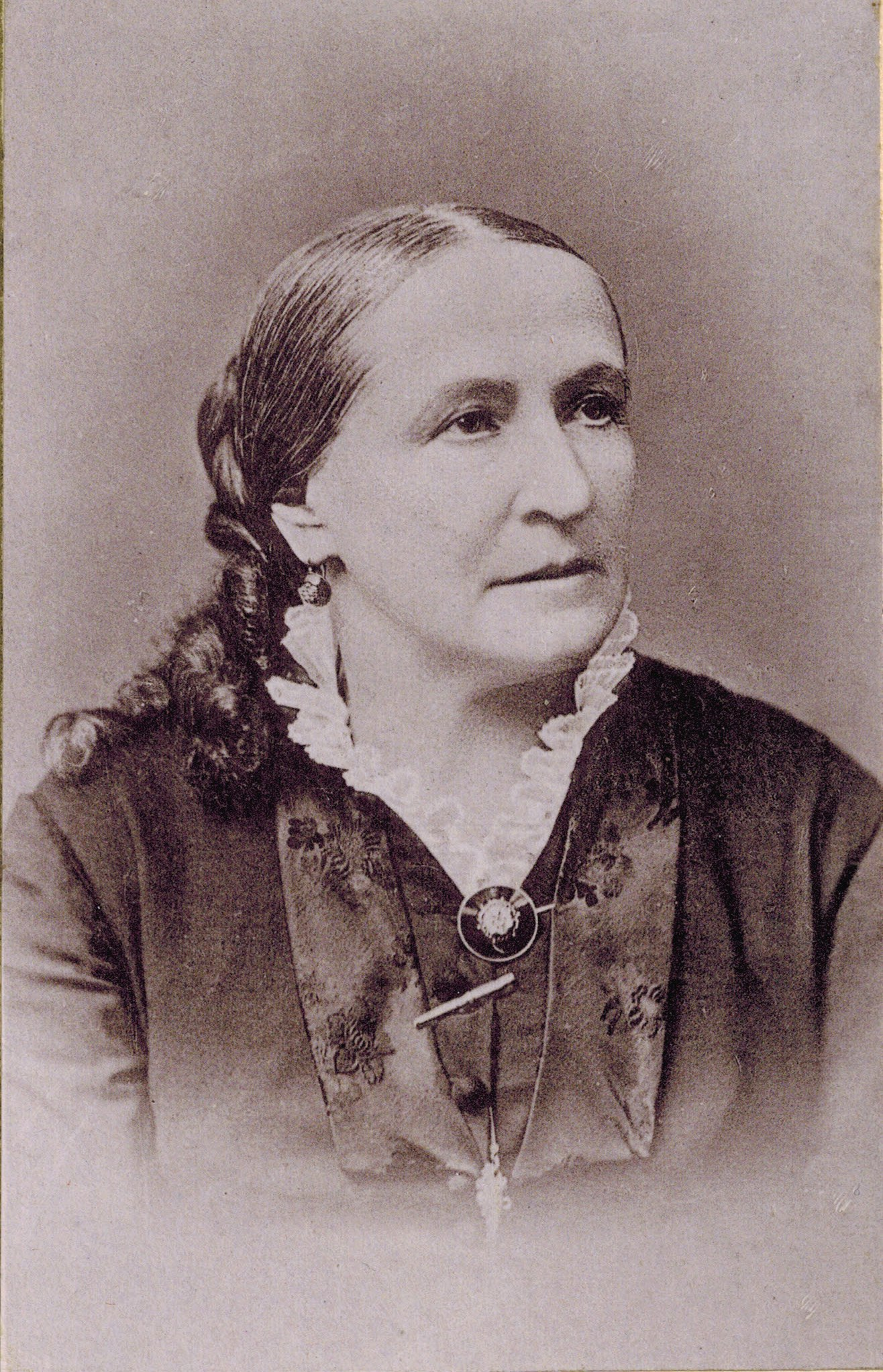
Anna Löhn-Siegel († 1902)

- 1901: Ignatius Donnelly, US-amerikanischer Jurist, Politiker und Autor, Mitglied des Repräsentantenhauses
- 1901: Sophus Schandorph, dänischer Schriftsteller
- 1902: Johann Eduard Jacobsthal, deutscher Architekt
- 1902: Anna Löhn-Siegel, deutsche Frauenrechtlerin und Schauspielerin
- 1902: Julius von Staudinger, deutscher Jurist
- 1905ː Mabel Cahill, irische Tennisspielerin
- 1906: Albert von Holleben, deutscher General und Militärschriftsteller
- 1907: Cyrill Kistler, deutscher Komponist, Musiktheoretiker, Musikpädagoge und Verleger
- 1908: Elisabeth Hetzel, Schweizer Schriftstellerin in Mundart
- 1915ː Helene von Lebbin, deutsche Salonnière
- 1916: Alfred W. Benson, US-amerikanischer Jurist und Politiker, Senator
- 1917: Dominique Antoine, deutscher Tierarzt und Politiker, MdR
- 1918: William Wilfred Campbell, kanadischer Schriftsteller
- 1918: Hanno von Dassel, preußischer Offizier
- 1919: Hugo Blümner, deutscher Altphilologe und Archäologe
- 1919: August Friedrich Viehweger, deutscher Architekt
- 1920: Johann Hermann Eschenburg, deutscher Großkaufmann und Kommunalpolitiker, Bürgermeister von Lübeck
- 1929: George Holt Thomas, britischer Verleger und Luftfahrtpionier
- 1931: Hjalmar Bergman, schwedischer Schriftsteller
- 1932: Leonid Konstantinowitsch Artamonow, russischer Ingenieur, Forschungsreisender und Offizier
- 1932: Georg Goetz, deutscher Altphilologe
- 1932: Giulio del Torre, italienischer Maler
- 1934: Blagoje Bersa, kroatischer Komponist
- 1934: Max Sauerlandt, deutscher Kunsthistoriker

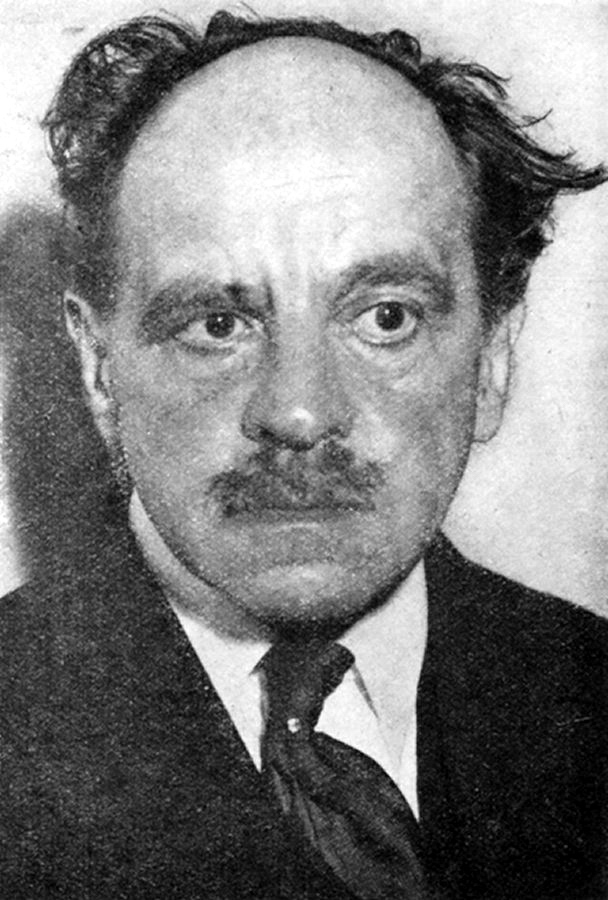
Jakob Wassermann († 1934)

- 1934: Jakob Wassermann, deutscher Schriftsteller
- 1935: Heinrich Büllwatsch, österreichischer Fußballspieler
- 1936: Roger Allin, US-amerikanischer Politiker, Gouverneur von North Dakota
- 1937: Karl von der Aa, deutscher Wirtschaftspädagoge
- 1937: Paul Herfurth, deutscher Verleger und Politiker
- 1938: Enrique Reoyo, spanischer Librettist
- 1940: William A. Ashbrook, US-amerikanischer Politiker, Mitglied des Repräsentantenhauses
- 1940: Frank Neil, australischer Theaterunternehmer
- 1941: Christian Berrenrath, deutscher Theologe, Offizial im Erzbistum Köln
- 1941: Max Neal, deutscher Schwankautor
- 1941: Richard Wachsmuth, deutscher Experimentalphysiker

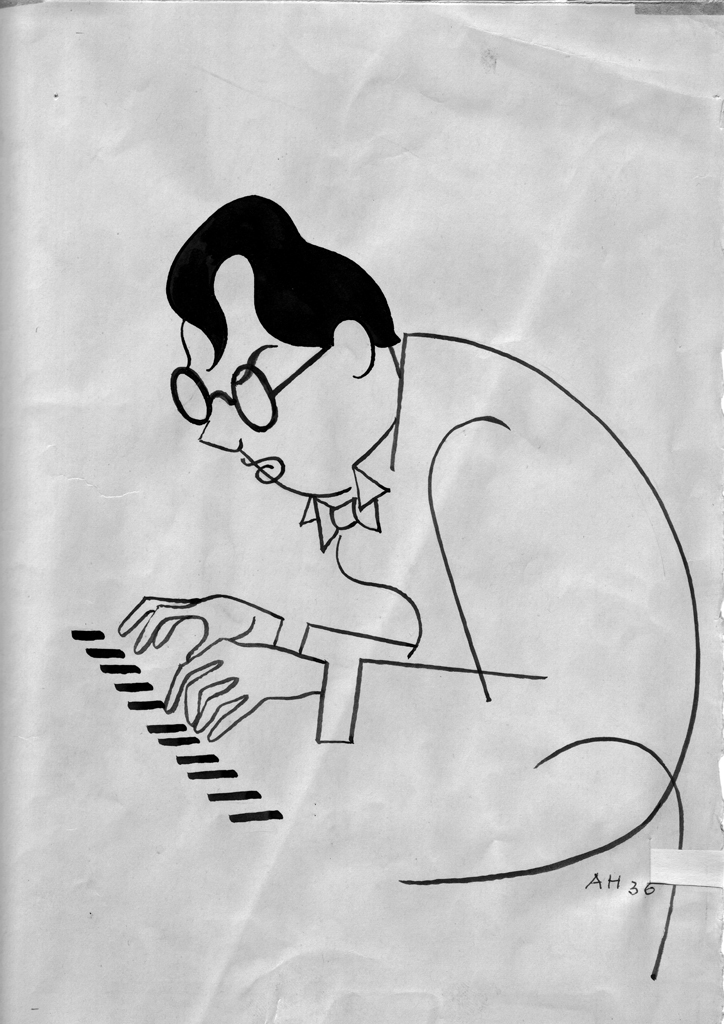
Jaroslav Ježek († 1942)

- 1942: Jaroslav Ježek, tschechischer Komponist
- 1943: Jenő Rejtő, ungarischer Schriftsteller
- 1943: Arthur Ruppin, deutsch-palästinensischer Soziologe und Zionist
- 1945: Fritz Brupbacher, Schweizer Arzt, libertärer Sozialist und Schriftsteller
- 1945: Kurt Noack, deutscher Komponist
- 1948: Hermann Zilcher, deutscher Komponist, Musikpädagoge und Pianist

#### 1951–2000

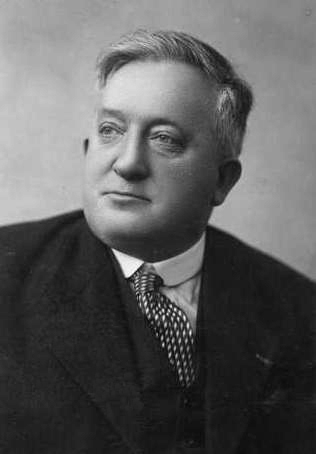
Ludomir Różycki († 1953)

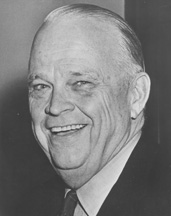
Robert Kerr († 1963)

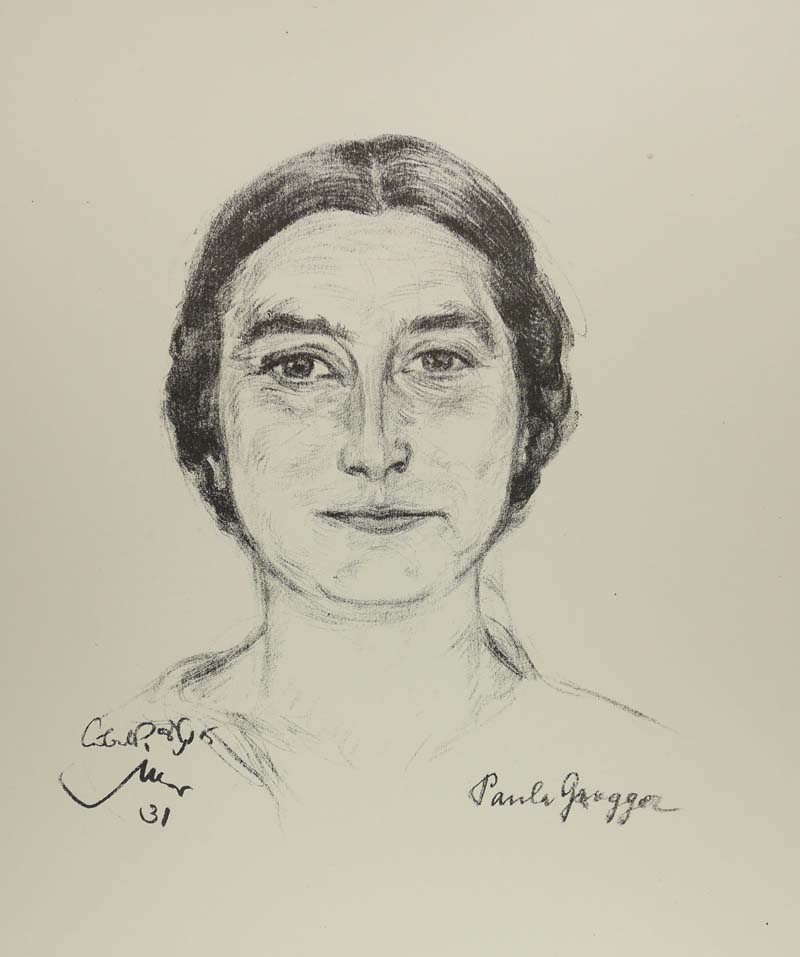
Paula Grogger († 1984)

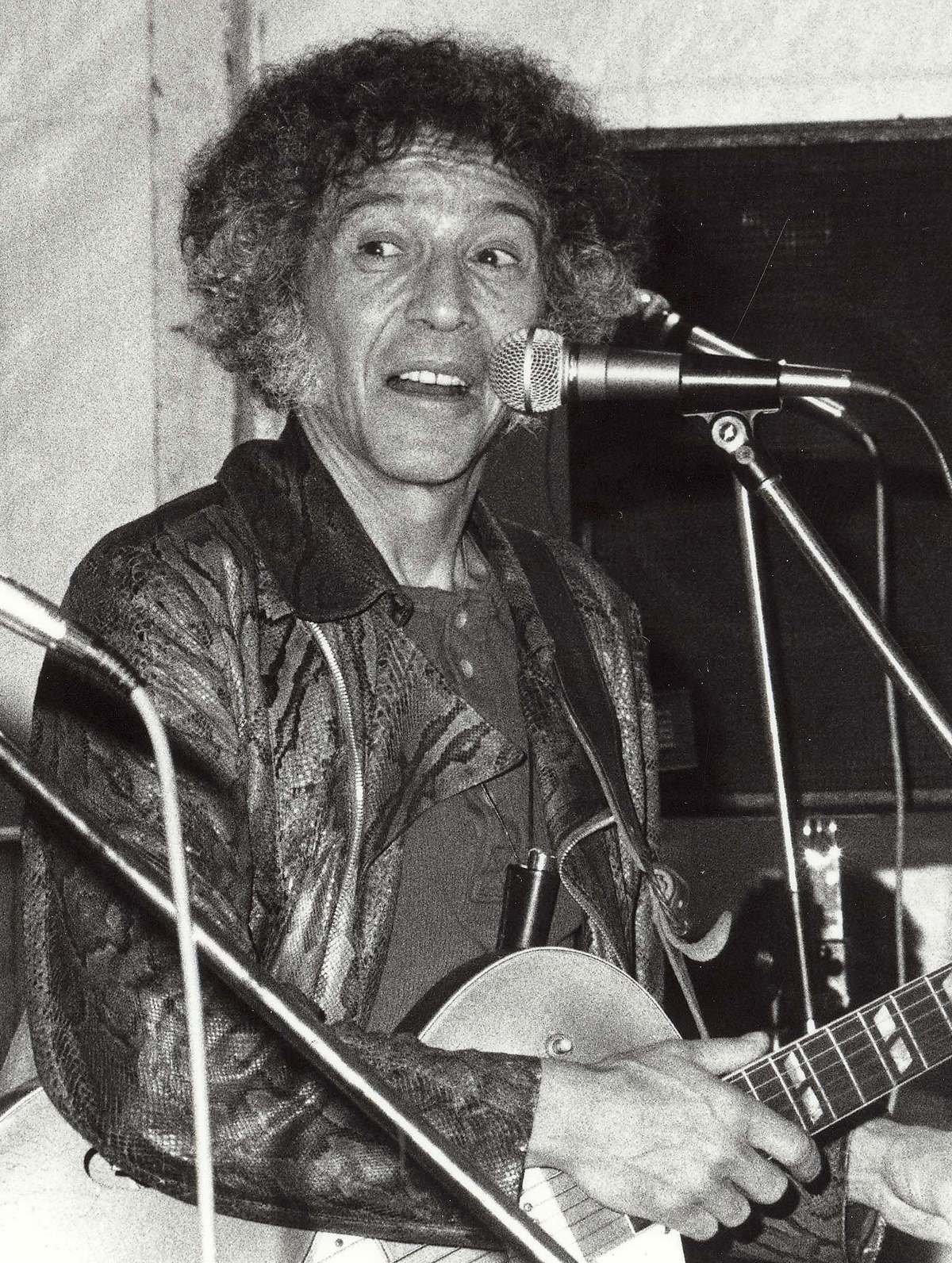
Alexis Korner († 1984)

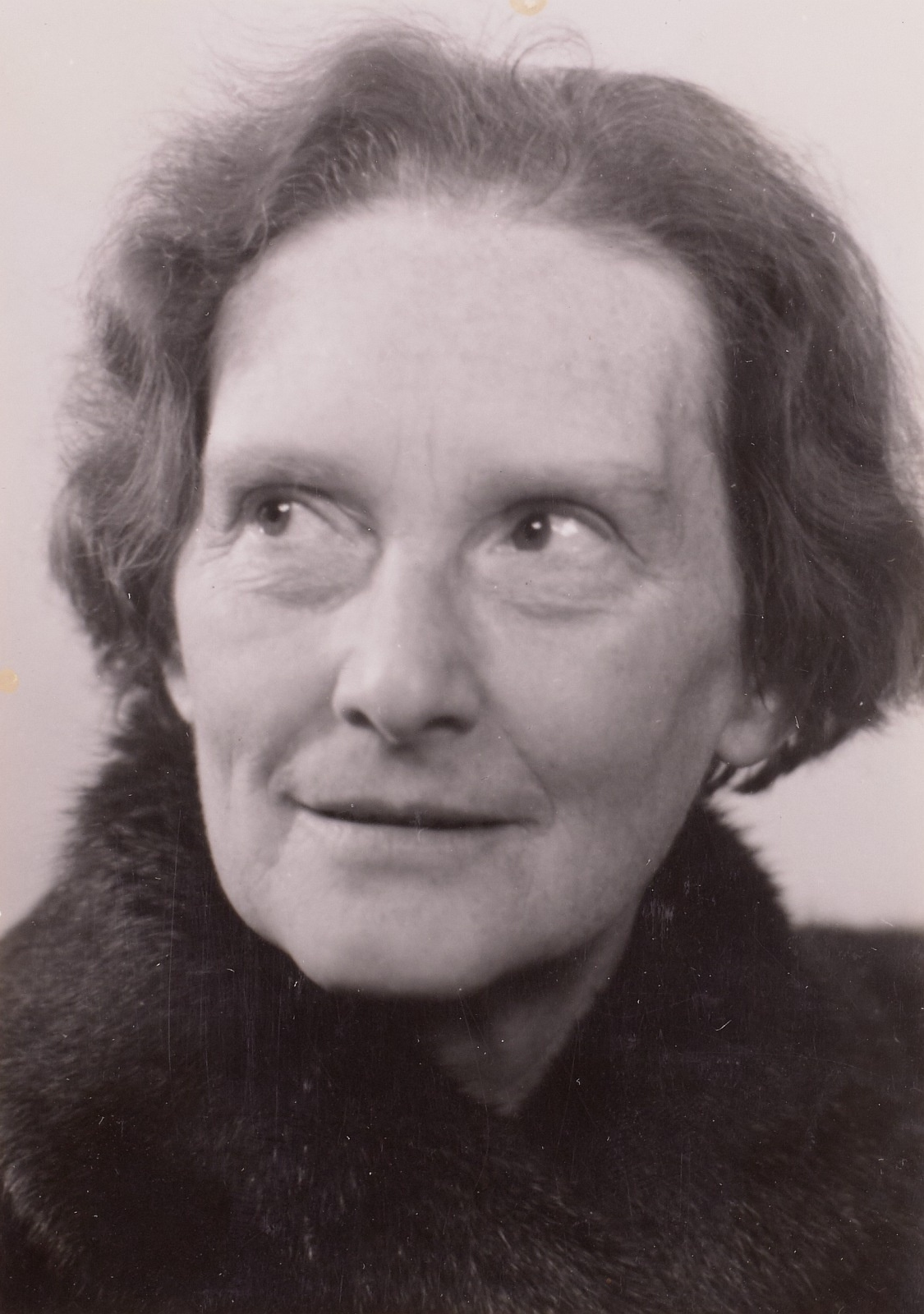
Marianne Bruns († 1994)

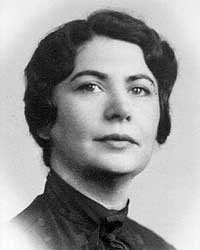
Gertrude Blanch († 1996)

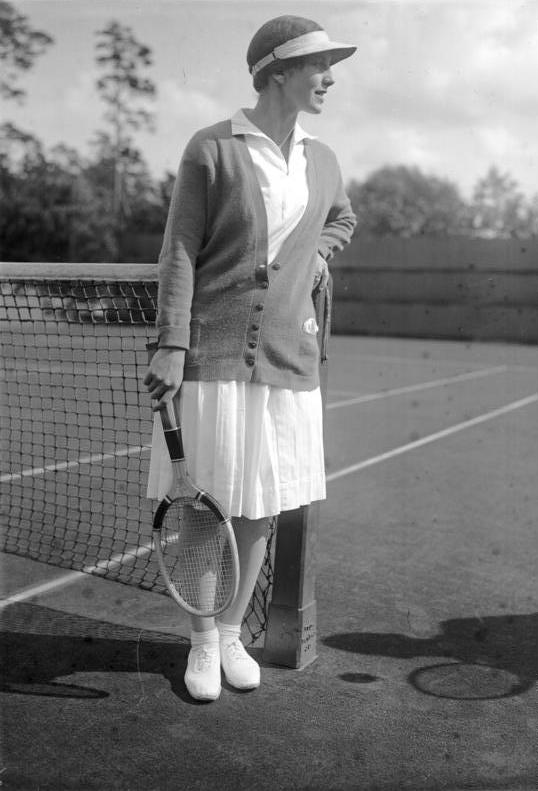
Helen Wills Moody († 1998)

- 1951: Jan Valtin, deutscher Kommunist, Agent und Schriftsteller
- 1953: Maxim Alexejewitsch Purkajew, sowjetischer General
- 1953: Ludomir Różycki, polnischer Komponist
- 1953ː Sofia de Veyra, philippinische Frauenrechtlerin, Lehrerin und Schulgründerin
- 1953: Hank Williams, US-amerikanischer Countrymusiker
- 1954: Constantin Bock von Wülfingen, deutscher Verwaltungsjurist und Politiker
- 1954: Alfred Duff Cooper, 1. Viscount Norwich, britischer Diplomat und Autor
- 1955: Victoria Cartier, kanadische Organistin und Musikpädagogin
- 1955: Ōta Mizuho, japanischer Schriftsteller
- 1956: Ludwig Dürr, deutscher Luftschiff-Konstrukteur
- 1956: Ludger Mintrop, deutscher Geophysiker, trug entscheidend zur Entwicklung seismischer Verfahren bei
- 1958: Edward Weston, US-amerikanischer Fotograf, Gründer der Gruppe f/64
- 1959: Albert Huber, Schweizer Diplomat
- 1960: Max Huber, Schweizer Jurist, Präsident Internationalen Gerichtshofs und des Internationalen Komitees vom Roten Kreuz
- 1960: Margaret Sullavan, US-amerikanische Schauspielerin
- 1962: Diego Martínez Barrio, spanischer Politiker, Ministerpräsident, amtierender Staatspräsident
- 1963: Robert S. Kerr, US-amerikanischer Politiker, Gouverneur von Oklahoma, Senator
- 1964: Ernst Zündorf, deutscher Motorradrennfahrer
- 1965: Juan Bautista Plaza, venezolanischer Komponist
- 1965: Herman Roosdorp, niederländisch-belgischer Automobilrennfahrer
- 1966: Vincent Auriol, französischer Rechtsanwalt und Staatsmann, Minister, Staatspräsident
- 1968: Ernst Kusserow, deutscher General
- 1969: Barton MacLane, US-amerikanischer Schauspieler
- 1970: Werner Kuhnt, deutscher Fußballspieler
- 1970: Richard Lohrmann, deutscher Forstmann und Naturschützer
- 1970: Hans Wentorf, deutscher Fußballspieler
- 1972: Saro Arcidiacono, italienischer Schauspieler
- 1972: Maurice Chevalier, französischer Chansonsänger und Filmschauspieler
- 1972: Eberhard Wolfgang Möller, deutscher Schriftsteller und Dramatiker
- 1973: František Běhounek, tschechischer Physiker und Schriftsteller
- 1975: Kalle Anttila, finnischer Ringer, Olympiasieger
- 1976: Xaver Gmelch, deutscher Motorradrennfahrer
- 1977: Roland Hayes, US-amerikanischer Sänger
- 1977: Michael Mann, deutscher Musiker und Literaturwissenschaftler, Sohn von Thomas Mann
- 1979: Margerita Trombini-Kazuro, polnische Pianistin, Cembalistin und Musikpädagogin
- 1981: Mauri Rose, US-amerikanischer Automobilrennfahrer
- 1982: Ernst Ammann, deutscher Bühnenbildner und Schauspieler
- 1982: Estella Blain, französische Schauspielerin und Sängerin
- 1983: Werner Beinhauer, deutscher Romanist und Hispanist
- 1984: Paula Grogger, österreichische Schriftstellerin
- 1984: Alexis Korner, britischer Blues-Musiker
- 1984: Augustin Souchy, deutscher Anarchist und Antimilitarist
- 1985: Jóse Artes de Arcos, spanischer Erfinder und Unternehmer
- 1985: Herbert Cysarz, österreichisch-deutscher Germanist
- 1985: Hermann Reutter, deutscher Komponist und Pianist
- 1988: Rolf Presthus, norwegischer Jurist und Politiker, Minister
- 1990: Ernst Kuzorra, deutscher Fußballspieler
- 1991: Inga Gentzel, schwedische Leichtathletin, Olympiamedaillengewinnerin
- 1992: Cele Abba, italienische Theater- und Filmschauspielerin
- 1992: Grace Hopper, US-amerikanische Informatikerin und Computerpionierin
- 1993: Tony Echavarría, dominikanischer Sänger und Kabarettist
- 1993: Eva Niestrath-Berger, deutsche Bildhauerin
- 1993: Anna Wimschneider, deutsche Bäuerin und Schriftstellerin
- 1994: Marianne Bruns, deutsche Schriftstellerin
- 1994: Walter Eckhardt, deutscher Ministerialbeamter und Politiker, MdL, MdB, MdEP
- 1994: Harald Lechenperg, deutsch-österreichischer Fotograf, Journalist und Dokumentarfilmer
- 1994: Arthur Porritt, neuseeländischer Leichtathlet, Arzt und Politiker, Olympiamedaillengewinner, Generalgouverneur von Neuseeland
- 1994: Werner Schwab, österreichischer Schriftsteller
- 1995: H. E. Erwin Walther, deutscher Komponist und Musikpädagoge
- 1995: Eugene Paul Wigner, US-amerikanischer Physiker, Nobelpreisträger
- 1996: Gertrude Blanch, russisch-amerikanische Mathematikerin
- 1997: Aenne Brauksiepe, deutsche Politikerin, Vorsitzende der Frauenunion, MdB, Bundesministerin
- 1997: Caspar Diethelm, Schweizer Komponist und Dirigent
- 1997: Hans-Martin Majewski, deutscher Komponist
- 1997: Townes Van Zandt, US-amerikanischer Songwriter
- 1998: Gustl Angstmann, deutscher Schriftsteller und Fachbuchautor
- 1998: Haxhi Lleshi, albanischer Militär und Politiker, Minister, Staatspräsident
- 1998: Helen Wills Moody, US-amerikanische Tennisspielerin
- 2000: Gerda Paumgarten, österreichische Skirennläuferin, Weltmeisterin

### 21. Jahrhundert
- 2001: Hans-Günter Martens, deutscher Schauspieler und Hörfunkmoderator
- 2001: Ray Walston, US-amerikanischer Filmschauspieler
- 2002: Matthias Fuchs, deutscher Schauspieler
- 2002: Paul Hubschmid, Schweizer Film- und Theaterschauspieler
- 2002: Charles Segal, US-amerikanischer Altphilologe
- 2003: Royce D. Applegate, US-amerikanischer Schauspieler
- 2003: Joe Foss, US-amerikanischer Politiker, Gouverneur von South Dakota
- 2004: Vitín Avilés, puerto-ricanischer Sänger
- 2004: Denise Colomb, französische Fotografin
- 2004: David Scott-Barrett, britischer Offizier
- 2005: Shirley Chisholm, US-amerikanische Politikerin, Mitglied des Repräsentantenhauses
- 2005: Eugene James Martin, US-amerikanischer Maler und Künstler
- 2005: Paul Michaelis, deutscher Maler und Professor
- 2005: Dmitri Wladislawowitsch Neljubin, russischer Radsportler, Olympiasieger
- 2005: Bernhard Petruschke, deutscher Motorradrennfahrer
- 2005: Willem Scholten, niederländischer Politiker, MdEP, Minister
- 2006: Mapita Cortés, puerto-ricanische Schauspielerin
- 2006: Gideon Rodan, US-amerikanischer Biochemiker und Osteopath
- 2006: Zlata Tcaci, moldauische Komponistin und Hochschullehrerin

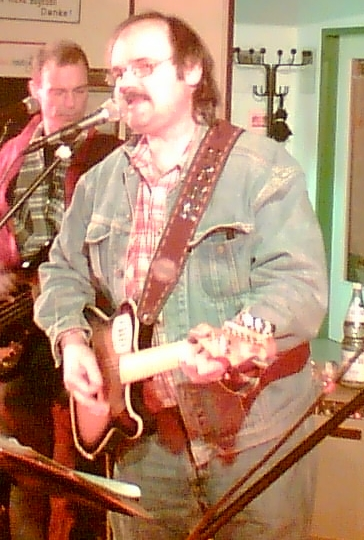
Hank Häberle († 2007)

- 2007: Hank Häberle, deutscher Country-Musiker
- 2007: Dieter Hennebo, deutscher Agrarwissenschaftler und Landschaftsarchitekt
- 2007: Werner Hollweg, deutscher Opernsänger und -regisseur
- 2007: Vreni Kneubühl, Schweizer Solojodlerin
- 2007: Ernie Koy, US-amerikanischer Baseballspieler
- 2007: Tillie Olsen, US-amerikanische Schriftstellerin
- 2007: Herbert Prügl, österreichischer Motorradrennfahrer
- 2007: Del Reeves, US-amerikanischer Country-Sänger und Songwriter
- 2007: Eleonore Schoenfeld, deutsch-US-amerikanische Cellistin und Musikpädagogin
- 2007: Darrent Williams, US-amerikanischer American-Football-Spieler
- 2008: Harald Deilmann, deutscher Architekt, Hochschullehrer und Autor
- 2008: Gerhard Kander, kanadischer Geiger
- 2008: Erich Kästner, deutscher Jurist, mutmaßlich letzter noch lebender deutscher Teilnehmer des Ersten Weltkrieges
- 2009: Ron Asheton, US-amerikanischer Gitarrist
- 2009: Wolfgang Mutzeck, deutscher Erziehungswissenschaftler und Hochschullehrer
- 2009: John Pozdro, US-amerikanischer Komponist und Musikpädagoge
- 2009: Johannes Mario Simmel, österreichischer Schriftsteller
- 2009: Helen Suzman, südafrikanische Politikerin

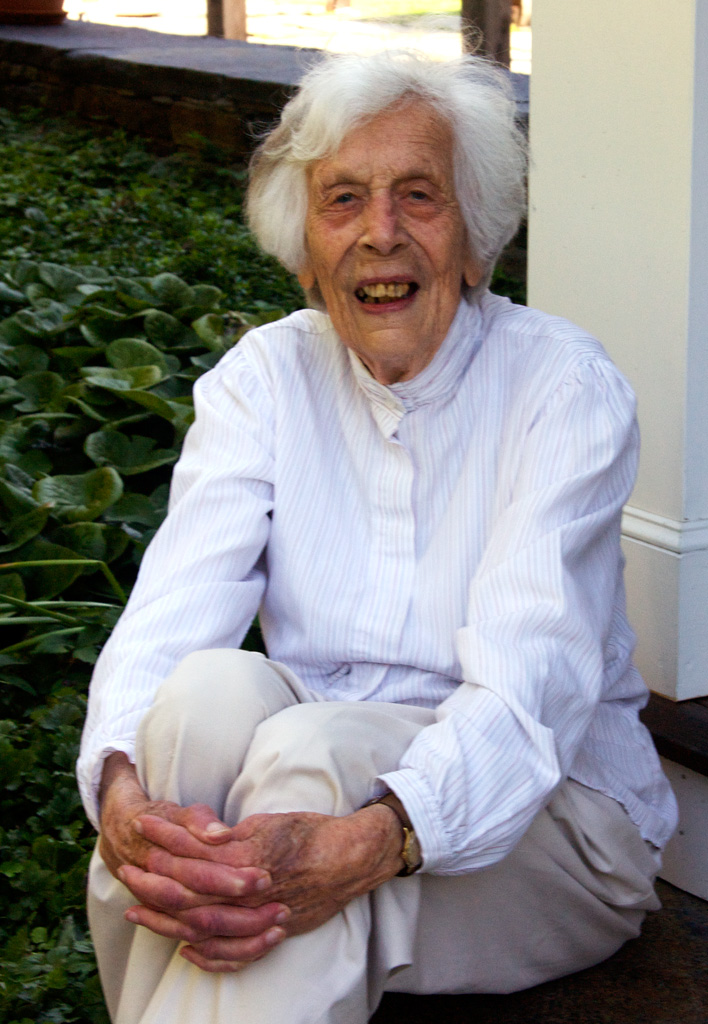
Freya von Moltke († 2010)

- 2010: Freya von Moltke, deutsche Juristin, Widerstandskämpferin gegen den Nationalsozialismus und Schriftstellerin
- 2010: Max Salpeter, britischer Geiger
- 2011: Anna Anni, italienische Kostümbildnerin
- 2011: Fritz Tobias, deutscher Autor und Ministerialrat
- 2012: Gary Ablett, englischer Fußballspieler und -trainer
- 2012: Bob Anderson, britischer Fechter und Schauspieler
- 2012: Ingeborg Finke-Siegmund, deutsche Pianistin und Klavierpädagogin
- 2012: Kiro Gligorov, jugoslawischer bzw. mazedonischer Politiker, Minister, Staatspräsident
- 2012ː Yafa Yarkoni, israelische Sängerin
- 2013: Moses Bosco Anderson, US-amerikanischer Geistlicher, Weihbischof in Detroit
- 2013: Patti Page, US-amerikanische Sängerin
- 2014: Juanita Moore, US-amerikanische Schauspielerin
- 2015: Ulrich Beck, deutscher Soziologe
- 2015: Mario Cuomo, US-amerikanischer Politiker, Gouverneur von New York
- 2015: Jeff Golub, US-amerikanischer Gitarrist
- 2016: Gilberto Mendes, brasilianischer Komponist
- 2016: Vilmos Zsigmond, ungarisch-amerikanischer Kameramann
- 2017: Anthony Barnes Atkinson, britischer Ökonom
- 2017: Hilarion Capucci, syrischer Geistlicher, Theologe und politischer Aktivist, Weihbischof von Antiochien
- 2017: Derek Parfit, britischer Philosoph
- 2018: Mauro Staccioli, italienischer Bildhauer
- 2019: Karl Foitek, österreichisch-schweizerischer Automobilrennfahrer und Unternehmer
- 2019: Joan Guinjoan i Gispert, katalanischer Komponist und Pianist
- 2020: Don Larsen, US-amerikanischer Baseballspieler
- 2020: David Stern, US-amerikanischer Basketballfunktionär, Commissioner der NBA
- 2021ː Ursula Bonhoff, deutsche Fernsehregisseurin und Drehbuchautorin
- 2021: Carlos do Carmo, portugiesischer Fado-Sänger
- 2021: Floyd Little, US-amerikanischer American-Football-Spieler
- 2022ː Lotte Köhler, deutsche Psychoanalytikerin und Unternehmerin
- 2022: Andreas Kunz, deutscher Nordischer Kombinierer
- 2022: Dan Reeves, US-amerikanischer American-Football-Spieler und -Trainer
- 2023: Gangsta Boo, US-amerikanische Rapperin
- 2023: Georg Eberl, deutscher Eishockeyspieler
- 2024: Trautl Brandstaller, österreichische Journalistin, Schriftstellerin und Fernsehredakteurin
- 2024: Marcia Garbey, kubanische Leichtathletin
- 2024: Riad al-Turk, syrischer Demokratieaktivist
- 2024: Niklaus Wirth, Schweizer Informatiker
- 2025ː Rosita Missoni, Modedesignerin, Unternehmerin, Influencerin
- 2025ː Sally Oppenheim-Barnes, Baroness Oppenheim-Barnes, britische Politikerin (Conservative Party)
- 2025ː Nora Orlandi, italienische Pianistin, Violinistin, Sopranistin, Filmkomponistin und Schauspielerin

## Feier- und Gedenktage
- Kirchliche Gedenktage
  - Mutterschaft Mariens, Hochfest (katholisch, bis zur Kalenderreform 1969 möglicher Termin für Tag der Namensgebung des Herrn)
  - Beschneidung des Herrn (anglikanisch, evangelisch, orthodox)
  - Namen-Jesu-Fest (anglikanisch, evangelisch; katholisch 3. Januar)
  - Hl. Basilius der Große, Asket, Bischof und Kirchenlehrer (orthodox)
  - Hl. Fulgentius von Ruspe, Bischof und Kirchenschriftsteller (katholisch, orthodox)
  - Hl. Platon Kulbusch, Hl. Michael Bleive und Hl. Nikolai Bezhanitsky, russisch-orthodoxe Priester (Platon war Bischof) und baltische Märtyrer (orthodox, julianisch)
  - Weltfriedenstag (katholisch)

- Namenstage
  - Manuela, Wilhelm

- Staatliche Feier- und Gedenktage
  - Brunei: Unabhängigkeit von Großbritannien (1984)
  - Haiti: Unabhängigkeit von Frankreich (1804)
  - Kuba: Befreiungstag (1959)
  - Republik China (Taiwan): Gründungstag (1912)
  - Samoa: Unabhängigkeit von Neuseeland (1962)
  - Slowakei: Gründungstag (1993)
  - Sudan: Unabhängigkeit von Ägypten und Großbritannien (1956)
  - Tschechien, Gründungstag (1993)